# ニコラエ・チャウシェスク
ニコラエ・チャウシェスク（ルーマニア語: Nicolae Ceaușescu, ルーマニア語: [nikoˈla.e tʃe̯a.uˈʃesku] ( 音声ファイル); 1918年1月26日 - 1989年12月25日）は、ルーマニアの政治家。ルーマニア社会主義共和国大統領、ルーマニア共産党書記長、ルーマニア国家評議会第3代議長を歴任した。
ルーマニア共産党に入党したあと書記長に就任して、1965年から1989年にかけて指導者として君臨した。外国資本を参入させてルーマニアを農業国から工業国にした一方で、経済の中央集権化や人権の抑圧、個人崇拝を推進し、個人の自由や表現の自由を制限した。後に政権は経済的な失敗や貧困を招いて国民からの不満が高まり、最終的に1989年に大規模なデモや抗議行動（ルーマニア革命）が発生。チャウシェスクは軍によって拘束され、妻と共に処刑された。

## 概要
王制時代のルーマニアの貧しい農家に生まれ、早くから共産主義運動に関わった。ルーマニア共産党に入党し、数回逮捕され、第二次世界大戦中は収容所暮らしを送った。戦後、ルーマニア共産党が権力を握ると、ゲオルゲ・ゲオルギウ＝デジ(Gheorghe Gheorghiu-Dej)による指導のもと、共産党内で出世し、ゲオルギウ＝デジが死去した1965年3月に後継者としてルーマニア共産党書記長に就任し、権力を掌握した。
チャウシェスクは前任者のゲオルギウ＝デジの方針を踏襲する形で、ルーマニアをソ連の影響下から脱却させようとし、外国資本の参入を認め、国際金融機関から融資を受けた。これにより、ルーマニアは農業国から工業国への転身を果たした。加えてチャウシェスクは労働力を増やすべく、1966年に「法令第770号」(Decretul 770)を制定・可決し、結婚と多産を奨励し、避妊、堕胎、離婚の原則禁止を決定したが、望まぬ妊娠を避けようとする女性の負傷・死亡の増加や、HIV感染が蔓延した。
権力の座に就いたころのチャウシェスクは、報道の検閲を緩和したり、党のイデオロギーに反しない限り、表現の自由を認めており、ルーマニアは東ヨーロッパの共産陣営の中でも比較的自由な気風が見られた。1971年6月に訪問先の中国と北朝鮮で強烈な個人崇拝を目の当たりにし、それに影響されたチャウシェスクは1971年7月6日に「七月の主張」(Tezele din Iulie)と呼ばれる政治綱領を発表した。満場一致の承認を受けたこの綱領によって、彼が指導者に就任したころに見られた自由主義的な政策は終わりを告げ、厳格な国家主義的イデオロギーが導入された。秘密警察・セクリターテ(Securitate)がルーマニア国内における大規模な監視と冷酷な抑圧を担当して国民を従わせ、報道機関を統制下に置いた。
1970年代の石油危機が契機となり、ルーマニアの抱える対外債務の額は飛躍的に増大した。1979年に石油価格と開発金融が急激に上昇すると、ルーマニアの産業におけるエネルギー効率の低さにより、債務水準が持続不可能になるほどの状況にまで追い込まれた。対外債務を返済するため、チャウシェスクは農作物や工業製品の輸出量を増やすよう、政府に指示を出した。それに伴って国内では慢性的な物資不足が発生、政府は生活必需品について配給制を導入するほどになり、国民の生活水準は目に見えて低下していった。1989年4月までに、ルーマニアは対外債務をほぼ完全に返済できた。利息も含めた債務額は210億ドルに達していた。1989年4月12日、ルーマニア共産党中央委員会本会議の場で、チャウシェスクは「ルーマニアは対外債務を完済した」と発表したうえで、「ルーマニアは、今後一切、外国からの融資を受けない」と宣言した。
その一方で、ニコラエ・チャウシェスクと妻エレナ・チャウシェスク(Elena Ceaușescu)の二人に対する個人崇拝は前例が無いほどに強まった。また、ミハイル・ゴルバチョフ(Михаил Горбачев)が打ち出した「ペレストロイカ」(Перестройка)をチャウシェスクが公然と批判したことにより、ルーマニアとソ連の外交関係の悪化は深刻なものとなった。
1989年12月、ティミショアラ(Timișoara)に住むハンガリー人の牧師への立ち退き命令に対する抗議運動が始まり、ルーマニア革命に発展していった。12月17日、ルーマニア陸軍、民兵、治安部隊が出動し、抗議集団に対して発砲し、死傷者が出始めた。イランを訪問する予定であったチャウシェスクは、12月18日、暴動の鎮圧を命じ、イランに向かった。帰国後の12月20日、チャウシェスクはテレビ演説を行い、「ティミショアラで始まった暴動は、ルーマニアの主権を有名無実化させようと企む帝国主義者の団体と外国の諜報機関からの支援を受けて組織されたものだ」と訴えた。12月22日の朝の時点で、チャウシェスクに反対する気運の高まりと抗議行動はルーマニア国内の全主要都市に拡大していた。この日の正午、チャウシェスクは妻・エレナとともにルーマニア共産党中央委員会の建物の屋上からヘリコプターに乗って逃亡、首都・ブクレシュティ(București)から脱出してトゥルゴヴィシュテ(Târgoviște)に着くも、その日のうちに軍隊に捕らえられた。イオン・イリエスク(Ion Iliescu)が議長となった救国戦線評議会(Consiliului Frontului Salvării Naţionale)による決定に基づき、チャウシェスク夫妻は裁判にかけられ、国家に対する犯罪、自国民の大量虐殺、外国の銀行に秘密口座の開設、ならびに「国民経済を弱体化させた」容疑で起訴され、夫婦の全財産没収ならびに死刑を宣告されたのち、夫妻両名は銃殺刑に処せられた。

## 生い立ち

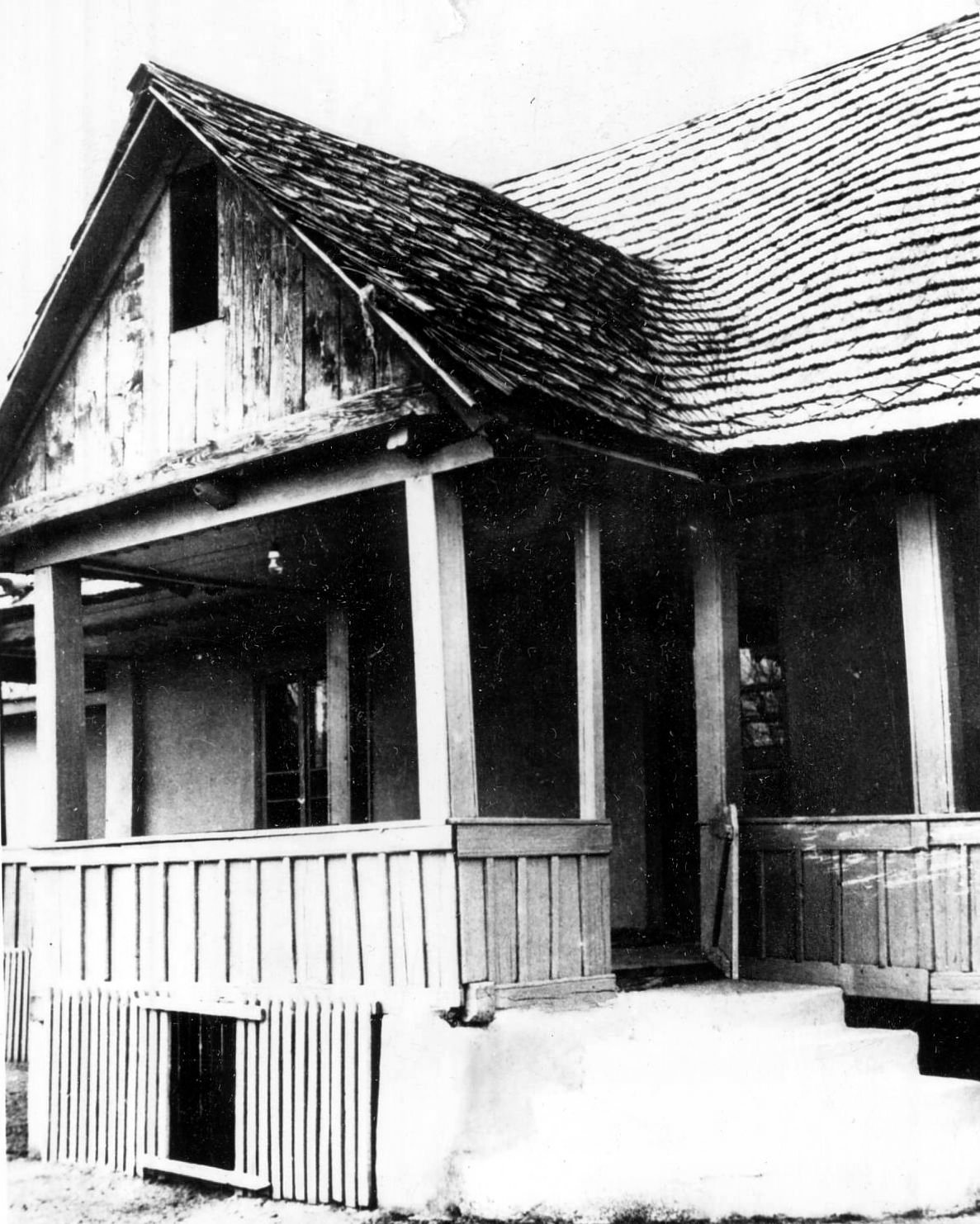
ニコラエ・チャウシェスクの生家

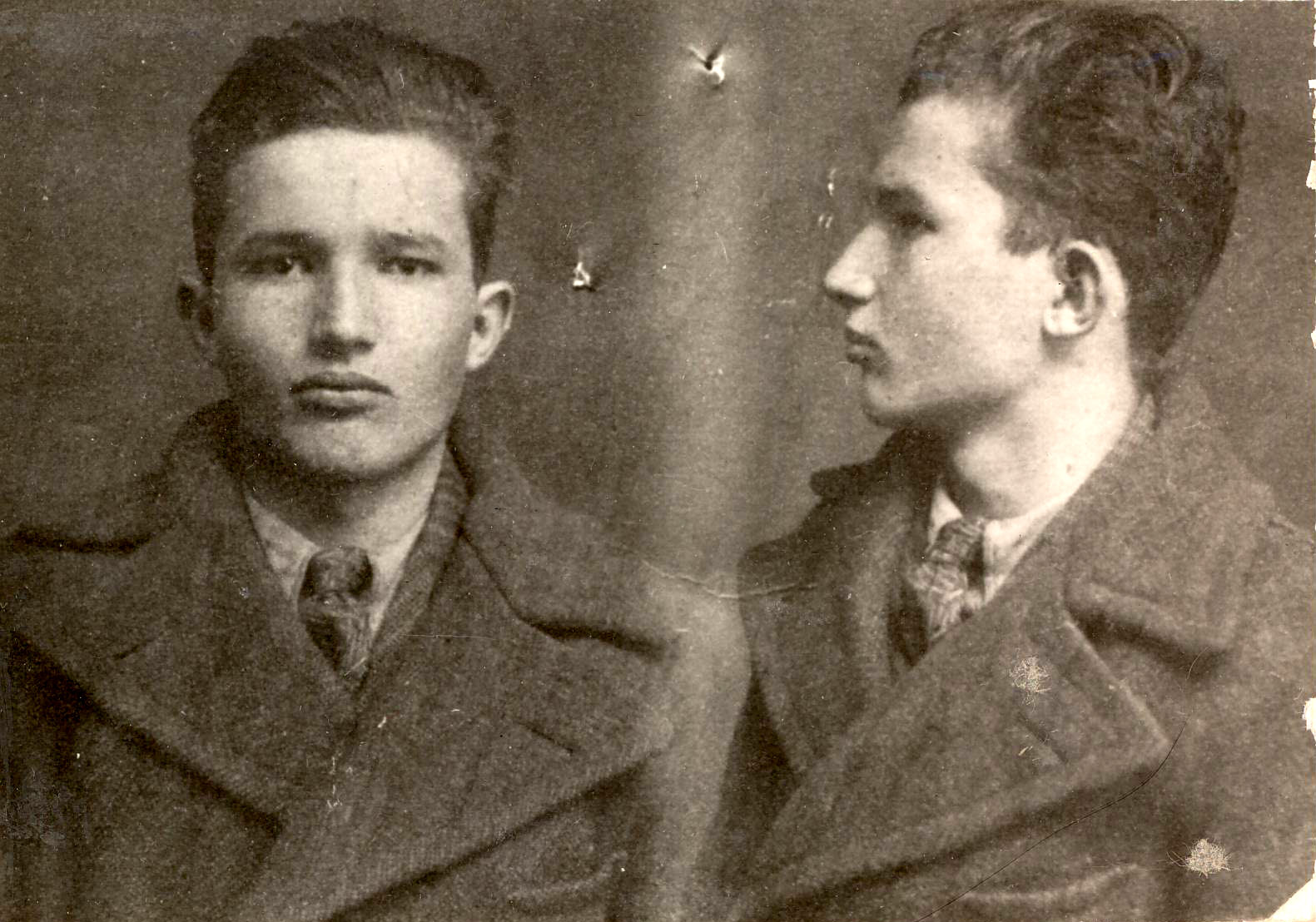
トゥルゴヴィシュテの警察が撮影したニコラエの顔写真（1936年）

1918年、ルーマニア王国オルト郡スコルニチェシュティ(Scornicești, Județul Olt)の貧しい農家にて、十人兄弟の三男として生まれた。ニコラエが生まれた日付は公式には1月26日であるが、出生に関する住民登録書に登録されている彼の日付は「1月23日」となっている。のちに書き残した自伝の中で、彼は自身の誕生日をいずれも全て「1月26日」とした。
父親のアンドゥルーツァ(Andruță, 1886 - 1969)は土地を所有し、羊を数頭飼育し、仕立て屋として収入を補っていた。家は二部屋のみで、家族はおもにポレンタ（トウモロコシを粉にして煮る粥の一種）を食べていた。当時、スコルニチェシュティに住んでいた司祭はアンドゥルーツァについて「彼は自分の子供たちに興味を示さなかった。彼はものを盗み、酒飲みで、よく喧嘩し、悪態をついていた」と語っている。母親のアレクサンドリーナ(Alexandrina, 1888 - 1977)は従順で勤勉な農民であり、敬虔なキリスト教徒であった。両親が亡くなったのち、ニコラエはスコルニチェシュティに教会を建てるよう命じた。ここの教会の壁には、ニコラエの両親の肖像画が飾られている。
ニコラエは小学校に上がり、しばしば裸足で通っていた。友人がおらず、多感で予測不能な少年であったという。11歳のときに首都・ブクレシュティ(București)に移住し、靴職人の見習いとして働き、靴作りの技術を学んだ。ニコラエに技術を教えたのはアレクサンドル・サンドレスク(Alexandru Săndulescu)であり、この人物は能動的なルーマニア共産党員であった。共産党は、当時は法律違反の組織であった。1933年11月、ニコラエはルーマニア共産党(Partidul Comunist Român)の青年機構である「共産主義青年同盟」(Uniunea Tineretului Comunist)の一員に加わった。11月23日、ニコラエは鉄道労働争議を扇動したうえ、共産主義を扇動する趣旨の小冊子を配布した容疑で逮捕された。
1934年6月、鉄道労働者たちのクラヨーヴァ(Craiova)での裁判に抗議する趣旨の嘆願書の署名を集めた容疑で逮捕された。イオン・ゲオルゲ・マオレルの証言によれば、ニコラエは声明書と署名一覧表を配布して報酬を受け取っていたという。1934年、ネグルの地区委員会に声をかけられ、反ファシスト運動に参加した。ニコラエがのちに書き残した自伝によれば、当時は全国反ファシスト委員会ならびに反ファシスト青年中央委員会に所属していたという。1930年代半ばの時点でニコラエは数回の逮捕を経験しており、1934年8月の時点で4回投獄されている。秘密警察のスィグランツァ(Siguranța Statului)が作成したニコラエの略歴書類には、「共産主義を扇動する危険人物」「反ファシズムの宣伝活動の資料を配布する共産主義者」との紹介文が記述されている。
1936年6月6日、ニコラエは、ブラショヴ裁判所にて、懲役2年、さらに法廷侮辱罪を理由に六カ月の追加の懲役、罰金2000レイ、スコルニチェシュティに一年間の強制居住、を宣告された。ドフターナ刑務所に投獄されたニコラエは、ここの刑務所の職員から暴力を振るわれた。これ以後、何か発言する際には吃音が生じるようになった。ニコラエはこの刑務所で、ゲオルゲ・ゲオルギウ＝デジ(Gheorge Gheorghiu-dej)、キヴ・ストイカ、エミール・ボドナラーシュといった将来の共産指導者たちと出会った。ニコラエは、ゲオルギウ＝デジからマルクス・レーニン主義の理論を教わった。ルーマニアの社会学者、パーヴェル・クンパーノ(Pavel Câmpeanu, 1920 - 2003)は、ブクレシュティ＝ジラーヴァ刑務所(Penitenciarul București-Jilava)でニコラエと出会い、独房で一緒に過ごしたことがある。クンパーノはニコラエについて、「共産主義の末端運動への参加は、自分が社会生活に溶け込むために導きだした選択肢であった」「実際のところ、1930年代のニコラエは、注意力が足りず、怠惰な少年でしかなかった」と語っている。
1938年に仮釈放される。1939年、軍事閲兵式の最中に、化学繊維工場で働いていた女性、レヌーツァ・ペトレスク(Lenuța Petrescu)と出会った。
1940年、ニコラエは「公序良俗に対して陰謀を企てた」容疑で再逮捕され、有罪判決を受けた。ジラーヴァ刑務所にいたニコラエは、軍病院で歯の治療を受けるために刑務所の管理者から受け取った許可証を利用し、レヌーツァと面会していた。1942年にカランセベシュ(Caransebeș)に、1943年にヴァカレシュティ(Văcărești)に移送された。拘留は終了したが、イオン・アントネスク(Ion Antonescu)は自身の政府を弱体化させる可能性のある共産主義の活動家を釈放することについて危惧しており、ニコラエたちは釈放されず、トゥルグ・ジウ(Târgu Jiu)の収容所に移送された。ミハイ1世が起こした宮廷クーデターに伴い、1944年8月23日にアントネスクが逮捕されると、共産主義者たちは釈放された。
ニコラエとレヌーツァの二人は、1947年12月23日に結婚した。この時点で、レヌーツァはニコラエの子供を身籠っており、妊娠7ヶ月であった。1948年2月、長男のヴァレンティンが生まれた。
レヌーツァは名前を「エレナ・チャウシェスク」(Elena Ceaușescu)に改め、のちにルーマニア共産党の運営や政治に深く関与するようになる。

## 権力の掌握

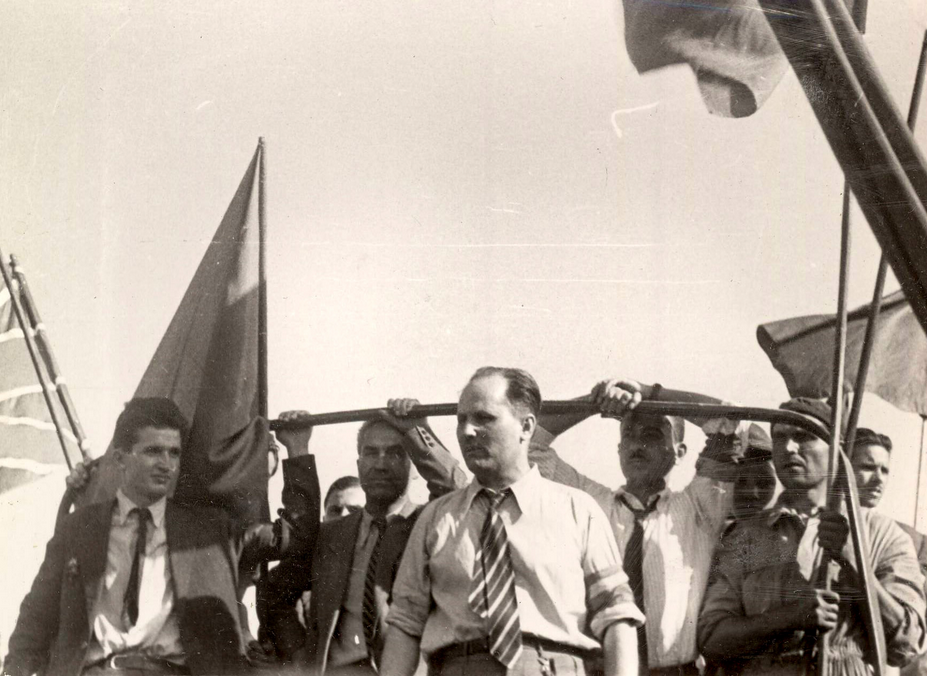
1944年8月30日、ブクレシュティにて、チャウシェスクたちがソ連軍を出迎える様子

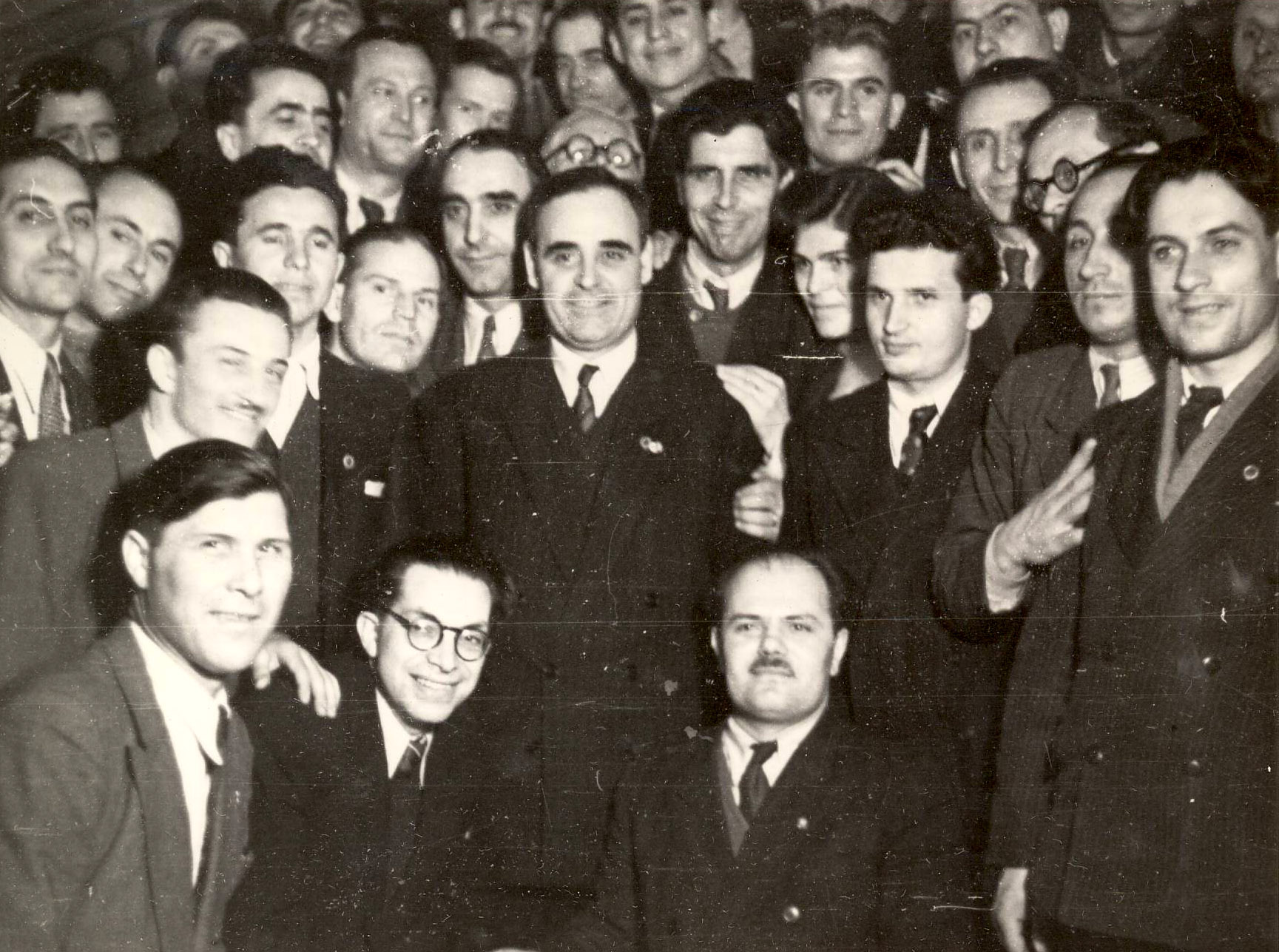
1948年2月に開催されたルーマニア労働者党大会での集合写真。写真中央に立つのはゲオルギウ＝デジ。その右側にいるのがチャウシェスク。

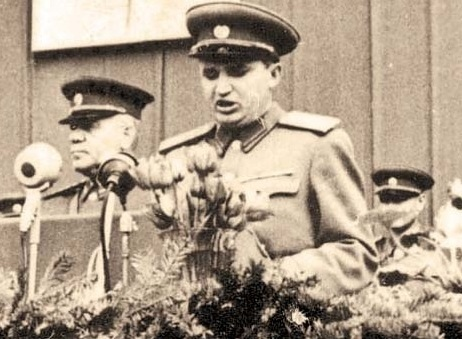
軍服姿のチャウシェスク（1954年）

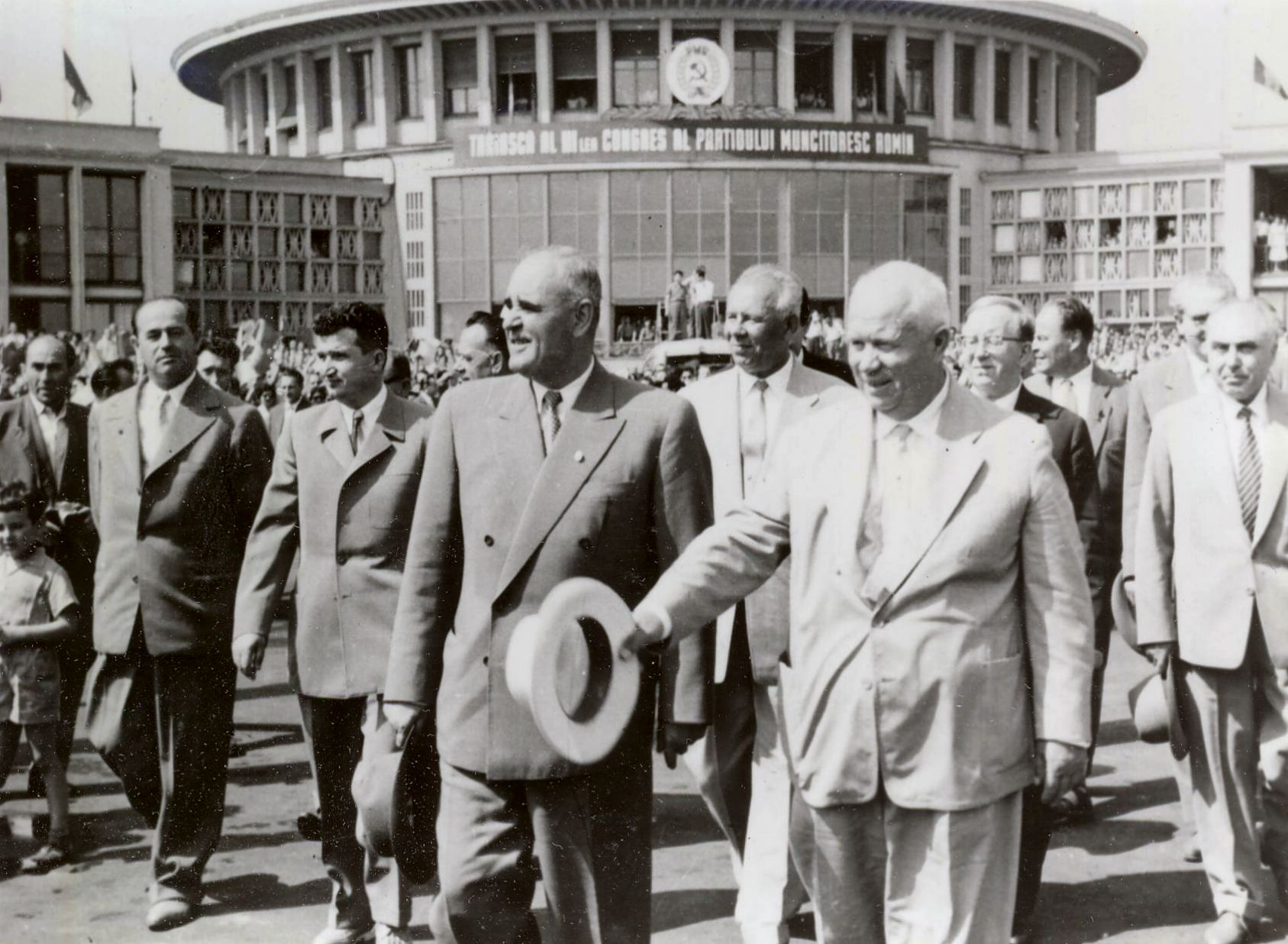
1960年6月、第7回ルーマニア労働者党大会閉会後、ブクレシュティにあるバネアサ空港にて、ニキータ・フルシチョフを見送るゲオルギウ＝デジ。ゲオルギウ＝デジの右後ろにいるのがチャウシェスク。

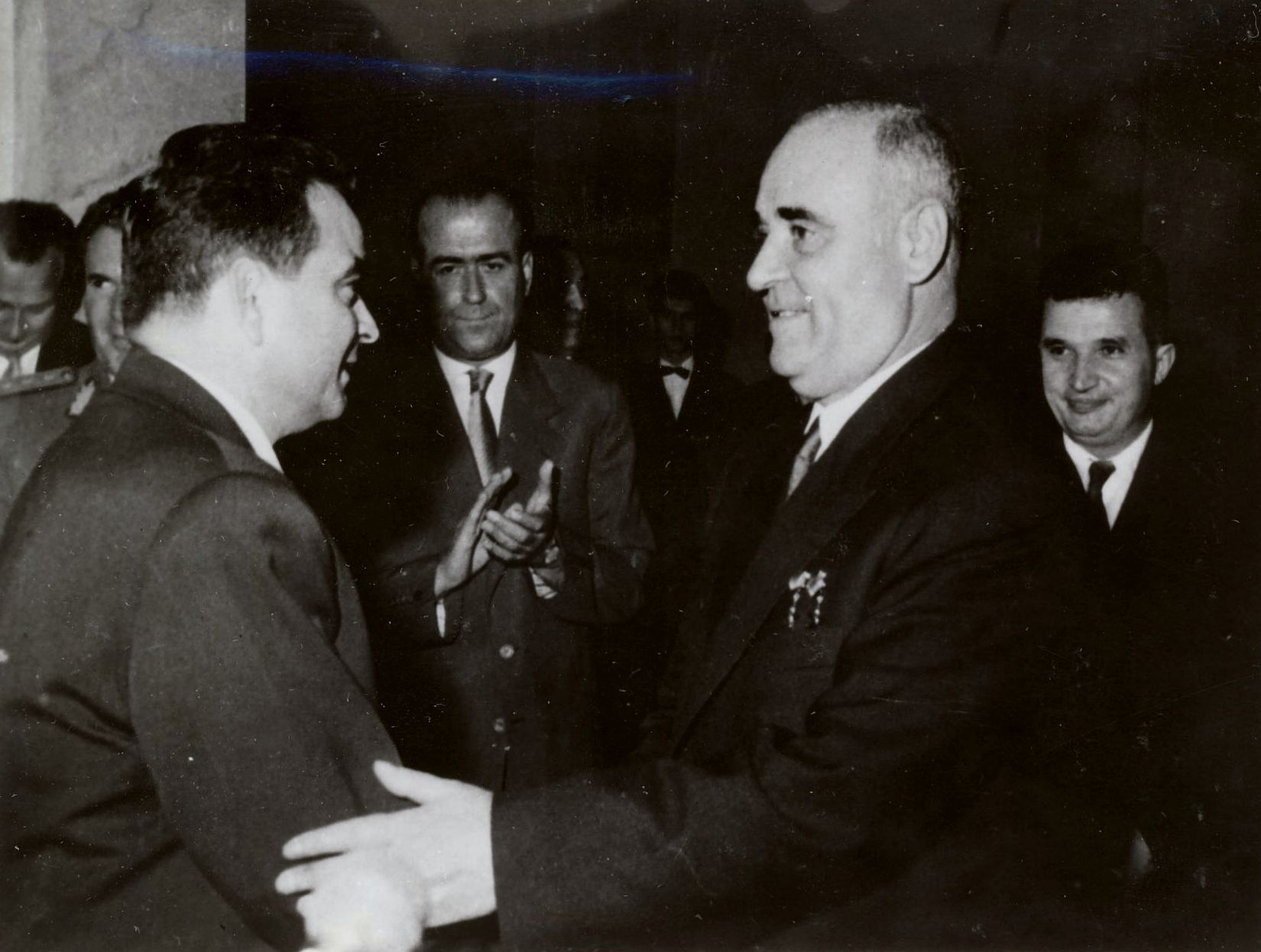
1961年11月8日、ブクレシュティにて、60歳の誕生日を祝うゲオルギウ＝デジ。写真の右端にいるのがチャウシェスク。中央左にいるのは内務大臣、アレクサンドル・ドラギーチ。

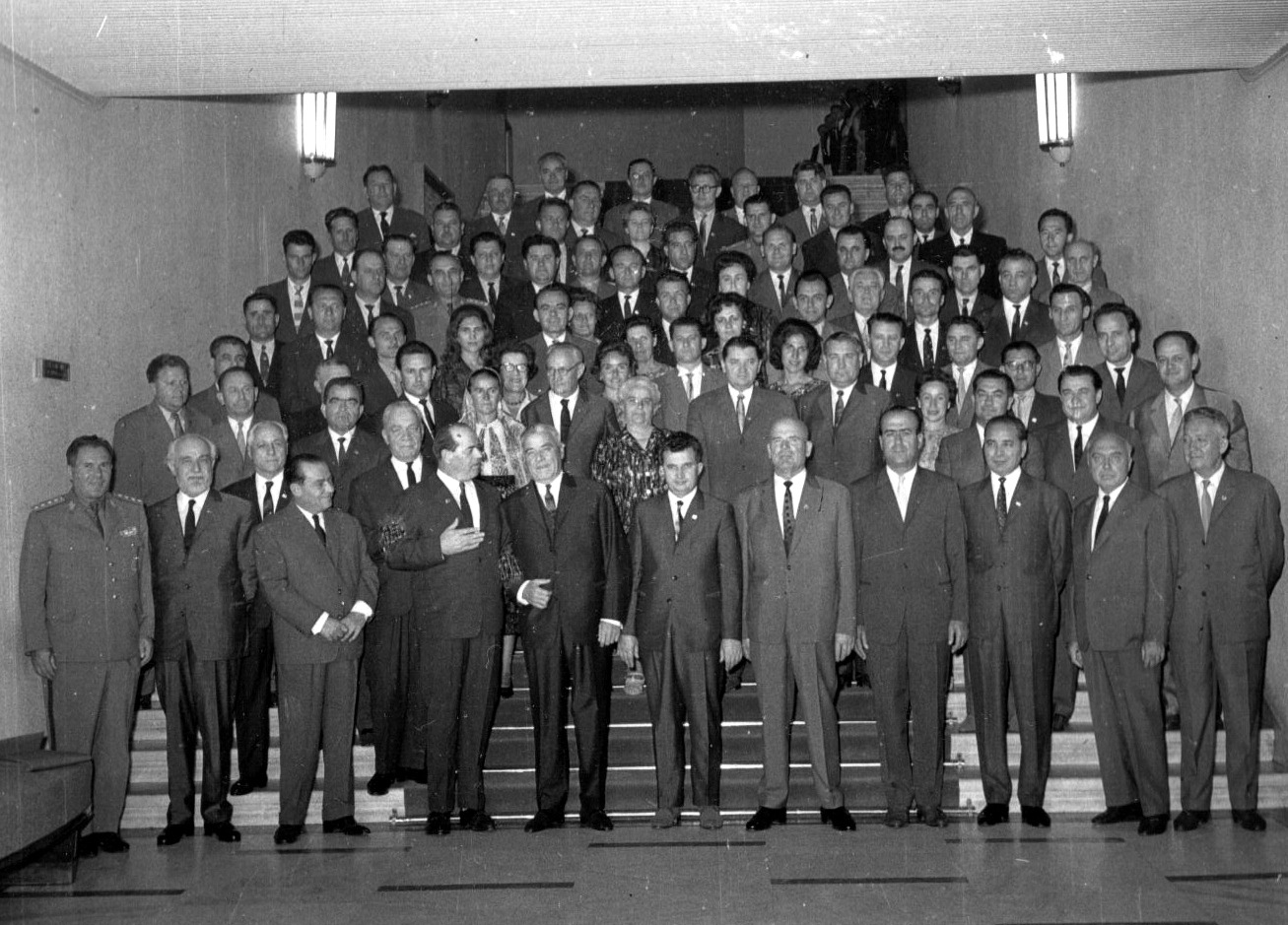
1965年、チャウシェスク率いる共産党幹部がハンガリー自治区を訪問した際の様子。

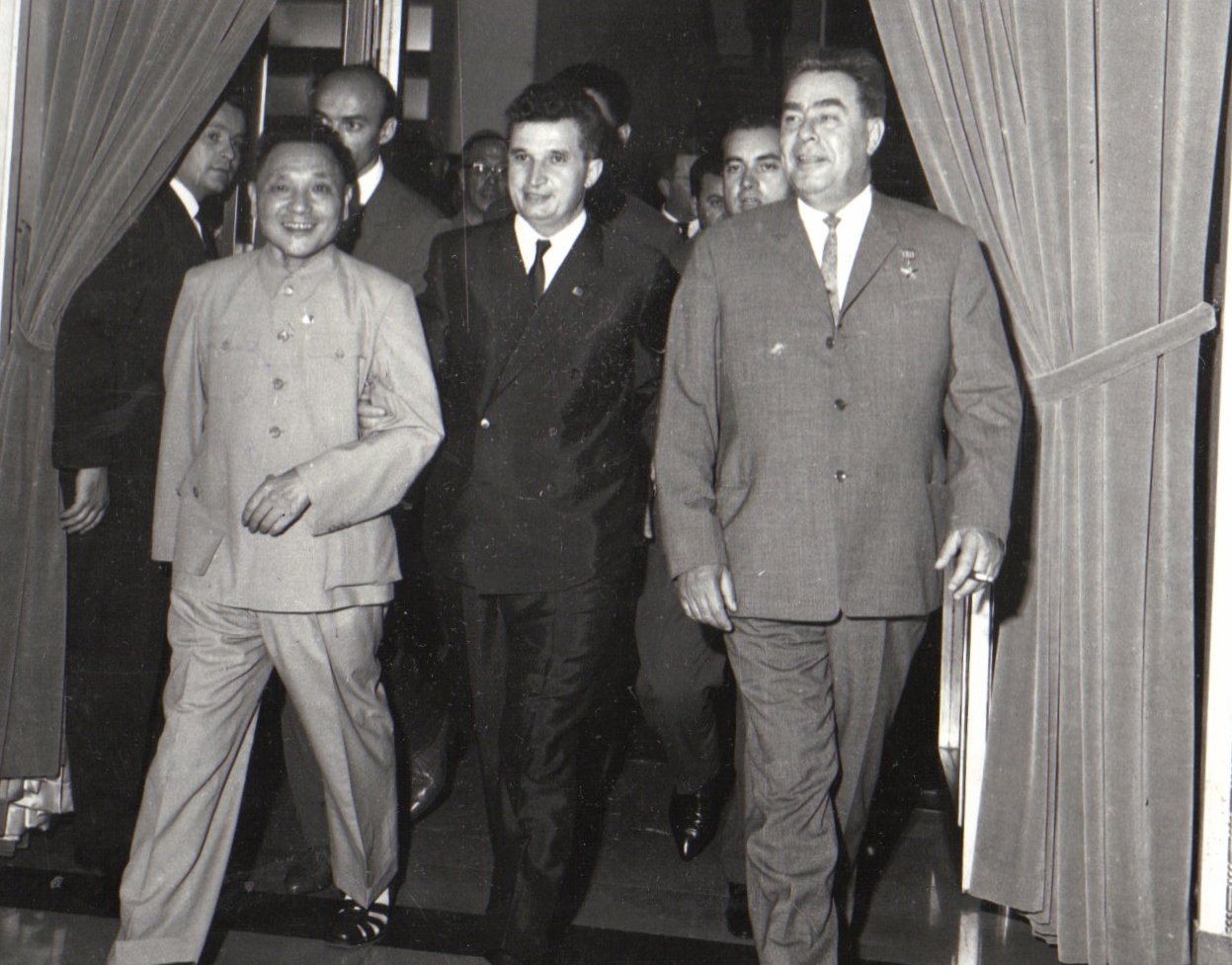
鄧小平、レオニード・ブレジネフと（1965年）

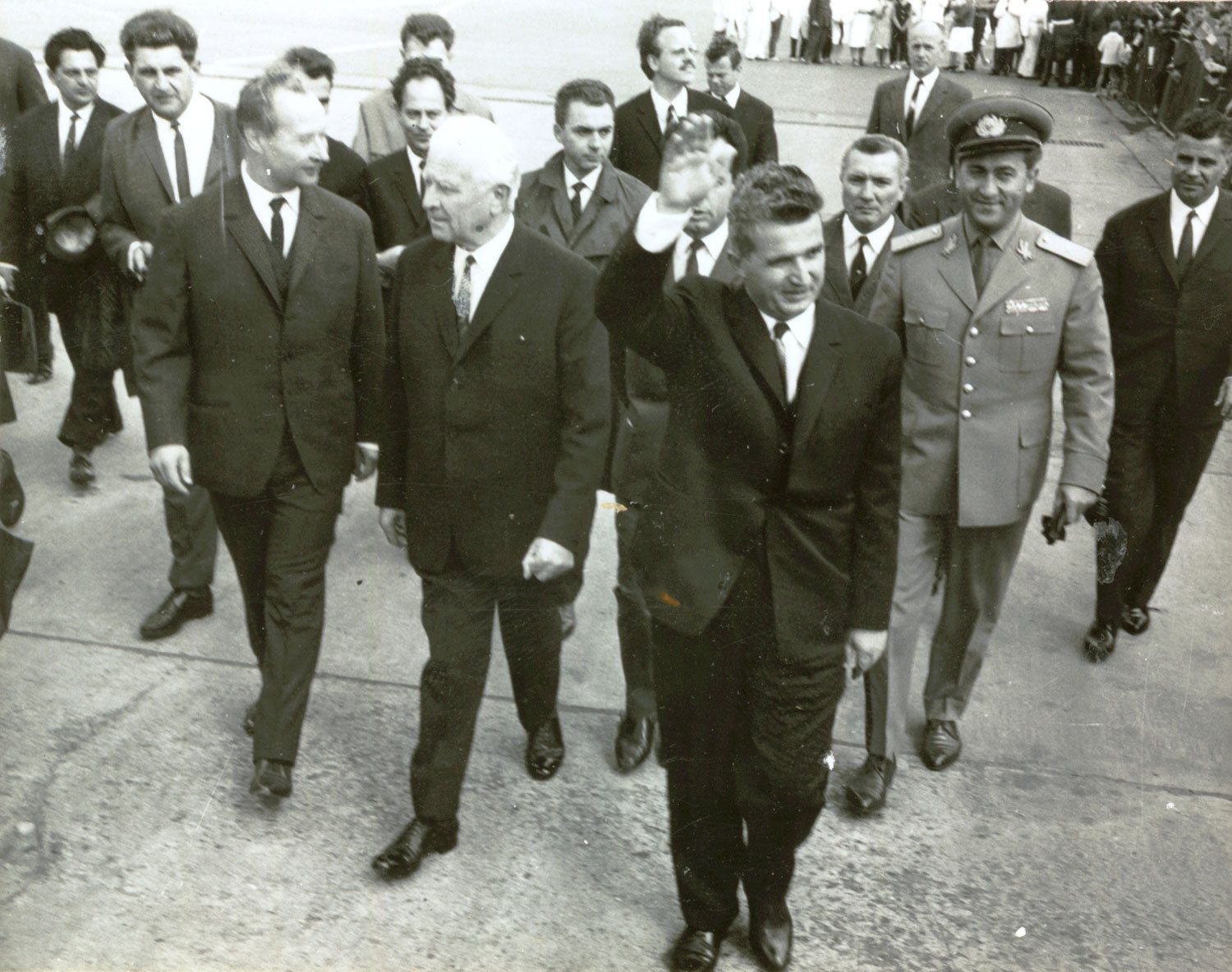
チェコスロヴァキアを訪問するチャウシェスク（1968年8月）

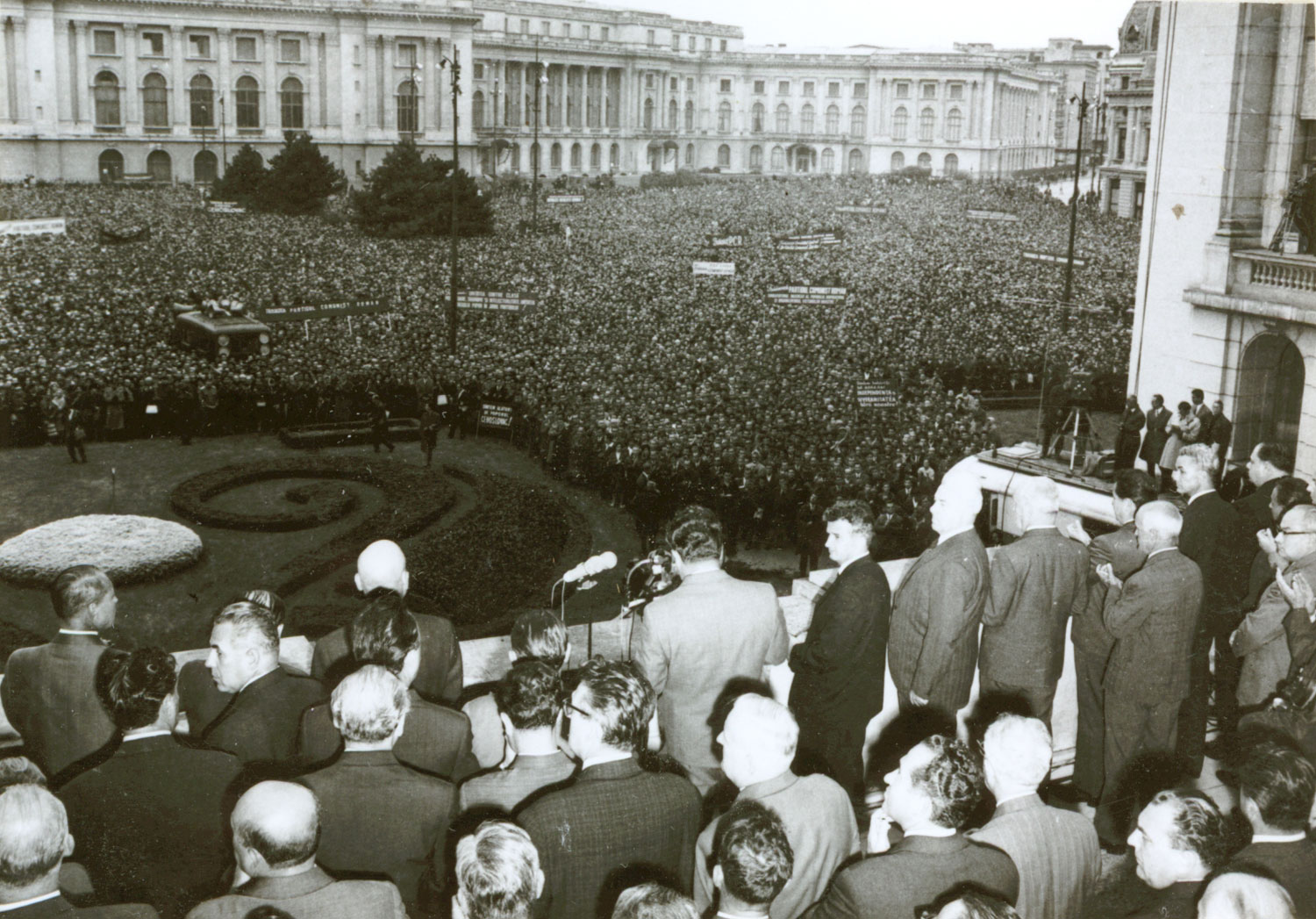
ソ連によるチェコスロヴァキアへの軍事侵攻を非難する国民集会（1968年8月21日）

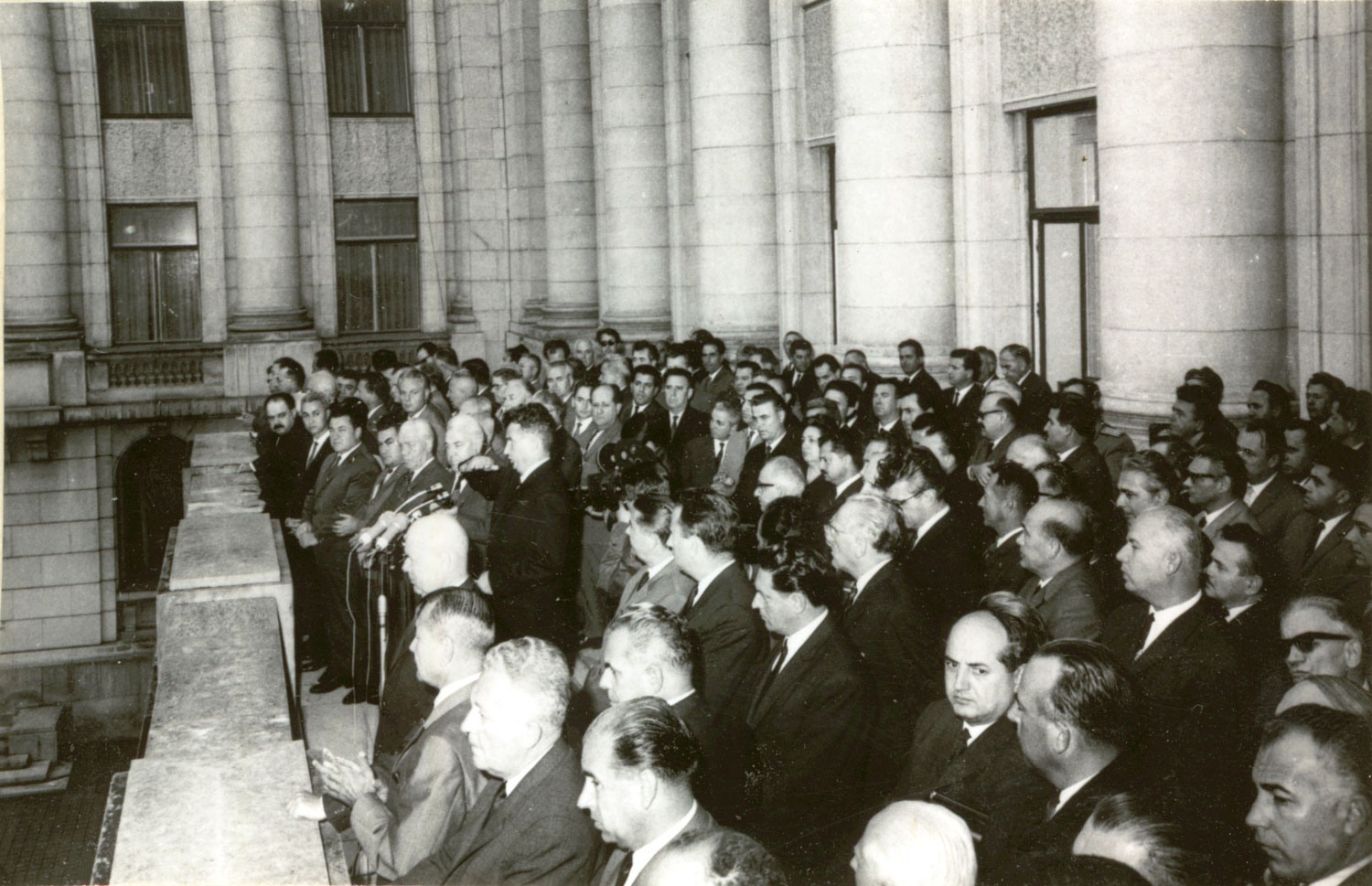
チャウシェスクが強い調子でソ連を非難する

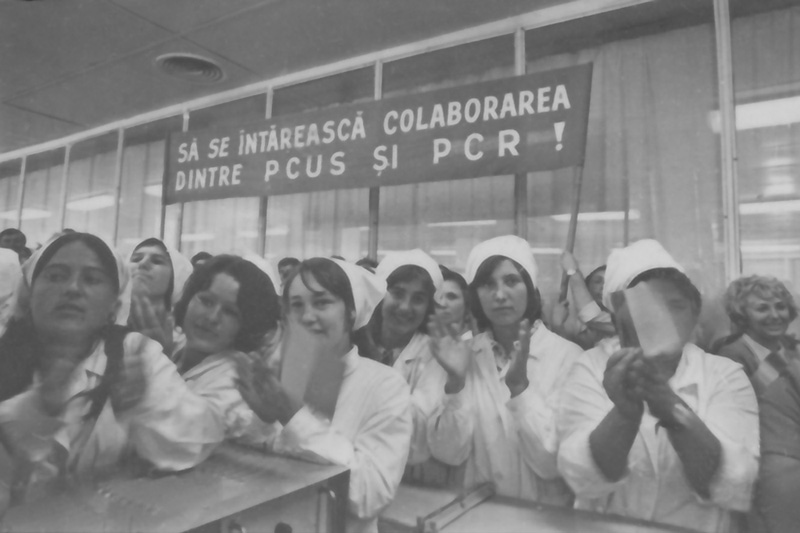
チャウシェスクによる訪問を迎え入れるモルドヴァの労働者（1972年）

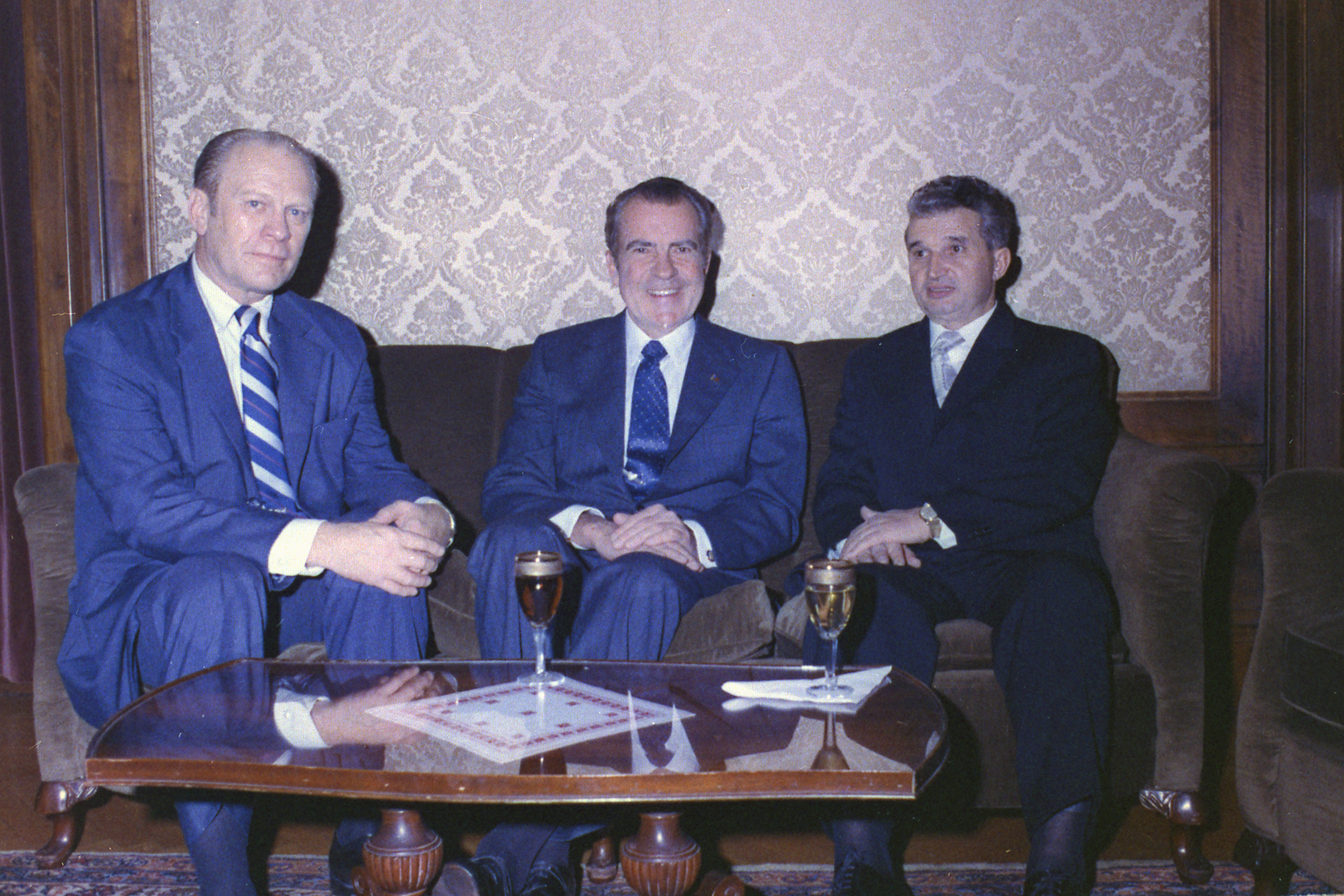
リチャード・ニクソン、ジェラルド・フォードと（1973年）

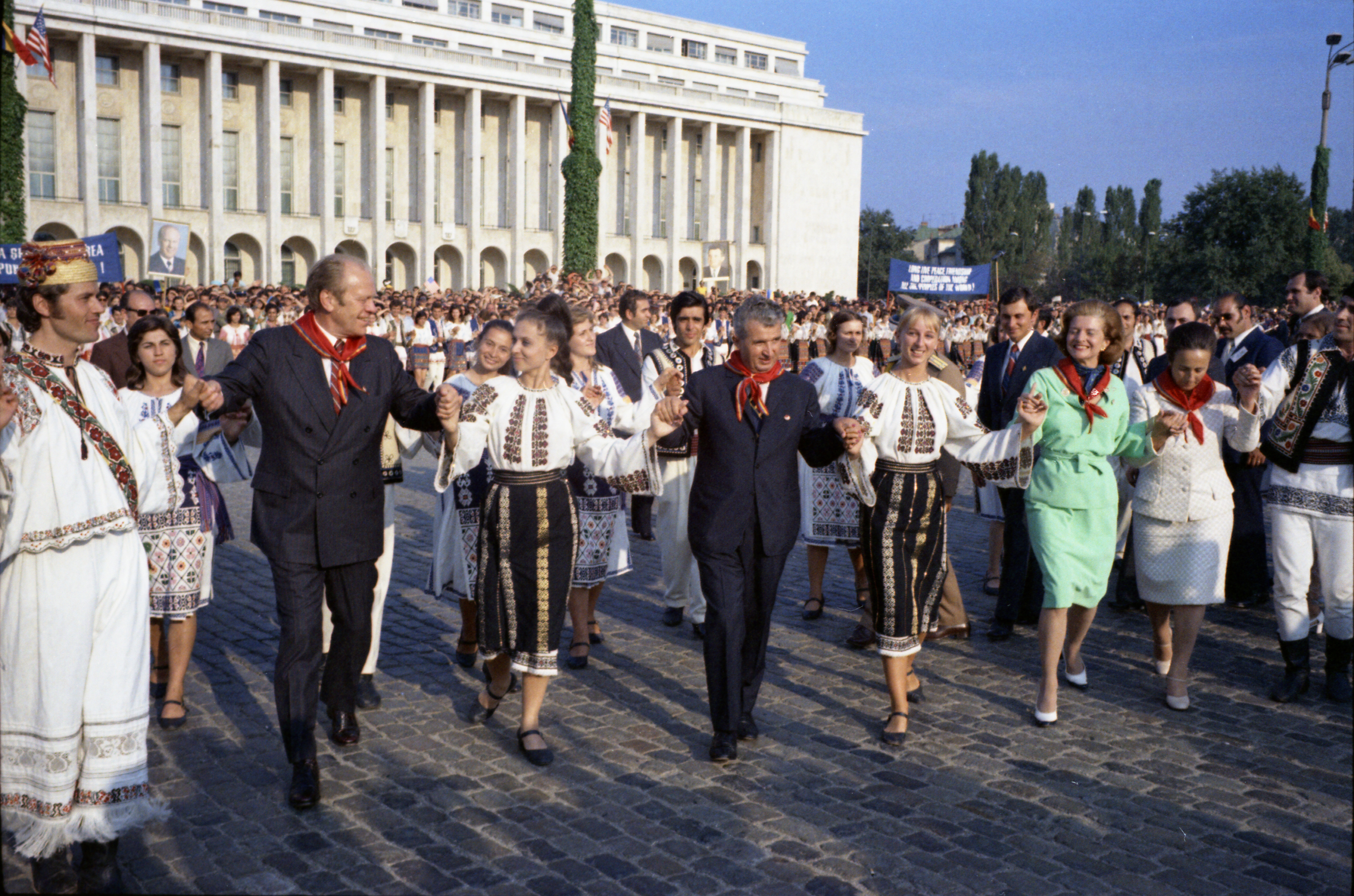
1975年8月2日、首都・ブクレシュティにて、ジェラルド・フォード、ベティ・フォード、妻エレナとともにフォークダンスを踊るチャウシェスク

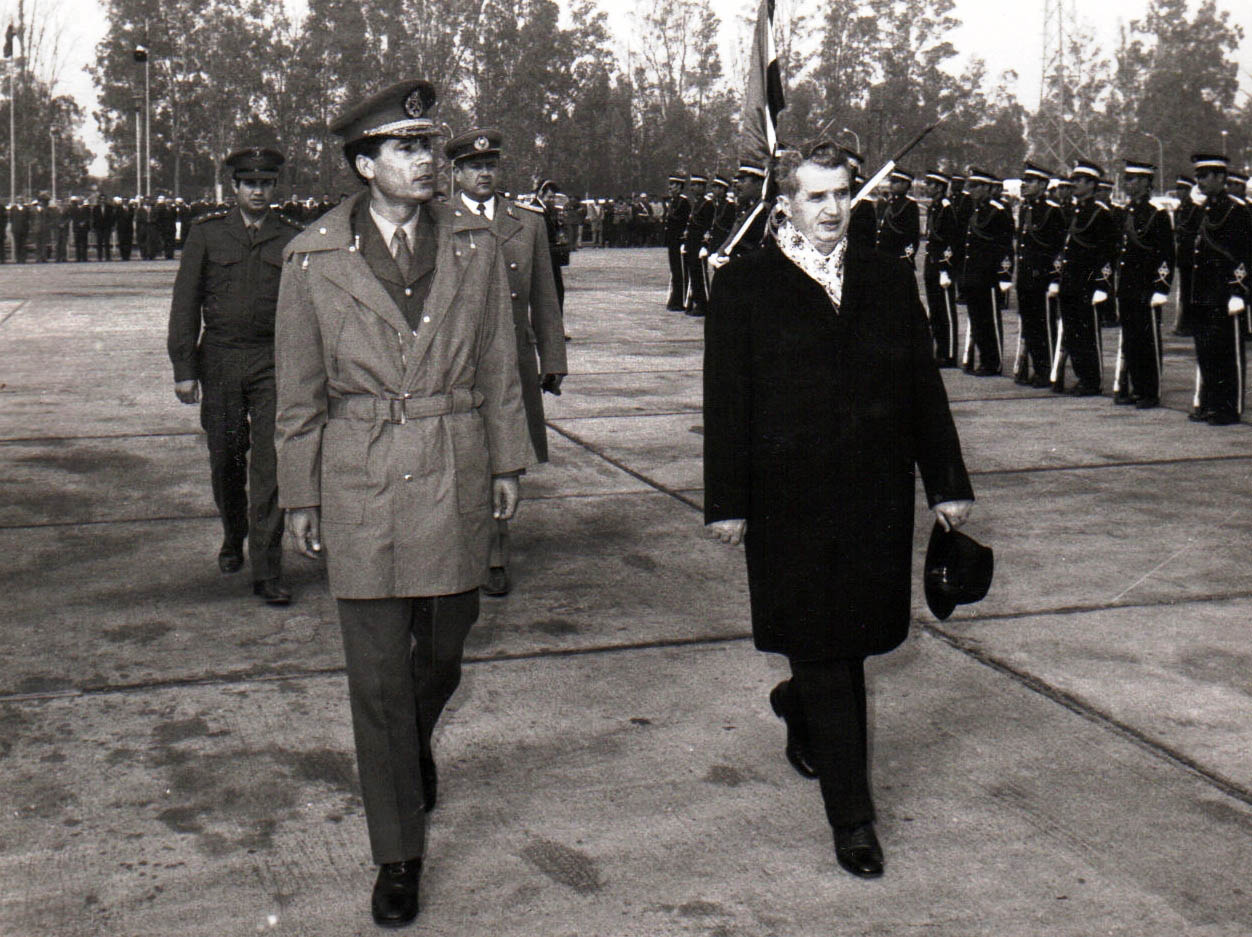
リビアへの公式友好親善訪問の様子。ムアンマル・アル＝カッザーフィー（左）と（1974年）

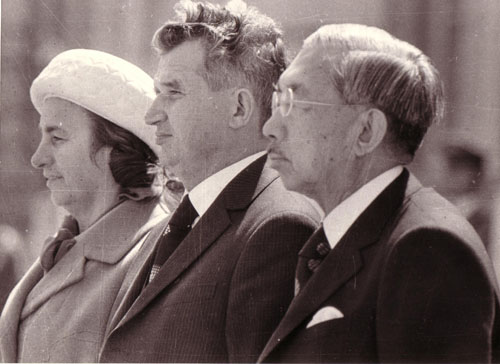
東京にて、昭和天皇と（1975年）

ワシントンD.C.にて、ジミー・カーターと（1978年）

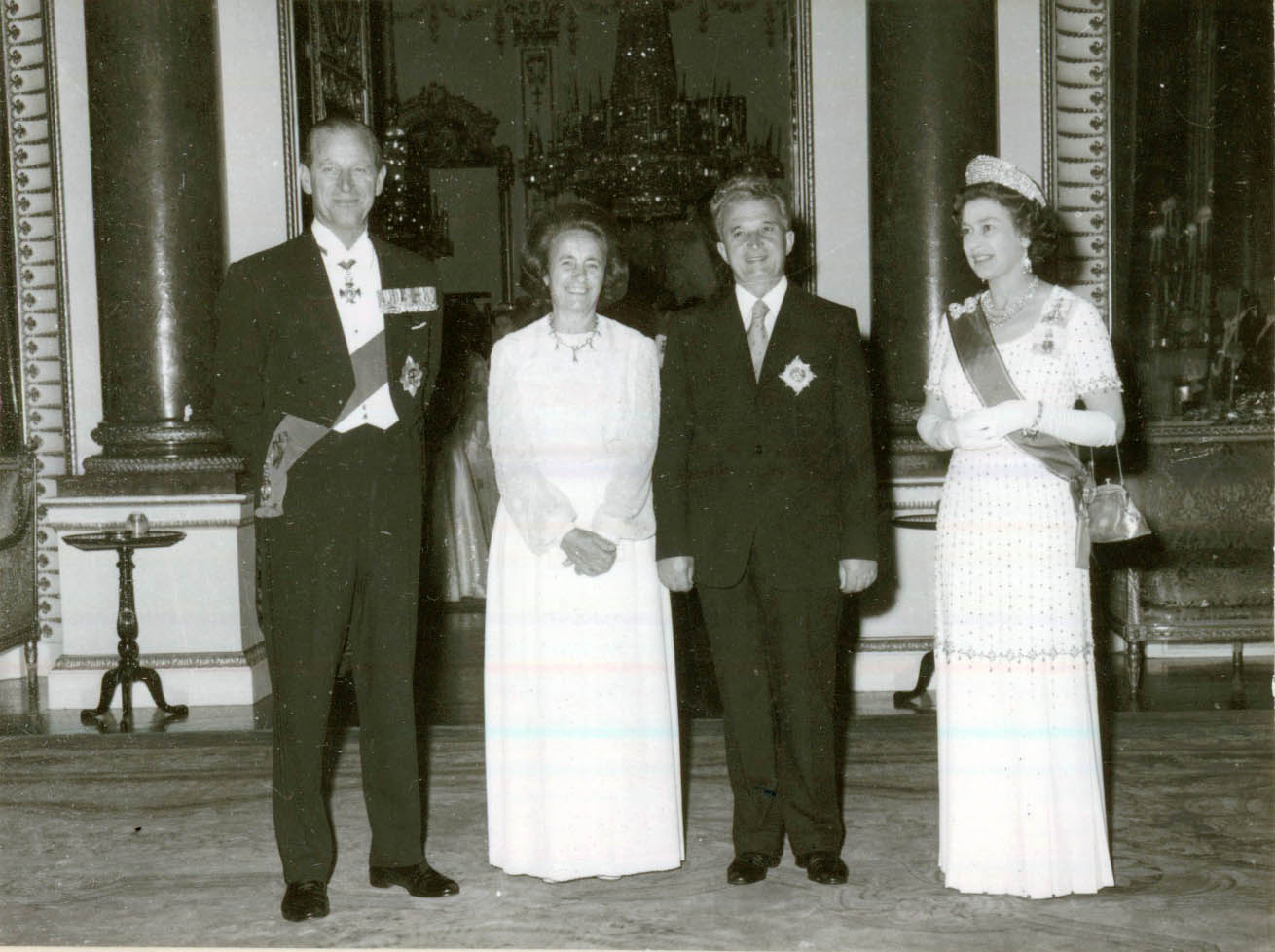
1978年6月、バッキンガム宮殿にて、エリザベス2世と

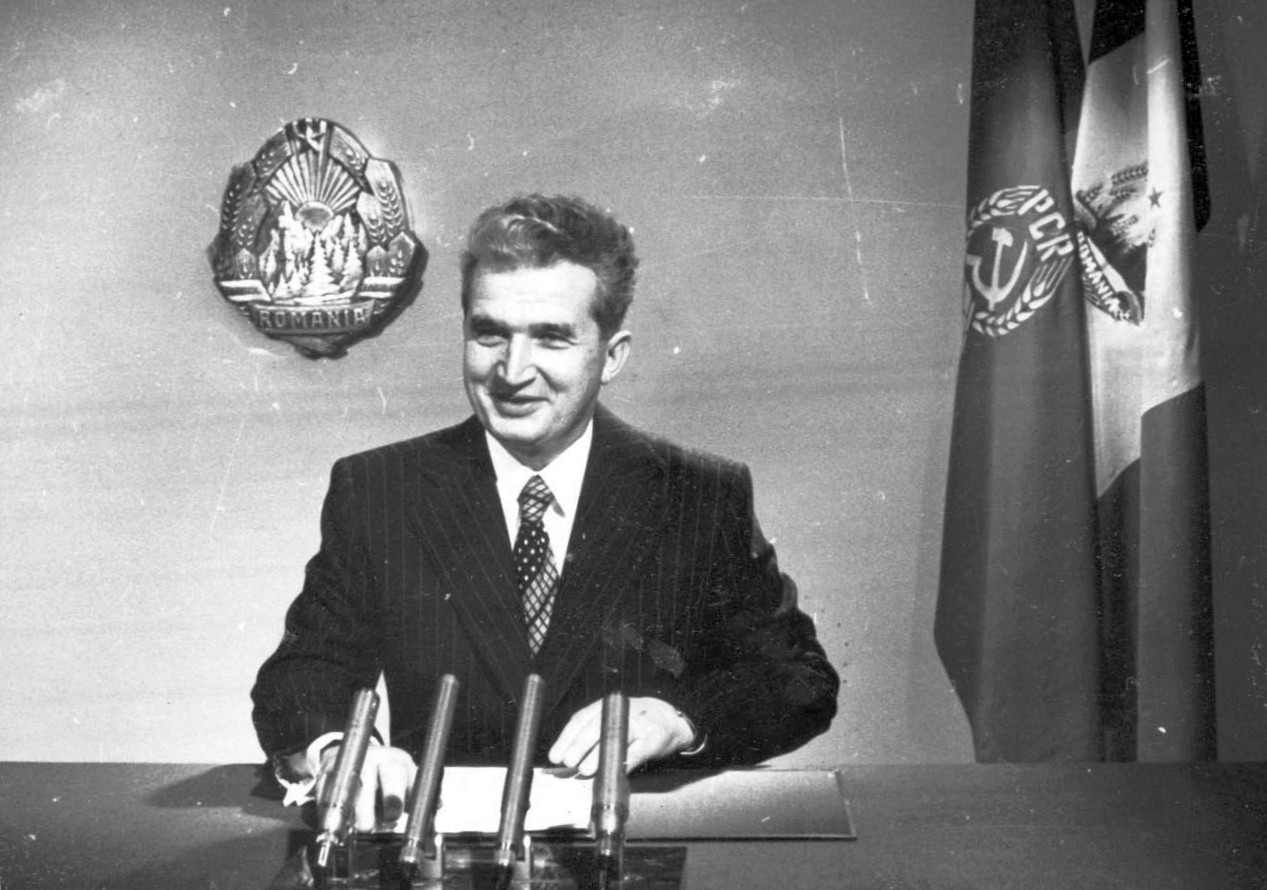
1978年の元旦に、国民に向けてメッセージを伝えるチャウシェスク

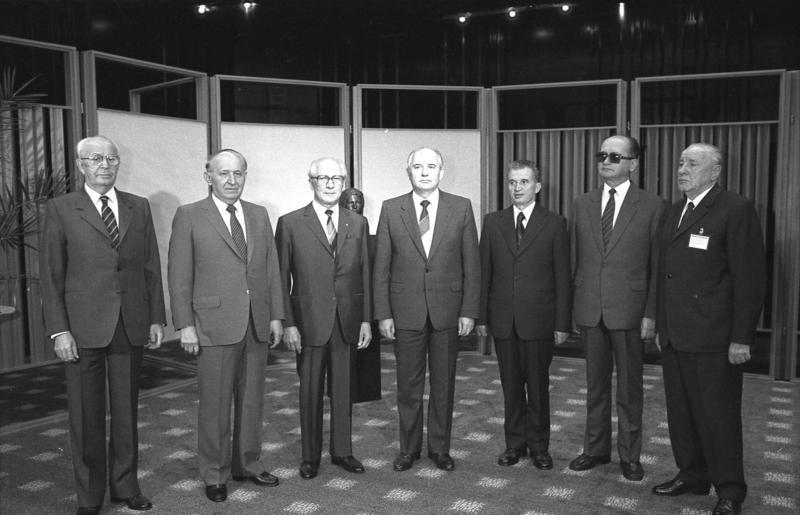
ワルシャワ条約機構加盟国の首脳たち

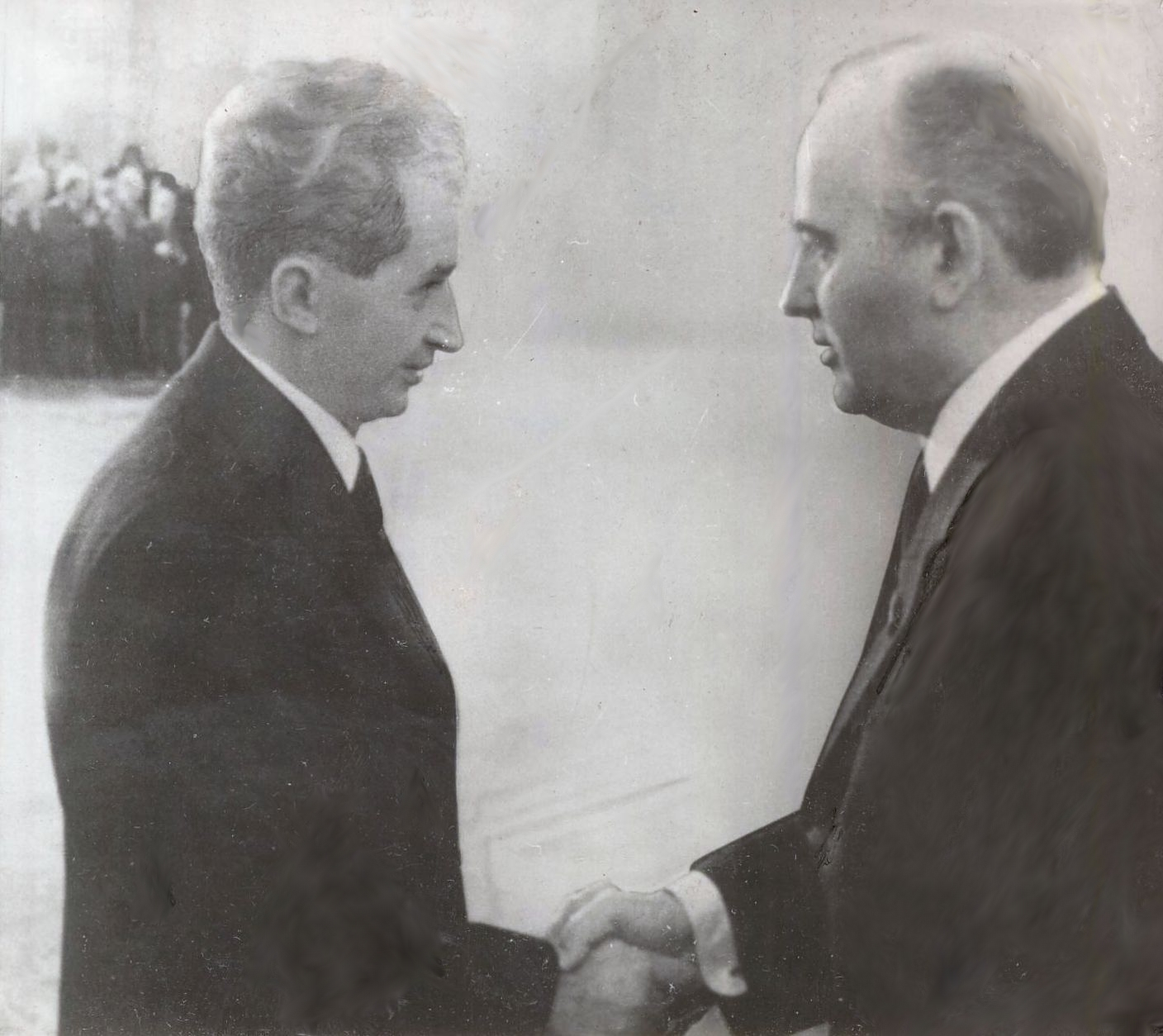
ミハイル・ゴルバチョフと（1985年）

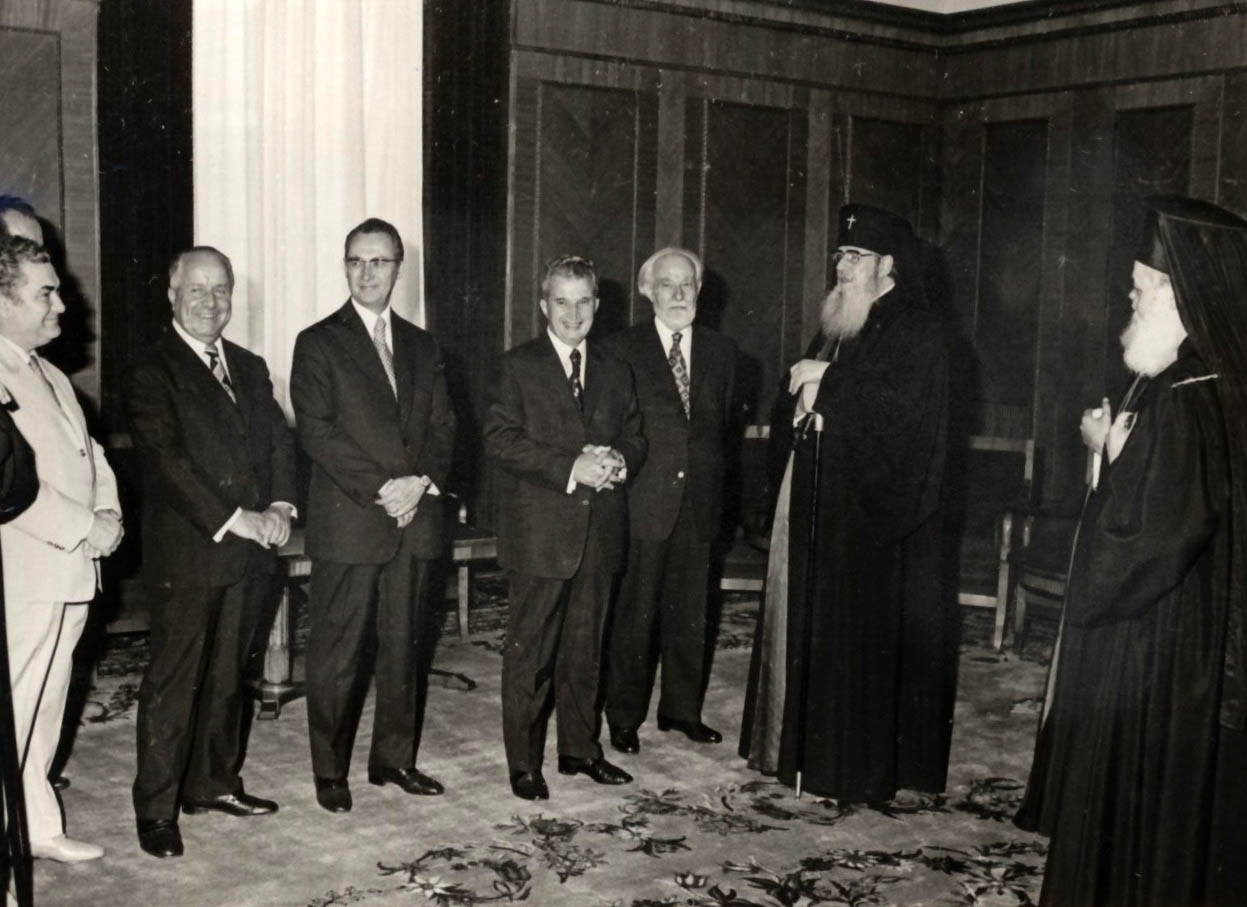
ルーマニア正教会の総主教に選出されたユスティン・モイセスクと（1977年）

ミハイ1世が起こした宮廷クーデターによりイオン・アントネスクの政府は崩壊し、親ドイツ政権が終わった。ルーマニア共産党は、アドルフ・ヒトラー(Adolf Hitler)のドイツとの軍事同盟に最初から反対していた唯一の政治勢力でもあった。1944年8月、ソ連軍のルーマニアへの進軍が加速した。1944年9月の時点で、ソ連はルーマニアの大部分を占領下に置いていた。9月12日にルーマニアとソ連のあいだで休戦協定が結ばれたのち、ソ連軍はルーマニア全土を占領するに至った。ソ連がルーマニアを占領した初期の頃には、ソ連軍の兵士によるルーマニア人女性への強姦が横行していた記録が残っている。
1947年12月30日、ペトル・グローザがゲオルギウ＝デジを伴ってエリサベータ宮殿(La Palatul Elisabeta)を訪れ、ミハイ1世に対して退位を迫った。ミハイ1世が退位を表明したのに伴い、ルーマニア共産党が政権を掌握し、「ルーマニア人民共和国」(Republica Populară Română)の樹立が宣言された。1948年2月4日、ソ連とルーマニアの間で、友好、協力、相互扶助の条約が調印・締結された。同月、ルーマニア労働者党(Partidul Muncitoresc Român)の最初の党大会が開催された。チャウシェスクは1944年8月23日から1945年6月まで、ルーマニア共産主義青年同盟の第一書記を務めていた。1948年5月13日、閣僚評議会議長のペトル・グローザにより、チャウシェスクは農業次官に任命された。農業大臣のヴァスィーレ・ヴァイダの副官としてであった。1949年には農業副大臣に任命され、1950年3月18日には国防副大臣および陸軍高等政治総局長に任命された。チャウシェスクは最終的に中将の地位にまで上り詰めたが、軍隊に従軍した経験は無かった。これより以前、チャウシェスクは、ミハイル・フルンゼ陸軍士官学校(Военная академия имени М. В. Фрунзе)にて、8ヶ月間の課程を修了していた。
1949年1月、ルーマニアは、東側諸国の国々とともに経済相互援助会議の創設に参加し、1955年5月には、ポーランドにて、友好、協力、相互扶助の条約に署名した。西側諸国は、ルーマニアを孤立させるため、ルーマニアが連合国に加盟するのを妨害しようとした。1952年、ゲオルギウ＝デジの推薦を受けて、チャウシェスクはルーマニア労働者党中央委員会委員に選出された。1954年には中央委員会書記になり、1955年には中央委員会政治局委員になった。1950年代半ばの時点で、チャウシェスクは党と国政に大きな影響力を及ぼす存在となっており、党内序列第2位にまで上り詰めた。
当時ルーマニア労働者党内では、アナ・パウケル(Ana Pauker)のような「モスクワ派」（彼女と同じく、党員の多くがモスクワで数年間亡命暮らしを送っていたことから、このように呼ばれる）と「獄中派」（その多くは、第二次世界大戦中にドフターナ刑務所で過ごしていた）は敵対状態にあった。「獄中派」の事実上の指導者であったゲオルギウ＝デジは、集団農場の強化を支持し、1948年には法務大臣のルクレチウ・パトラシュカーヌを逮捕させ、その見せしめ裁判を後押しした。パトラシュカーヌは1954年にジラーヴァ刑務所で殺された。ゲオルギウ＝デジは、ユダヤ人であるというだけでなく、邪魔な存在でもあったパウケルを排除する好機と捉えた。ゲオルギウ＝デジはスターリンに対し、パウケル一派への対策を積極的に働きかけた。1951年8月、ゲオルギウ＝デジはモスクワを訪問し、パウケルだけでなく、書記局にいる彼女の同盟者、ヴァスィーレ・ルカとテオハリ・ジョルジェスクを粛清するため、スターリンから承認を得ようとした。しかし、歴史学者のヴラディミール・ティスマナーノによれば、記録文書による証拠に基づき、「アナ・パウケルの失脚は、-1980年代にルーマニアで出版された某小説が我々にそう思わせてはいるが、- ゲオルギウ＝デジによる巧妙な術策だけが原因なのではなく、より適切に言うなら、何よりも、スターリンがルーマニアで大規模な政治的粛清を開始する決定を下したからである」という。1952年5月27日、中央委員会書記局の委員であったアナ・パウケル、ヴァスィーレ・ルカ、テオハリ・ジョルジェスクは書記局から粛清・追放された。モスクワ派の同志たちを粛清したことにより、ゲオルギウ＝デジの党と国家に対する支配力は強まることとなった。チャウシェスクはゲオルギウ＝デジの決定を支持したが、ゲオルギウ＝デジの死後にチャウシェスクが書記長に就任すると、彼らはいずれも名誉回復がなされた。
ゲオルギウ＝デジは、ニキータ・フルシチョフ(Никита Хрущев)による脱スターリン化(Десталинизация)という新たな一連の行為に対して、当初は動揺を見せていた。その後、ゲオルギウ＝デジは1950年代後半にワルシャワ条約機構(The Warsaw Treaty Organization)と経済相互援助会議(The Council for Mutual Economic Assistance)において、ルーマニアが半自主的な外交・経済政策の事業計画立案者となり、ソ連からの指示に叛く形で、ルーマニアにおける重工業の創設を主導した（インドとオーストラリアから輸入した鉄資源を活用する形でガラーツィ(Galați)に大規模な製鉄所を新たに建設する）。皮肉なことに、ゲオルギウ＝デジ政権下のルーマニアは、かつてはソ連に最も忠実な衛星国の一つと考えられていたため、「外交政策の寛大さと『自由主義』が国内の抑圧と結び付いた様式を最初に確立したのは誰か」が忘れられる傾向にある。このような価値体系に基づいた措置は、「ソヴロム」（SovRom, ルーマニアとソ連の経済企業。ソ連が資源を確保するための手段として設立された。1956年に解散）の追放や、ソ連とルーマニアの共通文化事業の縮小に伴い、明らかにされた。
ヴラディミール・ティスマナーノは「スターリンがいなければ、ゲオルギウ＝デジは無名の存在のままであっただろう。スターリンのおかげで、ゲオルギウ＝デジはルーマニアの絶対的な指導者になれた。ゲオルギウ＝デジはスターリンに忠実であり、一貫したスターリニストであり、スターリンの思想を積極的に受け入れた。それゆえにニキータ・フルシチョフが行ったスターリン批判に動揺し、憤慨さえしたのだ」と書いた。また、ドナウ・黒海運河の建設事業は、ゲオルギウ＝デジがスターリンを喜ばせるために推進したものであった。
1955年、ニキータ・フルシチョフがルーマニアを訪問した際、ゲオルギウ＝デジは、ルーマニア国内に駐留しているソ連軍を撤退させるよう要求した。1950年代の終わりまでに、ソ連はルーマニアから最後の赤軍を撤退させた。これはゲオルギウ＝デジ個人の功績である。しかし、秘密警察のセクリターテ(Securitate)は依然としてゲオルギウ＝デジの忠実な手先であった。1956年に勃発したハンガリー動乱のおり、ルーマニアはハンガリーに対する弾圧の波に加わった。動乱の指導者、ナギ・イムレ(Nagy Imre)に対して、ゲオルギウ＝デジは「舌で吊るすべきだ」と言い放った。ナギ・イムレは1958年6月に絞首刑に処せられた。
1949年3月2日、ルーマニア大国民議会常任幹部会(Prezidiul Marii Adunari Nationale)は法令第82号を発行し、50ヘクタールの土地の国有化を決定した。1949年の初頭、チャウシェスクは、農地の国有化のために設立された農業省の特別委員会の指揮を執っていた。農業副大臣から国防副大臣になったあとも、チャウシェスクは集団農場の政策に関わっていた。1957年12月4日、ルーマニアの東部にある村、ヴァドゥ・ロシュカ(Vadu Roșca)で農民による蜂起が勃発した。チャウシェスクはこれを鎮圧するため、部隊を率いて同地に出動した。チャウシェスクは部隊に対し、現地の農民たちに機関銃で発砲するよう命じた。この蜂起で18人が逮捕され、「反逆」と「社会秩序に対する陰謀」の罪で実刑判決を受けた。2006年、財務大臣のヴァルジャン・ヴォスゲイニアンは、ルーマニアの上院議会にて、チャウシェスクが鎮圧したこの事件を取り上げ、「9人の農民が射殺され、48人が負傷した」と発表した。1949年から1952年にかけて80000人を超える農民が逮捕され、そのうち30000人が実刑判決を受けた。集団農場政策は、ルーマニアの共産主義者が実行した最も広範な「再生」事業であった。産業と銀行体系の国有化の達成に4年（1948年 - 1952年）かかり、集団農場は1962年まで続いた。ルーマニア労働者党の活動家、中央政府・地方政府、民兵、治安部隊、軍隊、国境警備隊、党と国家のあらゆる勢力が集団農場に関与していた。ルーマニアの人口の70%が農民であり、彼らに共産主義の生活様式を強制するのは困難であった。1949年3月、チャウシェスクはルーマニア労働者党の本会議の席で、教育現場でマルクス・レーニン主義教育を強化するよう勧告していた。
1957年11月4日、チャウシェスク、キヴ・ストイカ、レオンテ・ロウトを含むルーマニア労働者党の代表団がIl-14に搭乗し、十月革命から40周年を迎える記念式典に参加するためにブクレシュティを出発し、モスクワへ向かった。当初はゲオルギウ＝デジが彼らを統率する予定であったが、健康上の理由から取りやめたという。午後5時48分、ヴヌーカヴァ国際空港(Аэропорт Вну́ково)に着陸する直前、操縦士の不手際が原因で機体が墜落した。この航空事故で、外務大臣のグリゴーレ・プレオターサと乗務員三名が死亡したが、チャウシェスク本人は無事であった。1950年代から1960年代の初頭にかけて、チャウシェスクはソ連を数回訪問している。
1965年3月19日午後5時43分、ゲオルギウ＝デジが肺癌で亡くなった。1954年から1955年にかけて、ゲオルギウ＝デジからルーマニア労働者党第一書記の座を譲られたことがあったゲオルゲ・アポストルは、自分が「ゲオルギウ＝デジ直々に後継者に指名された」と主張していたが、閣僚評議会議長のイオン・ゲオルゲ・マオレルはアポストルに対して敵意を抱いていた。マオレルは、アポストルが権力を掌握するのを阻止しようとし、妥協案として、ゲオルギウ＝デジが子飼いにしていたチャウシェスクに党指導部をまとめさせることにした。ゲオルギウ＝デジと仲の良かった内務大臣、アレクサンドル・ドラギーチ(Alexandru Drăghici)が党内で権力を掌握するのを危惧したイオン・ゲオルゲ・マオレル、キヴ・ストイカ、エミール・ボドナラーシュは、党の新たな指導者としてニコラエ・チャウシェスクへの支持を表明した。なお、キヴ・ストイカがチャウシェスクへの支持を表明したのは、国家評議会議長の役職と引き換えであった。チャウシェスクを指名した彼らは、チャウシェスクを「自分たちに従順な傀儡にしよう」と考えていた。
1965年3月22日、満場一致の承認を得て、ニコラエ・チャウシェスクがルーマニア労働者党中央委員会第一書記に就任した。イオン・ゲオルゲ・マオレルは閣僚評議会議長、ゲオルゲ・アポストルとエミール・ボドナラーシュは閣僚評議会第一副議長の座に留まり、キヴ・ストイカは1965年3月24日に国家評議会議長に就任し、1967年12月9日までこれを務めた。1965年7月に開催されたルーマニア労働者党第9回党大会の席にて、チャウシェスクは政党名を「ルーマニア共産党」(Partidul Comunist Român)に戻すことを提案し、可決された。前任者のゲオルギウ＝デジは、1948年2月以来、「ルーマニア労働者党第一書記」の肩書を名乗っていたが、チャウシェスクはこの役職名を「ルーマニア共産党書記長」に戻した。1965年8月21日、チャウシェスクは新たな憲法の制定の採択を宣言し、国名を「ルーマニア人民共和国」から「ルーマニア社会主義共和国」(Republica Socialistă Română)に変更した。
1990年1月4日、「ルーマニア自由テレビ」(Televiziunea Română Gratuită)で放映されたイオン・ゲオルゲ・マオレルへの取材映像の中で、マオレルは「チャウシェスクを書記長に指名したのは、私の過ちだった」と答えた。マオレルによれば、「もし国内で権力闘争が公然と始まった場合、それを口実にソ連が再び軍隊を編成して派遣してくる恐れがあった」という。マオレルは、チャウシェスクについて「十分な教育は受けていないが、学習意欲が旺盛で、偏見を抱くことなく他人の意見に耳を傾け、理解しようとする人物」と語っている。
チャウシェスクは、党指導部の1人であるアレクサンドル・ドラギーチ(Alexandru Drăghici)とも対立関係にあり、ドラギーチの粛清に着手した。1965年末から1966年初頭にかけて、チャウシェスクは政治書類記録の専門家、ヴァスィーレ・パティリネツに対して、ドラギーチの高位職への対応に関する幅広い調査の一環として、「ルクレチウ・パトラシュカーヌの処刑にドラギーチがどのように関与したか」について文書をまとめ上げるよう要請した。ドラギーチのもとでなされた悪行が公然と知れ渡ると、チャウシェスクは党を「浄化」するため、ドラギーチの排除に着手した。チャウシェスクは、1952年から1965年にかけて行われた全ての弾圧の悪玉化としてセクリターテの元責任者の名前を挙げ、1956年のハンガリー動乱のあとに推進された打擲行為に対する認識の無さを主張した。1968年4月に開催されたルーマニア共産党本会議総会の場で、ドラギーチは党の支配権を巡ってチャウシェスクと対立し、権力の座から転落した。この本会議総会において、1954年に処刑されたルクレチウ・パトラシュカーヌの名誉回復が採択されるとともに、ドラギーチは党から完全に駆逐された。ドラギーチは、その年のうちに、ルーマニア共産党中央委員会政治局、ルーマニア大国民議会常任幹部会、閣僚評議会からも除名され、さらには将校の地位から予備役の兵卒に降格させられた。
1969年に開催されたルーマニア共産党第10回党大会にて、党の規約が変更された。それによれば、書記長は中央委員会本会議ではなく、党大会の場で直接選出されることになった。これにより、チャウシェスクにはさらに強大な権力が集中することになった。このころには、政治局の人間の3分の2は、チャウシェスクが指名した人物で占められていた。
キヴ・ストイカは、1970年代前半に全役職から解任された。1976年2月18日、ストイカは頭に銃弾を受けて死んだ。彼の死は、公式には「自殺」と発表されたが、ストイカの妻は夫の死について「自殺ではない」と訴えた。ゲオルゲ・アポストルは、ルーマニア共産党第10回党大会にて、コンスタンティン・ダスカレスクに批判され、党指導部を解任された。アポストルは、のちに南米の国々で大使を務めることになった。イオン・ゲオルゲ・マオレルは1974年3月29日に閣僚評議会議長を解任された。
ニコラエの妻・エレナも党指導部の1人となり、彼女は夫とともに党の運営に深く関与するようになった。エレナは1972年7月にルーマニア共産党中央委員会委員に、1973年6月にはルーマニア共産党中央委員会政治局委員に、さらにはエミール・ボドナラーシュによる推薦を受けて、党執行委員会に選出された。1980年3月、ニコラエはエレナを閣僚評議会第一副議長に任命している。
その間にも、チャウシェスクへの権力の集中は続いた。1967年12月9日にキヴ・ストイカが国家評議会議長を辞任すると、チャウシェスクはストイカの後任として第3代国家評議会議長に就任した。同日、エミール・ボドナラーシュを国家評議会副議長に任命した。ボドナラーシュは1976年1月24日までこれを務めた。チャウシェスクは1967年に経済評議会を、1968年に国防評議会を設立し、国家評議会の権限を継続的に拡大させた。1969年3月14日、チャウシェスクは国防評議会議長に任命され、ルーマニア軍の最高司令官という立ち位置となった。
1974年3月28日、ルーマニアの憲法が改正され、最高行政権が国家評議会から唯一の元首である大統領に移譲され、国家評議会は大統領が引き続き主導する機関として存続した。新たな憲法によれば、大統領はルーマニア大国民議会から選出され、任期は「5年間」であった。1974年3月29日、チャウシェスクはルーマニア社会主義共和国の大統領に選出されるとともに、事実上の終身大統領となる趣旨を宣言するに至った。

## 内政
ルーマニア共産党書記長に就任したころのチャウシェスクは、国内の報道の検閲を緩和した。ルーマニアにおける報道の自由は、ほかの共産国家に比べると緩やかであった。ルーマニア国民は、国内だけでなく外国による報道にも触れることが可能であった。ルーマニアへの出入りは比較的自由であり、共産党政府は住民の移住を妨害したりはしなかった。ルーマニア在住のユダヤ人は、イスラエルに向かう権利を得られた。芸術や文化における表現の様式は、党のイデオロギーに反しない限り、自由であった。

### 堕胎の禁止

1950年以降のルーマニアの出生率のグラフ

1966年10月1日、チャウシェスクは堕胎と避妊を禁止する「法令第770号」(Decretul 770)を新たに制定した。10月2日、国家評議会議長のキヴ・ストイカによる署名のもと、法律が布告された。ルーマニアでは、1957年に中絶を許可する内容の法令が出ており、それを廃止する形となった。子供のいない女性による妊娠中絶を禁止し、子供がいない25歳以上の女性と男性に対しては、30%近くの所得税を課した。子供が5人未満の女性への避妊薬の販売は禁止となり、離婚については例外的な事例のみ、認められた。5人以上の子供を産んだ女性には、国から物資の援助を受ける権利が生じ、10人以上産んだ場合は「母親英雄」(Мать-Героиня)の勲章を授与された。しかし実際には、女性の多くは望まぬ妊娠を避け、秘密裏に堕胎しようとして怪我を負ったり、死亡したりした。
チャウシェスクは、「子供を持つことを避ける者は、国家の法律に違反する脱走兵である」と述べた。当時、ルーマニア国民が俗に「月経警察」と呼んでいた役人の前で、女性は妊娠しているかどうか確認を受けた。1986年、共産主義青年団の組織員たちは一般家庭を回り、住人の女性に対して性行為の頻度について尋ねた。子供がいない場合、「何故まだ妊娠していないのか」を詳しく説明する必要があり、納得のいく説明ができなければ独身税が課せられた。これは毎月の収入の10%に相当する額であった。しかし、これは望ましい結果にはつながらなかった。すべての妊娠のうち、約60%が中絶に終わった。およそ10000人のルーマニア人女性が秘密裏に堕胎しようとし、合併症を併発して死亡したという。
この法律により、ルーマニアの人口は確かに増加したが、何千人もの子供たちが孤児院に置き去りにされ、孤児の数が増えただけでなく、HIV感染までもが増加した。孤児に対応するため、国営の「施設」が作られるも、過密状態で職員の数は不足し、子供たちの最も基本的な需要さえ満たせずにいた。1966年から1967年にかけて、ルーマニアの出生数はほぼ2倍に膨らんだが、1970年代に入ると再び低下した。1990年初頭のルーマニアでは、約100000人の子供たちが、世間から秘匿され、悲惨な状況下にあった孤児院の内部で暮らしており、これは医療における怠慢、無関心、施設の不備の組み合わせでもたらされた。当時のルーマニアは、出生率と乳児死亡率の両方とも、ヨーロッパで最も高く、コンドームの密輸が増加していた。
ルーマニア国内におけるエイズ感染の爆発的な蔓延の「材料」は、期限切れの注射器による注射と血液の微量輸血、この2つを中心に構成された。ルーマニアでエイズが蔓延していた事実に対して、チャウシェスクは「資本主義社会特有の現象である」とみなし、イデオロギー上の理由からHIV感染の蔓延の問題を無視していた。1980年代のルーマニアでは、HIV検査は実施されてはいなかった。
内務大臣のアレクサンドル・ドラギーチはチャウシェスクと対立して粛清されたが、チャウシェスクが公布したこの堕胎禁止令に対してドラギーチは支持を表明しており、出生主義を含む他の政策面で、チャウシェスクとドラギーチの意見が一致したこともある。
この法律は、1989年12月26日をもって廃止された。

### 農村の体系化と運河建設
1972年以降、チャウシェスクは都市と農村の地域を「体系化」する事業を開始した。「多国間で発展した社会主義社会を構築する」ための重要な段階として宣伝されたこの事業計画に基づき、農村世帯を大量に除去し、住民を集合住宅に移住させた。農村の解体は、ルーマニアの農村社会の破壊につながった。1984年、ドナウ・黒海運河(Canalul Dunăre–Marea Neagră)が9年の歳月をかけて開通したのち、首都のブクレシュティと黒海との間で海軍輸送を可能にするため、ドナウ・ブカレスト運河(Canalul Dunăre-București)の開通計画が持ち上がった。1986年にこれの工事が開始されたが、のちの1989年12月に勃発した革命でチャウシェスク政権が崩壊すると、この事業は停止となった。ドナウ・ブカレスト運河の建設と、体系化の「事業計画」は、ミハイレシュチュルイ(Mihăileştiului)地域の住民を恐怖に陥れた。1989年の末までに、チャウシェスクはこの地域の農村の大部分を一掃しようとしていた。約7000 - 8000の農村集落がルーマニアの地図から消え、残りの集落は取り壊された。

### イオン・ミハイ・パチェパの離反
1978年、秘密警察・セクリターテ(Securitate)の上級諜報員、イオン・ミハイ・パチェパ(Ion Mihai Pacepa)がアメリカ合衆国に政治亡命した。1978年7月、パチェパはチャウシェスクによる指令で西ドイツへ向かった。そこでパチェパは、西ドイツの首相、ヘルムート・シュミット(Helmut Schmidt)に対して秘密の伝達を送り、西ドイツの首都・ボン(Bonn)にあったアメリカ大使館を通じて、アメリカ合衆国への政治亡命を要請した。合衆国大統領のジミー・カーター(Jimmy Carter)は、パチェパによる政治亡命の要請を正式に承認した。チャウシェスクはパチェパの背信に激怒し、神経衰弱に陥った。チャウシェスクはパチェパに対し、「国家反逆罪」で2件の死刑判決を下し、パチェパの財産の没収を命じ、パチェパの首に200万ドルの懸賞金をかけたことを公布した。チャウシェスクはパチェパを見つけ出して殺すよう指令を出したが、失敗に終わっている。1987年、パチェパは著書『Red Horizons: Chronicles of a Communist Spy Chief』（『赤い地平線：共産諜報長官による記録』、ルーマニア語版題名『Orizonturi roşii: Cronicile unui spion comunist』)を出版した。本書は、パチェパがチャウシェスクの側近を務めていたころの様々な出来事を、本人の記憶に基づき、英語で詳述したもので、チャウシェスク政権がアラブのテロ組織と協力していた話や、アメリカの産業に対する熱心な諜報活動、西側諸国からの政治的支持を得るための周到な計画を明かしている。この本は27ヶ国で出版された。
パチェパは2021年にCOVID-19に罹患して亡くなった。

### ルーマニア語とラテン語
チャウシェスクは、ルーマニアという国家の偉大さの誇示を目的とした科学研究を非常に重視していた。ルーマニア科学協会(Academia Română)では、「ルーマニア人こそが古代ローマ人の直系の後継者であり、ルーマニア語は他の現代言語の中で最もラテン語に近い言語である」とする科学理論が盛んに展開された。

### 教会の破壊
チャウシェスク政権の時代に、教会や修道院の建物の取り壊しが実施された。首都・ブクレシュティでは23の教会が解体された。
教会の解体には、妻・エレナも関わった。1987年6月13日、エレナはブクレシュティにあった教会『Biserica „Sfânta Vineri”-Herasca』（「聖金曜日・ヘラスカ教会」）を解体するよう命じた。彼女はその際に「Jos porcăria!」（「滅びよ！」）と叫んだという。翌7月、教会は取り壊された。のちにこの教会は、建物があった地点から150メートル離れた場所に再建された。ブクレシュティでは、23の教会が共産主義者によって取り壊され、「聖金曜日・ヘラスカ教会」は17番目に破壊された教会であった。

### 外国人との会話の制限
ルーマニア国民と外国人との接触を制限・管理するため、特別な法律が採択された。ルーマニア人が外国人と通話する際には、例外なく報告する義務が生じ、1982年になると、外国人と通話可能な回数が制限された。これらの措置により、ルーマニア人は外部との接触が困難になり、異議を唱える者に対する抑圧が促進された。

## 外交
ワルシャワ条約機構加盟国の軍隊がチェコスロヴァキアに軍事侵攻を仕掛ける前の1968年8月16日、チャウシェスクはプラハを訪問し、チェコスロヴァキア共産党第一書記のアレクサンデル・ドゥプチェク(Alexander Dubček)と会談し、友好、協力、相互扶助の条約に署名し、ドゥプチェクとの連帯を表明した。ソ連がチェコスロヴァキアを占領したあとの1968年8月21日、ブクレシュティにて国民集会が開催され、それに出席したチャウシェスクは「チェコスロヴァキアへの侵攻は甚だしい間違いであり、ヨーロッパの平和と社会主義の運命に対する重大な脅威であり、革命運動の歴史において恥ずべき汚点を残した」「兄弟国の内政への軍事介入は到底許されるものではないし、正当化もできない。それぞれの国において、社会主義をどのようにして構築すべきか、部外者にはそれをとやかく言う権利は無いのだ」と述べ、強い調子でソ連を非難した。
チャウシェスクは、この軍事侵攻へのルーマニア軍の参加を拒否している。チャウシェスクは、1979年12月にソ連がアフガニスタンに軍事侵攻した際にもソ連を非難し、ソ連がルーマニアの領土に軍事基地を置くことを正式に禁じた。
1969年にダマンスキー島で発生したソ連と中国の武力紛争に対しては、チャウシェスクはどちらも支持せず、中立の立場を取った。ルーマニアは他の社会主義国とは異なり、1967年6月の第三次中東戦争後もイスラエルとの外交関係を維持し、1973年にチリでアウグスト・ピノチェト(Augusto Pinochet)による軍事クーデターが発生したあとも、チリとの外交関係を維持した。アメリカの議会は「貿易における最恵国待遇の地位をルーマニアに与えよう」との決定を下した。この決定の論拠となったのは、ルーマニアがイスラエルとの外交関係を中東戦争後も維持した点にあったという。
1975年4月4日から4月9日にかけて、チャウシェスクは妻・エレナとともに日本を公式訪問し、三木武夫や昭和天皇と会談している。1975年10月9日には明仁と美智子がルーマニアを訪問し、チャウシェスクは妻・エレナとともに両名を迎え入れている。
チャウシェスクは外交政策の一環として、さまざまな国際紛争において、ルーマニアの指導者として調停役を務めることもあった。1966年、チャウシェスクは、北大西洋条約機構とワルシャワ条約機構を同時に解散させる構想を打ち出したことがある。アメリカとソ連の双方に対して、核ミサイルの配備を止めるよう求めたこともある。1969年、チャウシェスクは、アメリカと中国の国交樹立の仲介役も果たしている。
チャウシェスクは、1966年3月18日号の『タイム誌』(『The Time Magazine』)の表紙を飾っている。
チャウシェスクによる外交で、ルーマニアはイスラエルとパレスチナの双方と良好な関係を維持できた。1977年、エジプトの大統領、アンワル・アッ＝サーダートがイスラエルを訪問した際、チャウシェスクは、イスラエルの指導者との交渉に参加している。
1970年代初頭にリビアを訪問したチャウシェスクは、ムアンマル・アル＝カッザーフィーと会談し、その際に「あなたはクルアーンを信じ、私はマルクス主義を信じている。しかし、私もあなたも、自国の独立を信じている。あなたはアメリカ人を追い出し、私はロシア人を追い出した。あなたはイスラームの独立国家を、私はマルクス主義の独立国家を建設する。そのためにも、我々はお互いに協力し合うべきです」と述べた。
チャウシェスクは外交手段を駆使してソ連からの脱却を図ろうとした。1984年にロス・アンジェレスで開催されたオリンピックに、ルーマニアは正式に参加した。ソ連は衛星国に対してこのオリンピックへの不参加を呼びかけたが、チャウシェスクはこれを無視して選手団をアメリカに派遣した。東ヨーロッパの共産圏の中で、ルーマニアはこのオリンピックに参加した数少ない国でもあった。のちにチャウシェスクにはオリンピック勲章が授与された。
ルーマニアは、欧州共同体、イスラエル、西ドイツと国交を結んでいた。1974年にルーマニアを欧州共同体の優遇国一覧表に加える条約が締結され、1980年にはルーマニアと欧州共同体の間で工業製品の貿易に関する協定が締結された。これは、リチャード・ニクソン(Richard Nixon)とジェラルド・フォード(Gerald Ford)の二人のルーマニアへの公式訪問につながった。
西側諸国を精力的に訪問したチャウシェスクは、自らを「ソ連の枠組みの中で独立した外交政策を追求する共産主義の改革者」と位置づけ、西側諸国の政治指導者から好感を持たれた。1967年、ルーマニアはソ連の許可を得ず、西ドイツを国家として承認し、良好な関係を維持した。ルーマニアは両国間の協定により、トランスィルヴァニア(Transylvania)に住むドイツ人が西ドイツから金銭面での補償を受ける代わりに出国を許可した。
1969年8月、リチャード・ニクソンがルーマニアを訪問し、チャウシェスクはニクソンと会談した。ルーマニアは、合衆国大統領が訪問した初めての共産国となった。その後、30年近く指名手配を受けていた反共主義の不正規兵部隊の司令官、イオン・ガブリラ・オゴラヌが、恩赦で釈放された。これは時の国務長官、ヘンリー・キッシンジャー(Henry Kissinger)の要請によるものであった。チャウシェスクと会談したニクソンは、チャウシェスクの印象について、「筋金入りのスターリニストであり、外交の場面でよく見られる陳腐な決まり文句を使わない人だ」と評した。チャウシェスクは、「自分はニクソンと会談する」という話を、会談の公式発表の36時間前にソ連に通知したという。ニクソンとの会談で、チャウシェスクは「あなたのルーマニア訪問に対し、ソ連の同志たちが少し動揺しているのは確かです」と述べたという。当時のチャウシェスクは「歴史的な分析に基づき、ソ連の覇権はそう長くは続かないだろう」と予測していたという。
1985年3月11日、ミハイル・ゴルバチョフ(Михаил Горбачев)がソ連共産党の書記長に選出された。1986年4月8日、タリヤーチェを訪問していたゴルバチョフは、「政治的および経済的な変革」を意味する言葉として、「ペレストロイカ」(Перестройка)という単語を初めて使った。のちにゴルバチョフは、「グラースノスチ」(Гла́сность)と呼ばれる改革の実施にも着手した。これは報道における検閲の緩和と、情報の積極的な公開である。チャウシェスクは、ゴルバチョフが打ち出したペレストロイカを批判した。それまでも理想的とは言い難い状況にあったルーマニアとソ連の関係は、これによってさらに悪化した。1989年8月23日、ルーマニアで行われた「ファシスト占領解放45周年記念式典」に出席したチャウシェスクは、「ルーマニアでペレストロイカが行われるよりも、ドナウ川が逆流する可能性のほうが高いだろう」と発言した。
1989年12月4日、ワルシャワ条約機構に加盟する国々による首脳会議がモスクワで開催された。この会議で、ブルガリア、東ドイツ、ポーランド、ハンガリー、ソ連の首脳による共同宣言が採択された。
「1968年のチェコスロヴァキアに対する軍事介入は、主権国家に対する内政干渉であり、非難されなければならない」「国家間の関係において、国家の主権と独立の原則は厳格に尊重されるべきである。極めて複雑な国際情勢においても、それがいかに重要であるかは歴史が証明している」
しかし、ルーマニアはソ連による軍事侵攻には参加しなかったため、この共同宣言には署名しなかった。この首脳会議に出席したニコラエ・チャウシェスクはソ連に対し、東ヨーロッパおよび中央ヨーロッパのすべての国々、チェコスロヴァキア、ハンガリー、ポーランド、ドイツからソ連軍を撤退させるよう要求した。ゴルバチョフとチャウシェスクによる最後の会談に同席していたチャウシェスクの軍事顧問で閣僚評議会第一副議長、イオン・ディンカによれば、二人の会話には「下品な言葉だけが欠落していた」という。ペレストロイカについて、チャウシェスクは「いかなる改革政策も実施しない」と拒否し、それに対してゴルバチョフは「極めて深刻な結果をもたらすだろう」と述べ、チャウシェスクを精神的に追い詰めたという。
チャウシェスクと西側の関係は、1980年代に著しく悪化した。1987年以降、チャウシェスクは経済相互援助会議の加盟国やG7諸国への訪問を拒否され、1988年には貿易における最恵国待遇からも外された。

## チャウシェスク政権下のルーマニア経済

### 経済成長

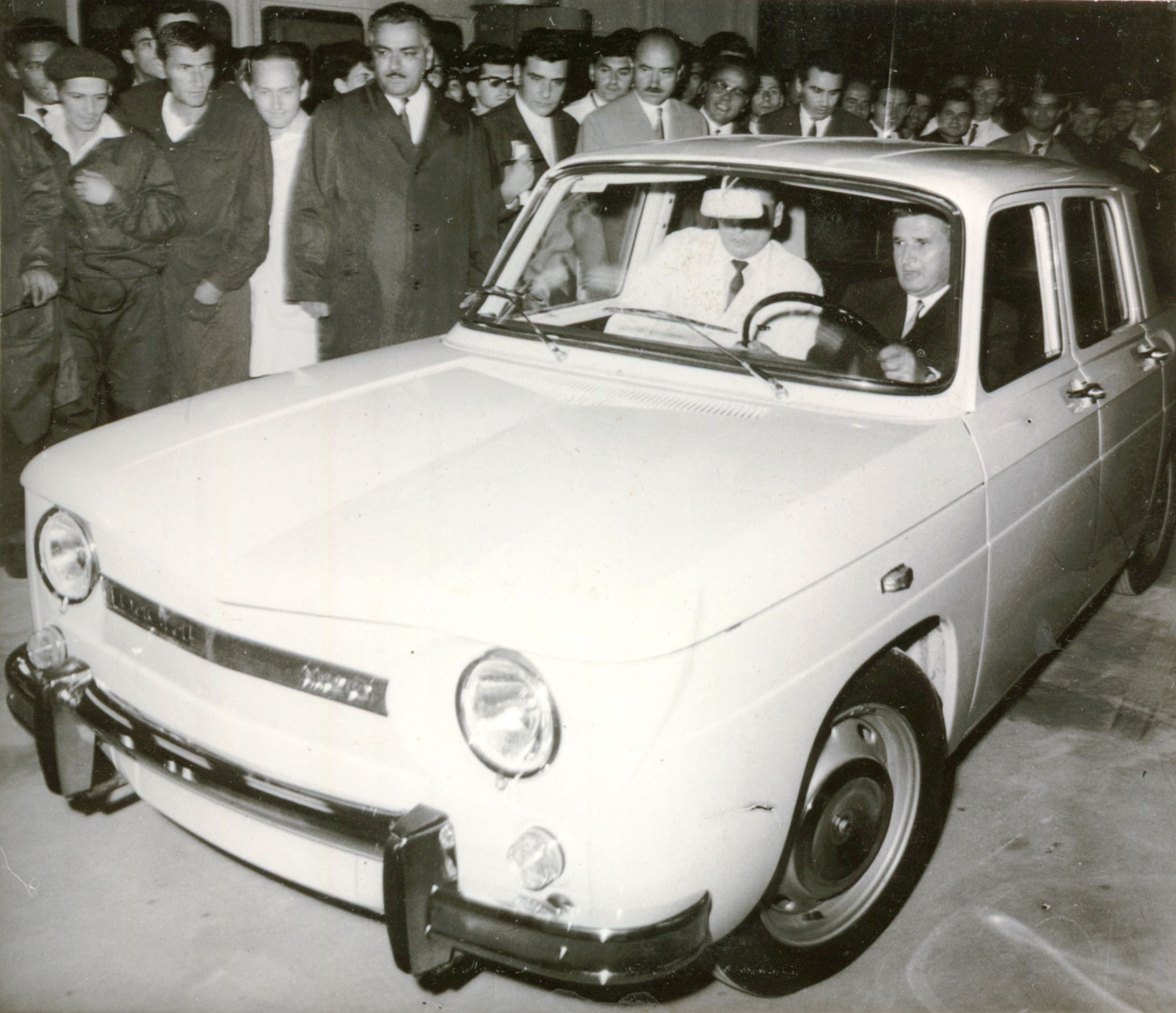
ダチア車第一号に乗るチャウシェスク（1968年8月20日）

ルーマニアの他国への依存度を下げるため、チャウシェスクはルーマニアを農業国から先進工業国に変えようとした。1950年代から1960年代にかけてのルーマニアの工業生産は約40倍に成長した。1950年代初頭から、多数の大型機械製造工場や冶金工場が建設され、大型水力発電所も複数建設された。工業化自体は前任者のゲオルギウ＝デジの時代から始まってはいたが、それに伴う経済成長は、チャウシェスク治下の初期のころにも続いた。1960年代後半になると、計画経済の様式を維持しつつ、国内の企業の財政と経済の自律性を認め、従業員の仕事に対する物欲的な意欲を高めるための方策も講じた。1970年代には、工業化の成功や外国との貿易の増加により、ルーマニアは経済成長を続けた。ルーマニアは、1973年に西側諸国の資本による合弁会社の設立を許可し、西側の企業がルーマニア国内の市場に参入し始めた。1970年、ブクレシュティの中心部に、ホテル『Intercontinental』が建設された。中央ヨーロッパから東ヨーロッパに連なるカルパティア山脈や黒海には高級な行楽地が建設され、共産圏の市民には手が届き辛い西洋製の商品が購入可能になり、ルーマニア国民は外国製の自動車を購入する機会を得た。また、1970年代にはピテシュティ(Pitești)で自動車「ダチア」(Dacia)を独自に生産する体制が整った。工業化はその後も成果を上げ続け、1974年のルーマニアの工業生産量は、1944年の100倍になっていた。1970年代半ばの時点で、国民所得は1938年の15倍になっていた。
ルーマニアは石油産油国でもある。石油生産とその精製、石油化学工業が急速に発展し、1976年のルーマニアの石油生産量は、一日につき、30万バレルに達した。ルーマニアは150を超える国々と貿易関係を築き、1987年の年間貿易額は世界第12位となった。1967年から1987年にかけて9.6倍以上に増加したルーマニアの輸出構造は、加工度の高い製品の輸出が中心となった。これは全輸出の62%を占める。「完成品を輸出してこそ利益が出る」とチャウシェスクは考えていたが、西側市場におけるルーマニアの製品は、他国の製品と比べて競争能力は弱かった。

### 石油危機と対外債務
1973年10月、サウジアラビア率いるアラブ石油輸出国機構(The Organization of Arab Petroleum Exporting Countries)の国々が石油の禁輸を宣言した。この禁輸措置は、第四次中東戦争でイスラエルを支持した国々が対象となった。この禁輸措置で、世界各国の政治と経済が影響を受け、ルーマニアも例外ではなかった。石油危機と原油価格の高騰が重なり、ルーマニア経済は低迷することとなった。ルーマニアは年間約1000万 - 1100万トンもの石油を生産していたが、1980年代初頭のルーマニアは生産量のほぼ2倍の量の石油を処理していた。石油製品の輸出の拡大と、石油化学産業の需要を満たすため、国内で処理される石油の量は急速に増加した。1982年には2260万トンだったのが、1989年には3060万トンにまで増加した。
急速に経済発展したルーマニアは、自国のエネルギー資源だけでは産業や生産を賄いきれなくなり、外国から石油を輸入するようになった。ルーマニアの石油生産量は、1970年代前半には年平均で10%の伸び率を示していたが、10年後には3%以下にまで下がっていた。ルーマニアが輸出する製品の価格は、西側の製品の3 - 4倍の値段になった。チャウシェスクは別の方法を模索し始めた。ゲオルギウ＝デジが実施していた、ルーマニアから出国したい人に向けて許可証を売る手段を思い出したチャウシェスクは、イスラエルへ向かうユダヤ人のために許可証を発行し、それに対してイスラエルはルーマニアに養鶏場を5つ建設し、ユダヤ人を迎え入れるごとにルーマニアにお金を支払っていた。当時、ルーマニアに住んでいたドイツ人が西ドイツに向かう場合、西ドイツはドイツ人一人につき、5000マルクのお金をルーマニアに支払っていた。当時、ルーマニア軍の装備品を供給していたのはソ連であった。ルーマニアは、ソ連製の「廃止された」武器の試供品をアメリカに販売し、外貨収入を得られた。かつてアメリカはソ連の「T-72」戦車を購入していた。チャウシェスクは、これらの手段で得たお金を対外債務の返済に回した。
ルーマニアにおける一人当たりの発電量は、スペインやイタリアのそれよりも多かったが、テレビ放送は1日に2 - 3時間放映されるのみで、集合住宅では15ワットの電球を1つ設置するだけであり、夜になると国中が暗闇に包まれた。一方、チャウシェスクが住んでいた「人民の館」(Casa Poporului)の窓はすべて点灯していた。
1975年、アメリカはルーマニアに対し、貿易における最恵国待遇(The Most Favored Nation Treatment)の地位を与えた。1970年代のルーマニアの経済成長は、最恵国待遇を与えたアメリカの存在や、国際復興開発銀行(The International Bank for Reconstruction and Development, IBRD)といった国際金融機関からの信用供与によるところが大きかった。1975年から1987年の間に、約220億ドル相当の融資がルーマニアに供与され、そのうちの100億ドルはアメリカからのものであった。1971年、ルーマニアは関税および貿易に関する一般協定(General Agreement on Tariffs and Trade, GATT)に正式に加盟した。この年、ルーマニアの産業発展のために国際通貨基金(The International Monetary Fund, IMF)から多額の融資を受け、1972年にはIMFとIBRDの正式会員となった。ルーマニアは、1990年以前にこれらの機関に加盟した初めての共産国家でもあった。
ルーマニアは、イランやペルシア湾の国々とも友好関係を結んだ。1979年まで、チャウシェスクはイランのパフラヴィー皇帝から支援を受けており、ルーマニアはイランから石油を定価で買い取っていた。しかし、パフラヴィー皇帝はイラン革命によって失脚し、イスラム原理主義者が権力を掌握した。西側諸国とイランの間で経済関係が断絶し、ペルシア湾では大規模な戦争が続いた。1979年以降、ルーマニアは石油の代金を外貨で支払わねばならなくなった。原油価格は、1979年春の時点では1バレルにつき16ドルだったのが、1980年の春には40ドルに跳ね上がった。西側諸国の政府は、石油危機以降に開発された節約戦略と、石油に代わるエネルギー源の使用を積極的に模索し始め、1980年以降になると、世界は石油および石油製品の長期にわたる需要の減少期に突入することになった。1977年以降、ルーマニアは石油輸入国になった。自国の石油精製産業の発展に向けての全体的な戦略は、低価格を維持し、この燃料の需要を伸ばし続けるよう設計された。1980年代の初頭、石油の購入と石油製品の販売に関連する貿易により、ルーマニアは一日につき、90万ドルの損失を被った。
ルーマニアの一部の企業の生産費用は、西側諸国の3 - 4倍にもなっていたが、原油価格が安い限り、これでも問題にはならなかった。しかし、ルーマニア経済は、国の石油埋蔵量の枯渇や世界経済危機に直面した。ルーマニアは対外債務100億ドルを1981年までに前倒しで返済せねばならなくなり、苦境に立たされることとなった。ルーマニアは1980年代に対外債務の返済を開始した。債務の支払い期限は1990年代半ばであった。
西側の指導者はチャウシェスクに対し、ルーマニアがワルシャワ条約機構と経済相互援助会議から離脱すれば、ルーマニアを優遇する趣旨を仄めかした。しかし、チャウシェスクはこれを断り、ルーマニアは予定を前倒しして債務と利子を返済する、と宣言した。
1983年、チャウシェスクは、ルーマニアが対外債務をこれ以上膨らませるのを禁止するため、国民投票を実施した。対外債務の返済を確実なものとするため、食料品の配給制が始まった。配給券が発行され、一人につき、卵5個、小麦粉と砂糖2ポンド、マーガリン半ポンドで、肉と乳製品も配給制となった。自動車の所有者へのガソリンの販売は「一ヶ月につき30リットル」に制限された。一般家庭で温水が出るのは週に一回だけであった。一日に数回の停電が発生し、「冬の間は冷蔵庫の使用停止」「洗濯機やその他の家電製品の使用禁止」「エレベーターの使用禁止」、これらの節電が呼びかけられた。ルーマニア国内のエネルギー消費量は、1979年と1982年に20%減少し、1983年に50%減少し、1985年にはさらに50%減少した。人々が食べ物を買うために列に並ぶのは、よく見られる光景となった。建物には暖房があっても使用禁止であった。医療は無料ではあるが、薬や設備が慢性的に不足していた。冬季には、冷蔵庫や家電製品の使用は固く禁じられ、住宅では暖房用のガスの使用も禁止された。違反した場合、「経済警察」に摘発され、罰金を科せられるだけでなく、電気やガスも停められた。
次男・ニクは、父に対して「お父さん、この国で何が起こっているのかご存じでしょうか？店はいつも客で溢れており、テレビ放送は1日につき2時間、掃除機と冷蔵庫は経済上の理由から使用を禁止されているのですよ」と尋ねた。それに対して父は、「それらは一時的な窮乏であり、国民は対処できるだろう」と答えたという。
エネルギーの生産量を増やすため、ルーマニアは原子力発電所の建設計画を採用した。この計画の一環として、ウランの貯蔵所が設立され、原子炉を備えた5つの発電装置（発電量700メガワット）を持つ、チェルナーヴォーダ原子力発電所が建設された。カナダとイタリアの協力で、1982年に建設が開始されたが、1986年4月にチェルノーヴィリ原発事故が発生すると、建設が一時的に中止となった。チェルナーヴォーダ原子力発電所は、チャウシェスク政権以降もルーマニアで唯一の原子力発電所として稼働し続けている。
現時点での経済政策は正しいのだ、と国民に納得させるための宣伝活動も盛んに実施された。節電の呼びかけや基本的な必需品に対する配給制の導入について、公式の宣伝では「より合理的に分配する試みである」と説明された。
1980年代には、「経済政策の遂行中に間違いを犯した」との理由で、主要な役職に就いていた者たちが次々に解任された。閣僚評議会議長を務めていたイリエ・ヴェルデッツは、経済危機の解決方法を巡ってチャウシェスクと激しい論争を繰り広げた。ヴェルデッツは、チャウシェスクから「対外経済関係における心得違い」を指摘され、1982年5月21日に辞任した。その後、ヴェルデッツは国家評議会副議長に任命された。
緊縮財政を経て、1988年のルーマニアは輸出が輸入を50億ドル上回った。これは第二次世界大戦終結から初めてのことであった。1989年4月までに、ルーマニアは対外債務をほぼ完全に返済できた。利息も含めた債務額は210億ドルに達していた。1989年4月12日、ルーマニア共産党中央委員会本会議総会の場で、チャウシェスクは「ルーマニアは対外債務を完済した」ことを発表した。そのうえで、「ルーマニアは、今後一切、外国からの融資を受けない」と宣言した。
しかしながら、一連の緊縮財政の結果や、政治的理由による西側やソ連との協力関係の停止により、ルーマニアは経済的破局の瀬戸際に立たされた。対外債務の完済後も、チャウシェスクが発した命令により、ルーマニア製品の大量輸出は続いたが、国内の消費は減る一方であった。それが止まったのは、チャウシェスク政権滅亡後のことであった。

## 個人崇拝

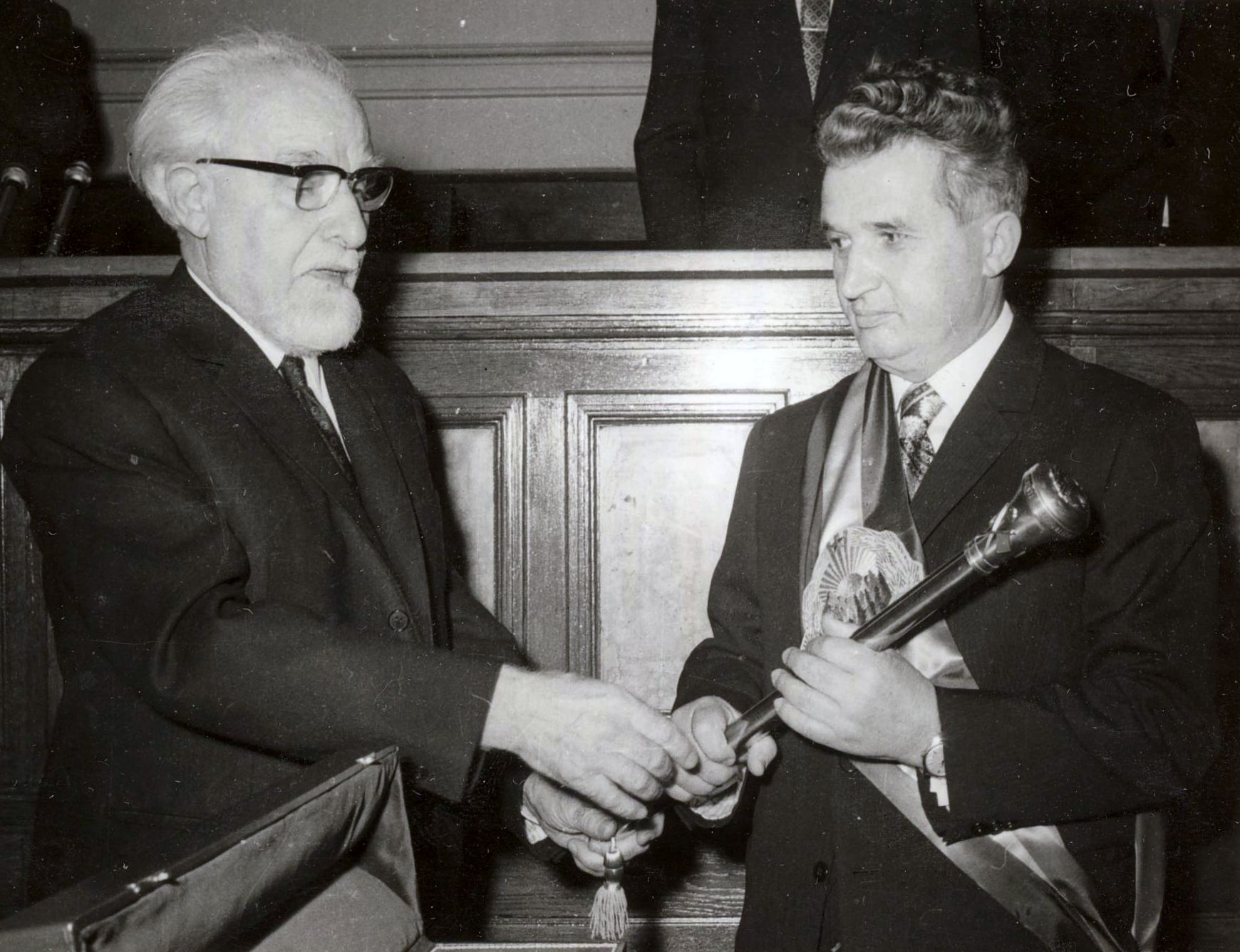
ルーマニア大統領に選ばれたチャウシェスクが、シュテファン・ヴォイテクから統治権の象徴である王笏を受け取る（1974年4月）

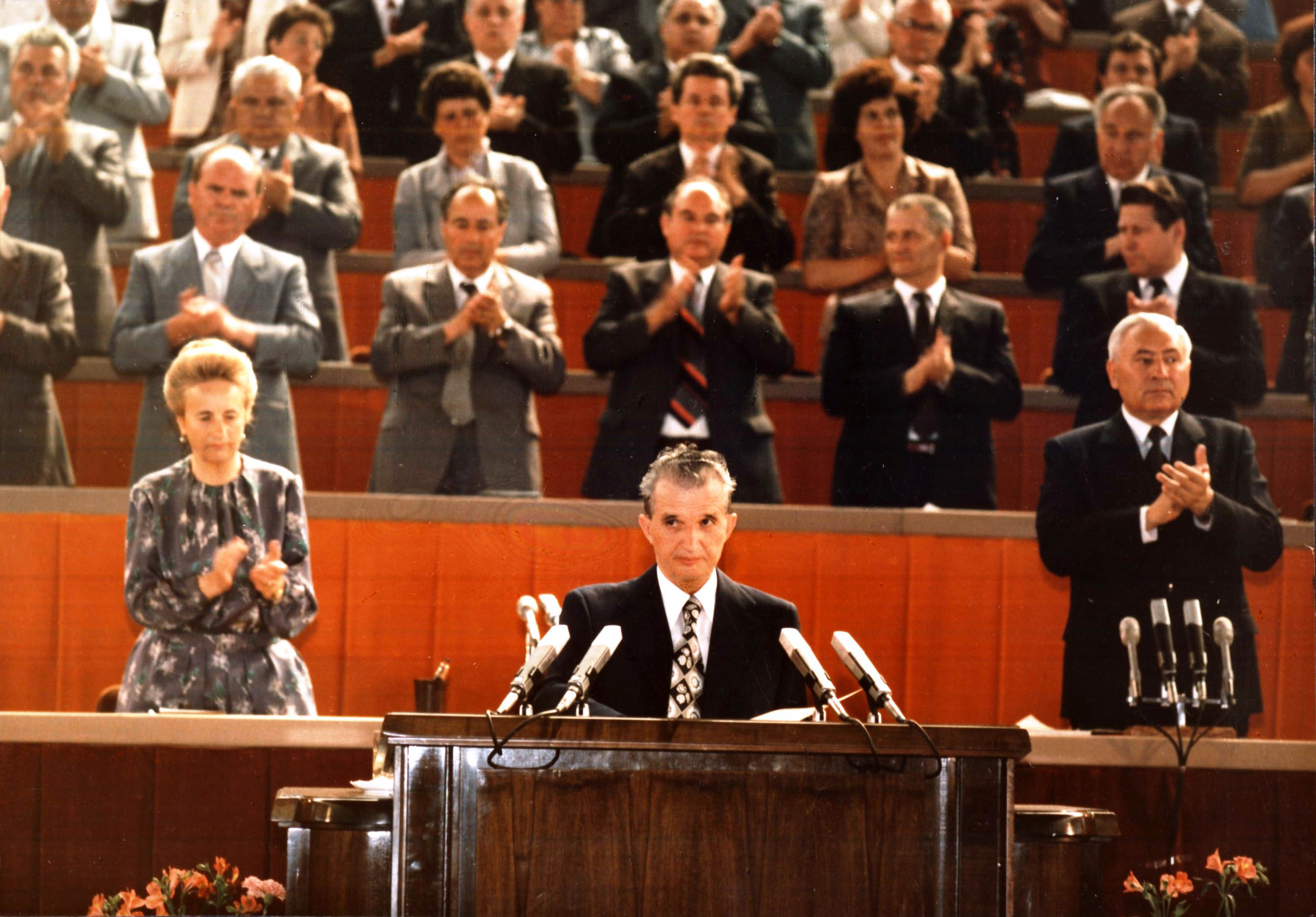
党大会で演説するチャウシェスク（1986年）

1971年6月、チャウシェスクは中国と北朝鮮を訪問し、毛沢東や金日成と会談した。チャウシェスクは彼らの個人崇拝(Cult of Personality)に強く影響され、中国や北朝鮮の政治体制を模倣するようになったとみられている。1971年7月6日、チャウシェスクはルーマニア共産党中央委員会政治局本会議の場で演説を行い、「七月の主張」(Tezele din iulie)と呼ばれる政治綱領を発表した。基本的な内容は、社会における党の影響力のさらなる強化、学校や大学、児童・青年・学生団体における政治・思想教育の強化、政治宣伝の拡大、党の教育活動と大衆的政治活動の改善、「愛国活動」の一環として主要建設事業への若者の参加の促進、これらに向けて、ラジオ、テレビ放送、出版社、劇場、オペラ、バレエ、芸術組合の活動の指針を決める、というものであった。チャウシェスクが書記長に就任したころの自由主義的な政策は終わりを告げ、検閲が復活し、厳格な国家主義的イデオロギーがルーマニアに導入された。ルーマニアの報道機関は北朝鮮の政治体制に触発され、チャウシェスクを賛美する政治運動を展開し、これがチャウシェスクに対する個人崇拝の始まりとなった。チャウシェスクは金日成のチュチェ思想をルーマニア語に翻訳させて国内に普及させ、国家保安局(Departamentul Securității Statului)、「セクリターテ」の権限を大幅に拡大させた。
1970年代初頭から、ニコラエ・チャウシェスクに対する個人崇拝が始まった。このころから、チャウシェスクは「祖国の父」(Tatăl Patriei)という呼び名を党内で徐々に築き上げていった。この指導者像は、ルーマニア共産党が公式に支持する「新たな歴史的概念」の一部を構成するもので、チャウシェスク自身はこの過程には干渉しなかった。1974年以降になると、彼は歴史上の著名な人物と自分を比較するようになった。チャウシェスクに対する個人崇拝は組織的に展開され、ヨシフ・スターリン(Иосиф Сталин)、毛沢東、ヨシップ・ブロズ・ティトー(Јосип Броз Тито)に対する個人崇拝の水準に比肩するか、あるいはそれらを凌駕するほどにまで強まり、当時のルーマニア人からは密かに「マオ＝チェスク」(Mao-Cescu)と呼ばれたこともあった。チャウシェスクの訪問先の国々では、盛大な閲兵式が開催されるようになった。ルーマニア国内ではチャウシェスクの比較的若いころの肖像画が各地に設置されるようになった。国内のどの書店でも、チャウシェスクに関する本（全28巻の演説集）が山積みになっており、ルーマニアの日刊紙はチャウシェスクの業績の記録に専念し、夕方のテレビ放送はチャウシェスクの日々の日程や活動を伝え、新聞販売店や楽器店ではチャウシェスクによる演説を録音したものが販売され、画家や詩人はチャウシェスクを称える作品を創らねばならなかった。チャウシェスクはシュテファン・ヴォイテクから王笏を手渡され、大国民議会の開会式に登場する際にはこれを手に持った状態で現われた。
チャウシェスク政権の頃には、作家、詩人、歌手、作曲家、映画監督、画家に公費を払っていた。画家たちは、チャウシェスクとその家族の肖像画を毎日大量に描いていた。チャウシェスクは、自身の誕生日に一般の人々からの無償の愛を描いた絵画を贈られるのを気に入っていた。チャウシェスクの時代に描かれた絵画は、ブクレシュティにある国立近代美術館に展示されているが、チャウシェスクへの敬意を示すわけではないことを表すため、美術館の管理者の決定に基づき、これらの絵画は斜めに傾き、逆さまに吊るされている。
チャウシェスクは、常に「偉大なる指導者」として描かれた。「カルパティアの天才」「理性に満ちたるドナウ」「我らが光の源」、「これまでに見たことがない、新たな時代の創造者」、「英雄の中の英雄」「労働者の中の労働者」「この地上に初めて出現した有力者」といった賛美の言葉で彩られていた。
夫・ニコラエとともに、妻・エレナも個人崇拝の対象となった。エレナには「無限に続く大空に隣り合って瞬ける星の如く、彼女は偉大なる夫の傍らで光り輝き、ルーマニアの勝利への道筋を見つめるのです」との賛美が捧げられ、「Mama Neamului」（「国民の母」）なる称号で呼ばれ、「党の光明」「女傑」「文化と科学を導く光」とも呼ばれた。
1983年12月、第一次世界大戦後のルーマニア統一65周年記念集会が開催された。しかし、他の多くの行事と同じく、実際にはニコラエ・チャウシェスクを祝賀するための行事であった。会場の正面には「ニコラエ・チャウシェスク書記長同志率いるルーマニア共産党万歳！」と書かれた横断幕が張られ、フォーク・ダンスやバレエの上演も行われた。西側のある外交官は、チャウシェスクについて「東ヨーロッパにおいて最も独裁的且つ権威主義的な支配者」と表現したうえで「これは個人崇拝である」と呼んだ。
多くの証言によれば、チャウシェスク自身、ルーマニア国民からの人望や強い支持を最後まで信じていたという。しかし、ルーマニアの経済危機が深刻化するにつれて、チャウシェスクに対する不信感が募り、ルーマニア社会では緊張感が高まりつつあった。
ルーマニアの哲学者、ガブリエル・リーチャーノは、「中国と北朝鮮への訪問は、チャウシェスクを見下げ果てた男へと変えてしまった。偉大さに対する彼の原始的な欲望を、これ以上無い形でくすぐられてしまったのだ」と述べた。

## 政権への抗議

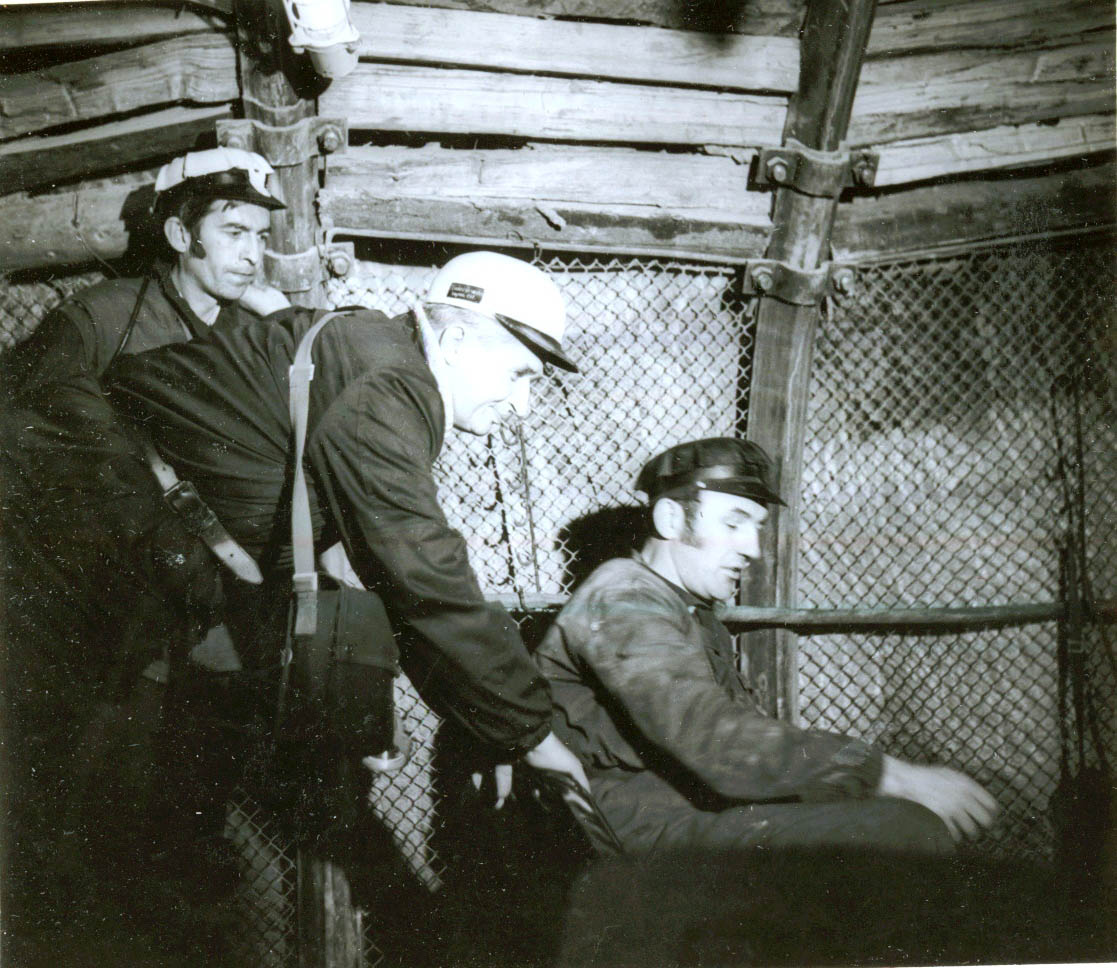
ルペニを訪問するチャウシェスク（1977年11月）

1977年6月30日、法令第三号(Legea nr. 3)が制定された。この法律では、鉱山労働者の定年が引き上げられ、障害者年金が廃止された。トランスィルヴァニアの南西部、ジウルイ渓谷(Valea Jiului)にあるルペニ(Lupeni)で働く90000人の鉱山労働者のうち、35000人が1977年8月1日の深夜に操業停止を決定し、労働争議を展開した。もともと安い給料であったことに加え、労働時間がさらに延長され、3月からは残業代は支払われず、休日問わず働くよう義務付けられ、「生産目標を達成できなければ給料から天引き」とされた。労働者たちの貧しい生活環境や、彼らの苦境に対して経営陣がまるで無関心であったことも手伝った。労働者たちは労働時間の短縮や労働環境の改善を要求した。8月2日、労働者たちは、ブクレシュティからやって来た党の代表団を捕らえ、チャウシェスクを連れてくるよう要求した。8月3日に現場に到着したチャウシェスクは労働者たちの怒りを鎮めようとしたが、何千人もの群衆はチャウシェスクの言い分には耳を傾けず、強い抗議で答えた。群衆の中からは「Lupeni '29!」との叫び声の唱和も起こったが、これは1929年8月にも同地で発生した労働争議について言及している。この労働争議の主導者であるコンスタンティン・ドブレ(Constantin Dobre)は、チャウシェスクの目の前で、労働日程、就業規則、年金、物資の供給、住居、投資に関する要求を読み上げた。チャウシェスクは鉱山労働者たちの労働条件と生活状況の改善を約束し、現場から去っていった。1977年12月31日まで、就労障害年金受給者は給料と年金の両方を受け取れるよう決定され、労働時間を8時間から6時間に短縮し、供給を改善するという約束は履行されたが、他の要求に関しては受け入れられなかった。この労働争議に参加した労働者たちの一部は、のちにセクリターテから殴る蹴るの暴行を受けたり、懲役刑を宣告されたりした。また、およそ4000人の労働者が解雇されたという。懲役刑が終わった者たちの多くは治安当局の厳格な監視下に置かれ、何年にもわたって嫌がらせを受けた。
1981年、鉱山労働者たちが再び蜂起し、1982年にはマラムレシュ(Maramureș)で暴動が発生した。1986年から1987年にかけては、クルージ(Cluj)の重工業、冷蔵庫工場で、1987年にはヤーシ(Iași)にある自動車工場、ルーマニア国内の産業の中心地で、大規模な労働争議が続発した。1987年11月15日、並ぶのに疲れ、慢性的な食糧不足に悩まされていた工業都市、ブラショヴ(Brașov)の労働者たちは、給料削減に加えて大規模な人員削減が行われることを知り、市内の中心部に移動した。当初、彼らは「我々は食料と暖房を要求する！」「我々は金を要求する！」「我々の子供たちに食料が要る！」「我々には灯りと暖房が要る！」「配給券無しでパンを買えるようにせよ！」と唱和していた。ブラショヴの市長（ブラショヴ郡党委員会の書記でもある）が姿を現わし、「あと一カ月もすれば、諸君らは諸君らの子供たちと一緒に藁を喜んで食べるようになるだろう」と言った。抗議者たちは市長を殴り、党委員会の建物や市庁舎に闖入した。そこにはさまざまな種類の食べ物でいっぱいの宴席があった。群衆は「この泥棒め！」「チャウシェスクを倒せ！」「共産党を叩き潰せ！」と唱和し、1848年の国歌『Deşteaptă-te, române!』（『目覚めよ、ルーマニア人！』）を歌った。労働者たちは、建物内の壁からチャウシェスクの肖像画を引き剥がし、これを建物の前の広場で燃やした。この暴動は治安部隊と軍隊に鎮圧されたが、死者が出たという報告は無い。逮捕された者たちは殴る蹴るの暴行を受け、裁判では有罪判決を受け、国内の別の場所に強制送還され、その後も治安当局の監視下に置かれた。
1989年3月10日、ゲオルゲ・アポストルが起草し、アレクサンドル・ブーラダーノ、コルネリウ・マネスク、グリゴーレ・イオン・ラチャーノ、コンスタンティン・プルヴォレスク、スィルヴィオ・ブルカンが署名した文書が発表された。これはチャウシェスクによる一連の政策を非難する内容であった。「ニコラエ・チャウシェスク大統領閣下。我らが社会主義の理念そのものが、あなたの政策が原因で信用を失い、我が国がヨーロッパで孤立しつつある現状を受けて、我々は声を上げることに致しました」との言葉で始まるこの文書は「六人による書簡」）と呼ばれ、1989年3月11日にBBCテレビとラジオ・フリー・ヨーロッパ(Radio Free Europe)でも取り上げられ、放送された。1989年3月13日、ルーマニア共産党中央委員会政治執行委員会の会議の場でこの書簡が議題に上がった。チャウシェスクは、ルーマニア国民が外国人との関係を維持できる条件をより厳格にするよう決定したうえで、これに署名した者たちを「国家に対する裏切り者」と認定した。ゲオルゲ・アポストルをはじめ、書簡の作者たちは逮捕され、尋問され、自宅軟禁下に置かれた。
ヴラディミール・ティスマナーノによれば、この書簡はルーマニア国民に幅広く支持されたわけではないが、チャウシェスク政権の抑圧体制の暴露とその崩壊につながった、という。また、ティスマナーノは「『六人による手紙』は、反全体主義の宣誓書というわけではなく、チャウシェスクの独裁の濫用に対する党の旧親衛隊による反乱の叫びであった。これは遅きに失した反乱であり、イデオロギーに関連するものに限定され、政治との関連は無かった」と書いた。署名者の1人であるスィルヴィオ・ブルカンについて、「彼はチャウシェスクを公に批判することは無かった。ブラショヴで蜂起が起こるまで、ブルカンはこれを遵守した。その後も党の指導的役割に対して反対の姿勢は見せなかった。彼はチャウシェスクの個人崇拝の行き過ぎと、『レーニン主義の規範』からの逸脱が見られた時にだけ、異議を唱えた」「決して反体制派というわけではなく、ルーマニア共産党内では派閥主義者に過ぎなかった。彼は自由民主主義を信じてはいなかったし、多元主義を大切にする人物でもなかった」と書いた。

## ルーマニア共産党14回党大会
1989年10月ごろから、チャウシェスクによる権力の濫用について書かれた内容の書簡が国中に出回るようになっていた。学者、作家、共産党の幹部が署名しており、その中には、のちの救国戦線評議会(Consiliului Frontului Salvării Naţionale)の議長を務めることになるイオン・イリエスク(Ion Iliescu)の名前もあった。それには、「11月に開催される第14回党大会で、チャウシェスクを再選させてはならない」「この狂人夫婦に抗議の声を上げよ」との趣旨が書かれていた。1989年11月20日から11月24日にかけて、ルーマニア共産党第14回党大会が開催された。11月20日、党大会に出席したチャウシェスクは6時間に亘って報告書を読み上げた。11月24日、チャウシェスクは全会一致（3308票中3308票）でルーマニア共産党書記長に再選された。チャウシェスクは、共産党書記長を含めたすべての役職に再選された。会場にいた者たちはその場で総立ちし、チャウシェスクに対して一斉に拍手喝采を送った。また、チャウシェスクはこの第14回党大会の場で、ミハイル・ゴルバチョフが推進するペレストロイカ(Перестройка)について、「社会主義を崩壊させ、ひいては共産党の崩壊につながる」と公然と批判した。これ以降、ソ連はチャウシェスクのことを「独裁者」「スターリニスト」と呼び始めるようになった。さらに、1988年以降、アメリカとイギリスの報道機関が「チャウシェスクの存在は、西側にとってもゴルバチョフにとっても問題になりつつある」「ルーマニアが『ペレストロイカ』に反対するすべての社会主義国を結集させる可能性がある」と報じるようになった。1988年10月、チャウシェスクはモスクワでゴルバチョフと会談し、その会談で「ルーマニアは、社会主義の段階的な撤廃を意味する『ペレストロイカ』を拒否した」と報道された。
チャウシェスクは、1989年の秋から冬にかけて、世界各地からの代表団に会い、取材に応じた。この間にルーマニア国内のさまざまな企業を訪問し、そのたびに称号を授与された。生産担当班から話を聞き、チャウシェスクは国内の情勢について多くのことを知っていたという。

## 1989年12月

### ティミショアラ

#### 12月15日 - 12月17日

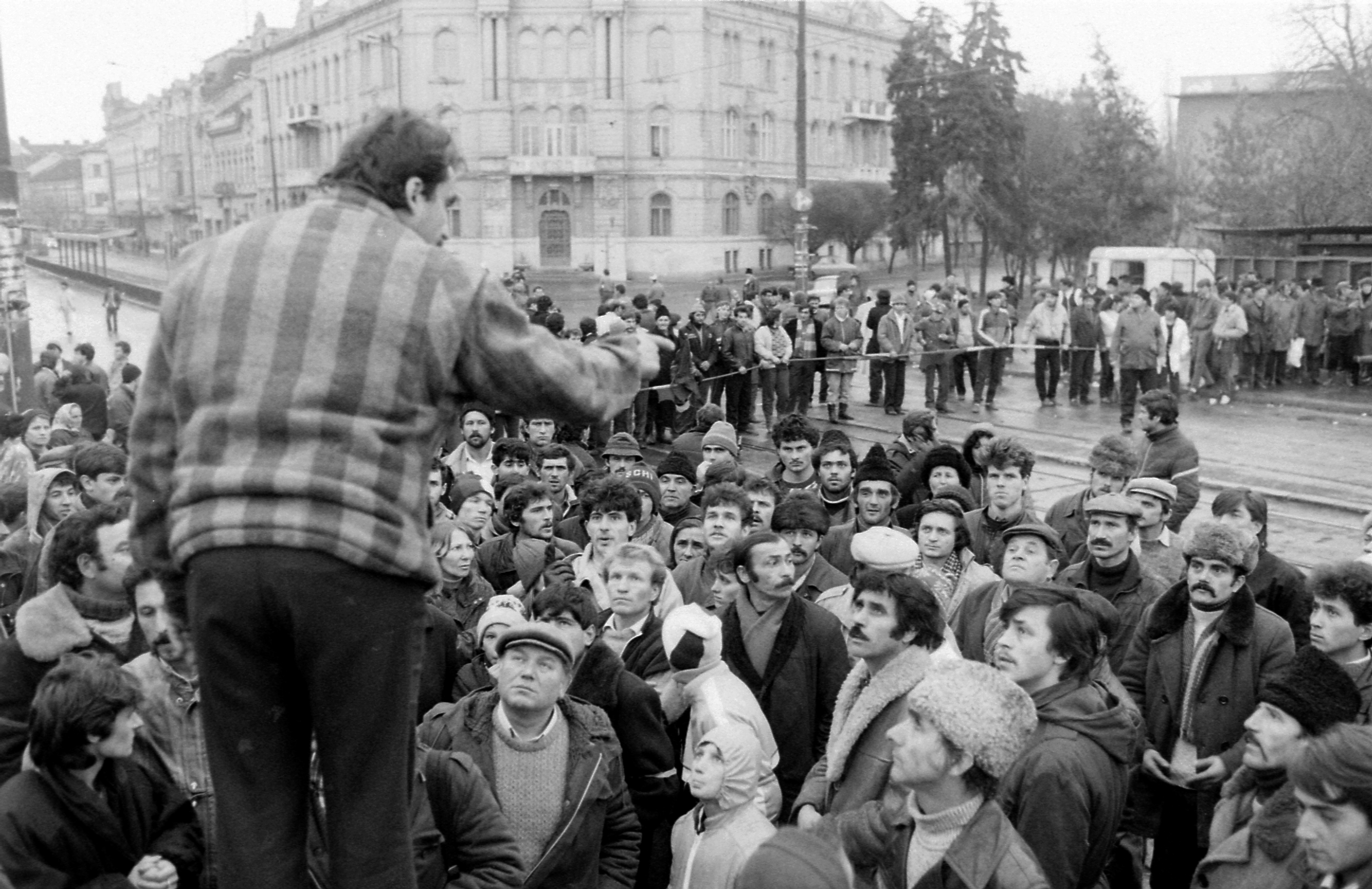
1989年12月16日、ティミショアラでの抗議運動の様子

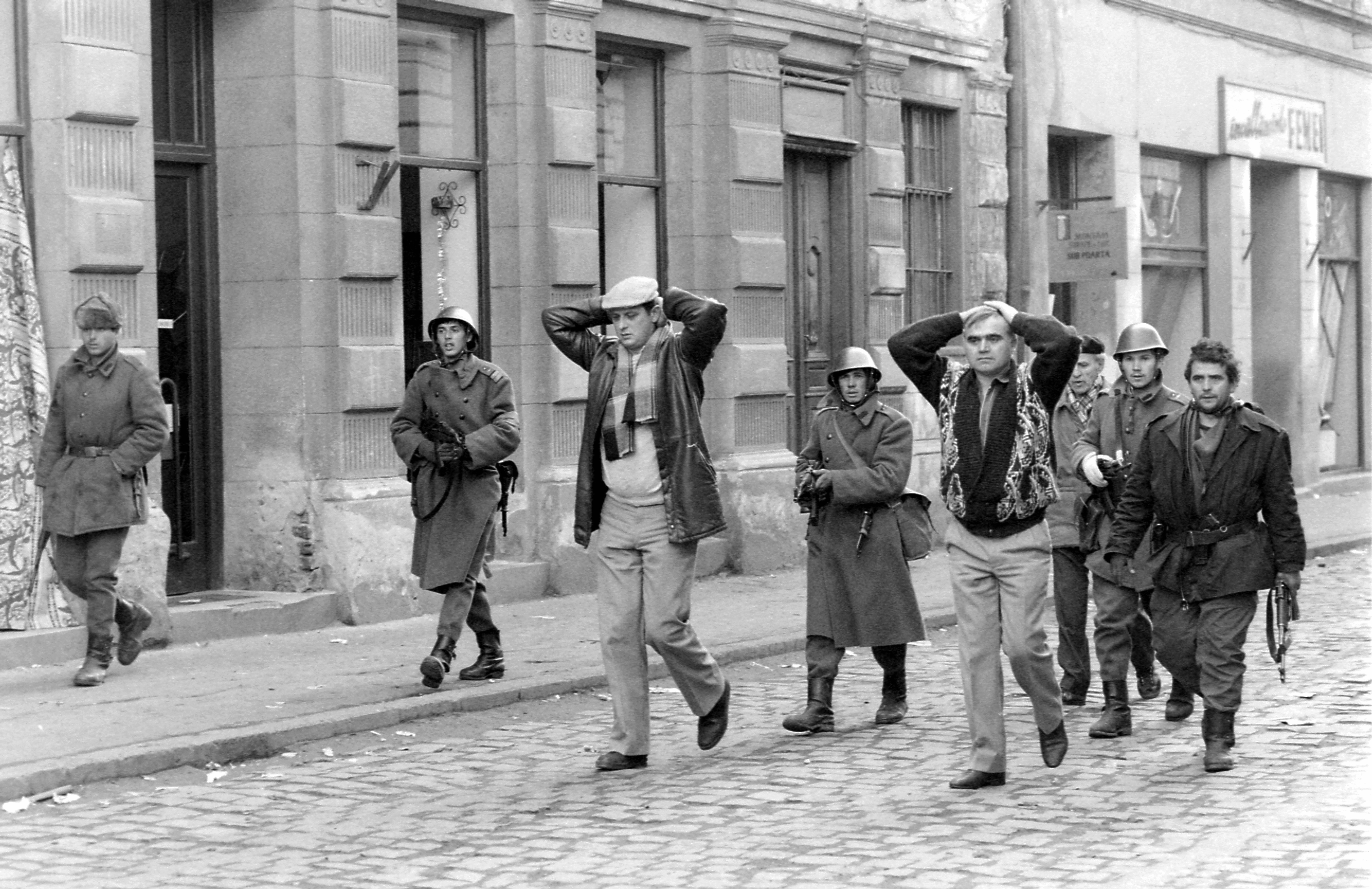
ティミショアラで逮捕された者たち

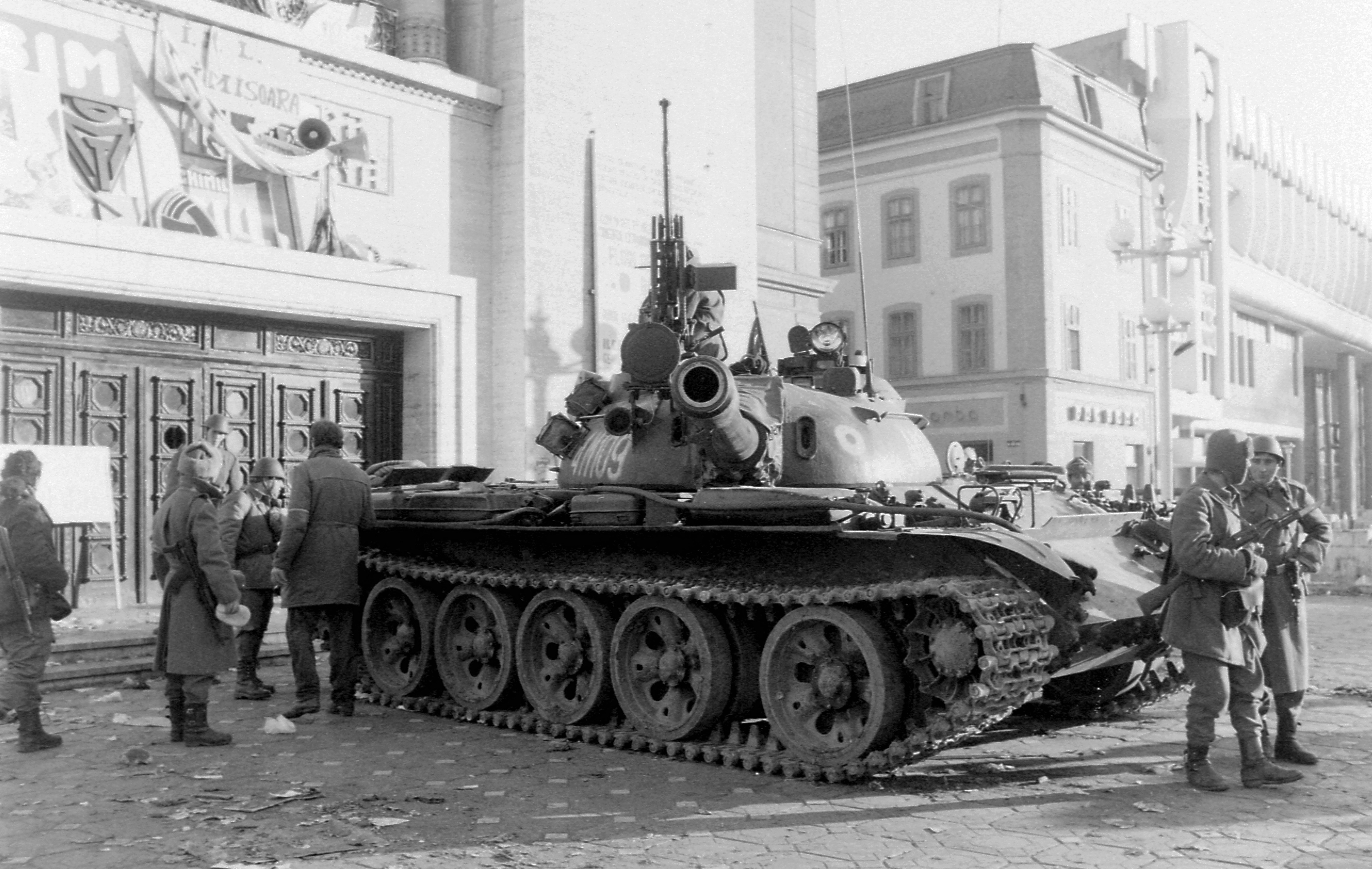
ティミショアラにある劇場前に現われた戦車

1989年12月15日、ルーマニア政府は、ティミショアラ(Timișoara)に住むハンガリー人の牧師、トゥーケーシュ・ラースローに対して教区から立ち退くよう命じた。12月16日、ハンガリー人の改革派教会の教区民が教会の前に集結し、トゥーケーシュへの立ち退き命令に対する抗議運動を開始した。共産党当局に忠実なトランスィルヴァニアの司教により、トゥーケーシュは住宅に住む権利を剥奪され、別の場所への追放を命ぜられた。1989年7月24日、ハンガリーのテレビ局がトゥーケーシュを取材し、彼はこれに応じた。この行動は改革派教会とルーマニア政府を怒らせた。司教はトゥーケーシュを解任し、別の場所に移住するよう通告した。トゥーケーシュがこの決定を拒否すると、司教はトゥーケーシュが住んでいた建物（改革派教会の教区が所有する家）からの立ち退きを求める訴訟を起こした。1989年10月20日、ティミショアラ裁判所は、「トゥーケーシュ・ラースローは自宅から立ち退くように」とする趣旨の判決を下し、トゥーケーシュはこれを不服として控訴した。1989年11月28日、ティミショアラ裁判所はトゥーケーシュによる控訴を棄却した。トゥーケーシュは教区民に対し、12月15日の金曜日に自分は立ち退かされる趣旨を発表した。12月11日の月曜日、彼は郡の党委員会から呼び出され、退去日が12月18日の月曜日に変更されることを教区民に知らせるように、との通告を受けた。チャウシェスクは12月17日にルーマニア共産党中央委員会政治執行委員会の臨時会議を招集し、トゥーケーシュについて「ある改革派の司祭が、彼自身のせいで制裁を受けた。ティミショアラから別の郡に移り、住んでいた家を去らねばならない、いうものである。彼は自宅を明け渡すことを望まなかった。司教は裁判所に訴え、裁判所は彼を立ち退かせる決定を下した。これには長い時間を要した。昨日、裁判所命令が執行されようとしたが、司祭は団体を組織した。これはブダペストを始めとする外国の諜報組織による妨害である。彼は外国からの取材にも応じているのだ」と述べた。16日の日中までに、教会の前にプロテスタントの信者の集団ができあがり、ティミショアラでは通行人がこの集団に加わり、群衆は徐々に規模を増していった。ティミショアラの市長、ペトレ・モーツ(Petre Moț)がトゥーケーシュの立ち退き命令に反対する旨を文書で確認するのを拒否すると、群衆は反共主義の標語を唱和し始めた。聖マリア広場では路面電車が止められ、イオン・モノラン、ダニエル・ザガネスク(Daniel Zăgănescu)、ボールビー・ラースローらが、反共産党を訴える演説を行った。ダニエル・ザガネスクは路面電車に乗り、「Ma numesc Daniel Zăgănescu si nu mi-e frica de Securitate. Jos Ceausescu!」（「私はダニエル・ザガネスクと申します。私はセクリターテなぞ恐れてはいない。チャウシェスクを倒すのだ！」）と叫んだ。
トゥーケーシュへの立ち退き命令に抗議する意味で、蝋燭を灯した人々が現われ、抗議は拡大を続けた。午後9時、セクリターテの長官、ユリアン・ヴラードはこの反乱を鎮圧するため、上級作戦部隊をティミショアラに派遣した。抗議者たちはティミショアラ正教大聖堂(Catedrala Mitropolitană din Timişoara)の周辺を移動し、市内を行進し、治安部隊と再び対峙した。午後9時から午後11時30分にかけて、民兵、諜報員、消防士、国境警備隊で構成された部隊が180人を逮捕した。
12月17日午前9時、陸軍参謀本部の工作員の集団が市内に到着した。トゥーケーシュ・ラースローは、妻とともに夜中のうちに強制退去させられていた。午前11時、ティミショアラでの抗議運動の参加者は、いつしか数千人にまで膨れ上がっていた。中心部にある本屋の窓ガラスが割られ、チャウシェスクを賛美する本は酷く損壊された。国防大臣で将軍のヴァスィーレ・ミーラ(Vasile Milea)は、ティミショアラ市内にあるルーマニア共産党本部の建物を、400人の兵士で守るよう命令を出した。午後1時30分、ミーラは「ティミショアラの状況は悪化の一途を辿っています。軍による介入命令をお願い致します。軍は戦闘状態に突入します。ティミショアラ郡にて非常事態が進行中です」と報告した。軍隊に対して命令を出せるのは、法的にはニコラエ・チャウシェスクだけであった。チャウシェスクは、ユリアン・ヴラードに2回、ヴァスィーレ・ミーラに少なくとも6回電話し、ティミショアラでの暴動を腕ずくで迅速に鎮圧するよう指令を出した。午後1時45分、ティミショアラの通りに戦車が現われた。午後4時頃、抗議者たちは郡の党委員会の建物に闖入し、党の文書、宣伝用の小冊子、チャウシェスクの著書、共産党の権力の象徴であるこれらを窓から次々に投げ捨てた。彼らは建物に火を付けようとしたが、これは軍の部隊に阻止された。午後4時30分、チャウシェスクは、首都・ブクレシュティにてルーマニア共産党中央委員会政治執行委員会の臨時会議を招集し、ティミショアラでの出来事について、国防大臣たちと議論し始めた。チャウシェスクは、反乱の鎮圧を躊躇したトゥドール・ポステルニク、ヴァスィーレ・ミーラ、ユリアン・ヴラードを非難した。チャウシェスクはヴァスィーレ・ミーラに対し、「ミーラよ、あなたの部下は何をしていたのか。なぜすぐに介入しなかった？なぜ撃たなかった？部下に足元を撃たれてもおかしくないはずだ」と質問した。ミーラが「私はいかなる種類の弾薬も与えませんでした」と答えると、チャウシェスクは「なぜ与えなかったのか？そんなことなら、部下を家に帰したほうがましだ」と非難した。また、チャウシェスクは閣僚たちに対し、「あなたがたは私に事実を告げようとしない。今になってようやく話してくれたが、それまでは誤った情報を伝えてきたのだ！」と非難の言葉を浴びせた。チャウシェスクは、治安部隊に対して発砲命令を出さなかったユリアン・ヴラードに対し、怒りを込めて応酬した。「あなたのやったことは、国家の利益、人民の利益、社会主義の利益に対する裏切りだ。責任ある行動を取らなかったのだ」「あなたにいかなる処罰を与えるべきか、分かるか？銃殺刑だ。それこそがあなたにふさわしいのだ。あなたのやったことは、敵と手を結んだも同然の行為だからだ！」
ヴァスィーレ・ミーラは、チャウシェスクから抗議者を撃てとの指令を受けたが、ミーラはこれを陸軍部隊に伝令するのを拒否した。ミーラは「軍規を確認しましたが、人民軍は人民を撃ち殺せ、との記述がある項目はどこにも見当たりませんでした」と発言した。
チャウシェスクは、反逆者を撃つよう命じた。この命令を出したチャウシェスクに対し、国防大臣、内務大臣、セクリターテの長官は初めて反対を表明した。チャウシェスクは、自分に対する彼らの忠誠と服従を疑い、3人に対して「役職を解任する」と発言したが、閣僚評議会議長のコンスタンティン・ダスカレスクはこれに反対し、彼ら3人への支持を表明した。チャウシェスクは怒りを露わにし、「ならば私は書記長を辞任する。別の人物を書記長に選出するが良い！」と言い、会議室から出て行った。エミール・ボブとコンスタンティン・ダスカレスクがチャウシェスクのあとを追いかけ、部屋に戻るよう懇願した。数分後、チャウシェスクは会議室に戻り、会議を続けた。チャウシェスクは、ティミショアラの党代表と緊急の電話会議を実施し、民間人に対する発砲命令を出した。チャウシェスクは将軍のイオン・コーマン(Ion Coman)を司令官に任命し、12月17日午後3時30分、国防省と内務省の将官の代表団がティミショアラに派遣された。午後6時、ジロクルイ(Girocului)にて、参謀総長のシュテファン・グーシャ(Ştefan Guşă)の命令により、道を塞がれた戦車を回収する名目で、抗議者に対して発砲が始まった。午後6時45分ごろ、ティミショアラの部隊は、信号「Radu cel Frumos」を受けた。これは「軍隊に戦争弾薬を装備させ、戦闘態勢に切り替えよ」との指令であった。ティミショアラでは、国防省の部隊による発砲がついに開始され、数時間で300人を超える人々が撃たれた。
トゥーケーシュ・ラースローは、1989年7月にハンガリーのテレビ局の取材訪問で「ルーマニア人は自分たちの人権さえも知らないのだ」と発言していた。2008年にトゥーケーシュが語ったところでは「これは、独裁者であるチャウシェスクを支持する必要は無いのだ、ということを伝えるものでした。チャウシェスクの仮面を剥ぎ取るためにどうしても必要だったのです」という。
1989年12月22日、トゥーケーシュ・ラースローは救国戦線評議会の委員の1人に任命された。

#### 12月18日
12月18日午前5時30分、ティミショアラの部隊の司令官、イオン・コーマンは、現地の状況について「取り締まりの最中にあります」とブクレシュティに報告した。この24時間で、ティミショアラでは66人が死亡し、300人近くが負傷した。この日、チャウシェスクはイランを訪問する予定があった。午前8時、チャウシェスクは「イランへの訪問を取り消す必要は無い」と判断し、テヘランに出発した。午後3時から午後4時にかけて、抗議者が殺されたことに激怒した労働者の大規模な集団が、市内の中心部に移動していた。午後5時から午後7時にかけて、蝋燭を手にした者たちが大聖堂の階段に集結した。将軍のミハイ・チツァックは兵士たちに発砲を命じ、自らも民間人に向けて発砲した。7人が死亡し、98人が負傷した。

#### 12月19日
12月17日から18日の夜にかけて、ティミショアラの郡病院にて、撃たれて死亡した者たちの遺体が安置された。12月19日、エレナ・チャウシェスクとイオン・コーマンの命令に基づき、遺体安置所に安置されていた58体の遺体のうち、43体が冷凍トラックに積まれ、ブクレシュティに移送された。彼らの遺体は火葬され、その遺灰は水路に投げ捨てられた。弾圧された痕跡を残さないようにするのが目的であった。エレナ・チャウシェスクはこれを「Operaţiunea Trandafirul」（「バラ作戦」）と名付けた。午前7時から午後12時、数千人の労働者が街頭に繰り出していた。ティミショアラでの抗議運動ははもはや止めることが不可能になっていた。午後1時50分、シュテファン・グーシャは兵士たちに対し、兵舎への撤退を命じた。

#### 12月20日
午前9時、抗議者の集団は数万人規模にまで膨らんでいた。ティミショアラの中心部にある劇場広場に集結した群衆は「独裁者を倒せ！」「自由を！」「神がおわします！」「軍隊は我々の味方だ！」と唱和した。午後12時、ティミショアラの中心部には、およそ15万人の抗議者がいた。彼らは兵士に差し入れを送った。午後12時30分、抗議者数人が劇場の桟敷を開放し、その直後に「主の祈り」の唱和が始まった。拡声器を通じて「ティミショアラは共産主義から解放されたルーマニアの最初の都市である」と宣言された。午後2時30分、閣僚評議会議長のコンスタンティン・ダスカレスクがティミショアラに到着した。抗議者たちは、国の指導者の立場にある者たち全員の辞任、自由選挙、ティミショアラでの殺害の責任者を裁判にかけるよう要求した。
イランを訪問中のチャウシェスクは、自国からの連絡を受けて急遽帰国するに至った。午後5時、イランから帰国し、状況がますます悪化していることを知ったチャウシェスクは、ヴィクトル・アタナスィエ・スタンクレスクをティミショアラの司令官に任命するとともに、非常事態宣言を布告した。午後7時、チャウシェスクはルーマニア共産党中央委員会の建物の内部にあるテレビ放送室で、ルーマニア国民に向けて演説を行い、ティミショアラで発生した出来事について、「非常に深刻な事態だ」とし、ティミショアラの抗議者たちについて「ごろつきの集団」と呼び、「社会主義革命に敵対する者たちである」と非難した。チャウシェスクはまた、「ティミショアラで始まった暴動は、ルーマニアの主権を有名無実化させようと企む帝国主義者の団体と外国の諜報機関からの支援を受けて組織されたもの」であり、「社会主義の恩恵を潰し、外国人の支配下に置かれていたころのルーマニアに戻さんとする企みである」とも訴えた。チャウシェスクは、「ごろつきどもは、国を不安定にし、領土を分断し、国家の独立と主権を破壊し、社会主義の発展の破壊と外国人による支配下の時代への回帰を目的とし、『ファシスト型』の破壊を惹き起こしている。計画的にもたらされた現在の状況は、ソ連によるチェコスロヴァキアへの軍事侵攻に似ており、外国の工作員と『はした金で国を売る』内部のルーマニア人による協力のおかげで可能となったのだ」と演説した。

### 12月21日の演説

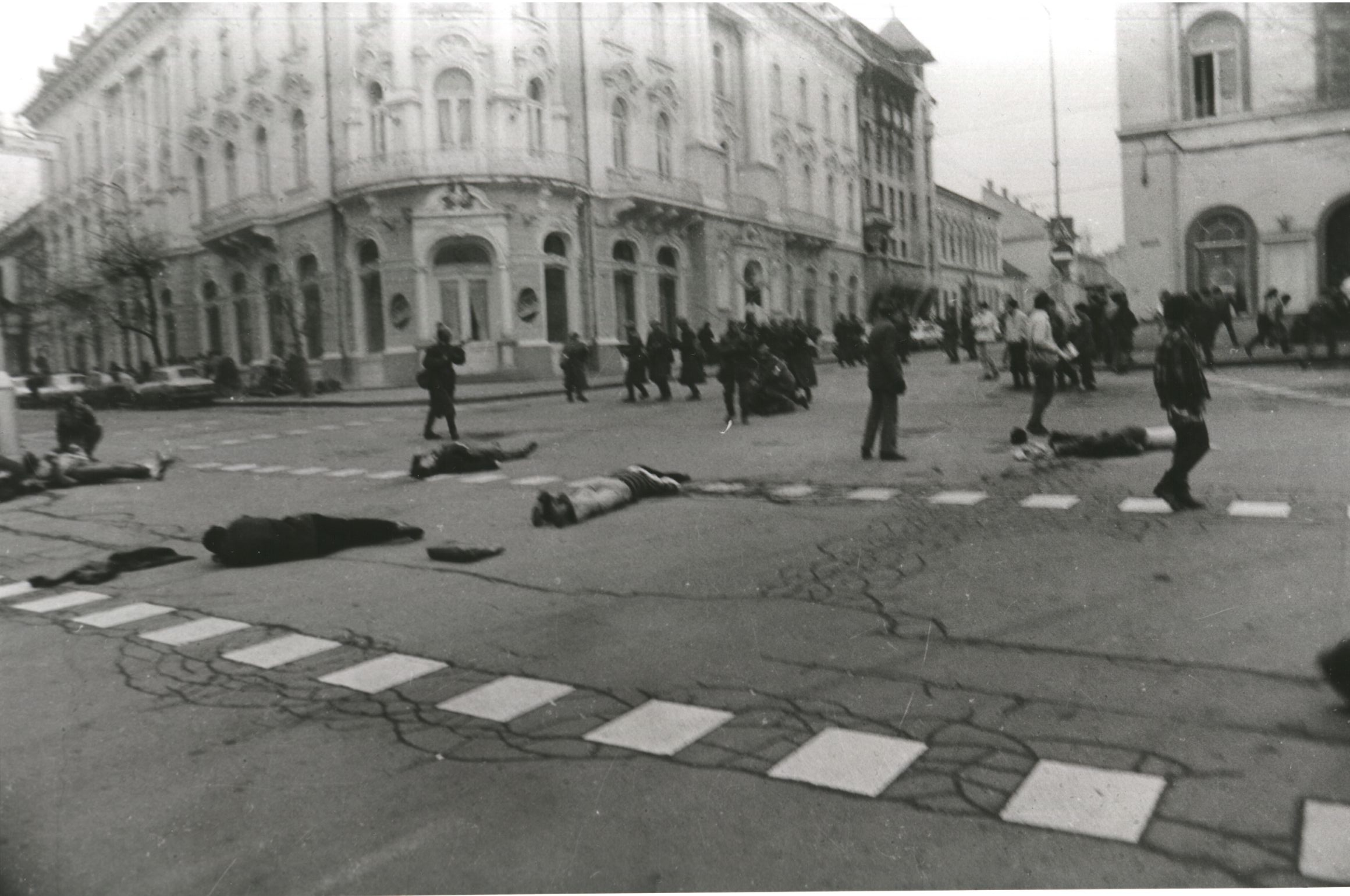
銃で撃たれて死んだ抗議者（1989年12月21日）

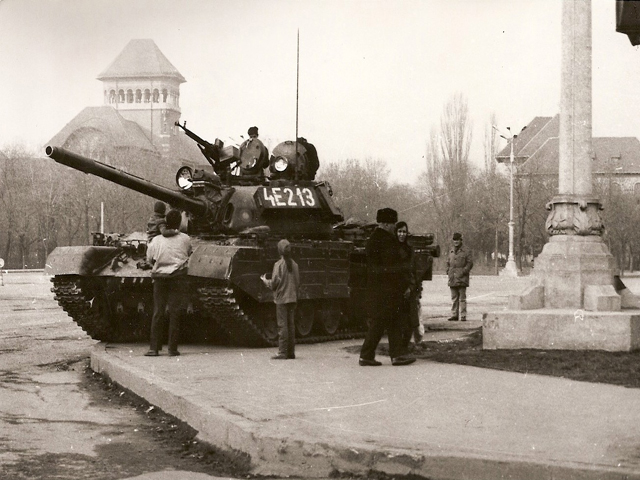
ブクレシュティ市内に出動した戦車

1989年12月21日午前9時、首都・ブクレシュティの中心部、革命広場にて、抗議者の群衆がルーマニア共産党中央委員会の建物の前に集結した。チャウシェスクがこの集会を開こうと決めたのは、「自分はまだ国民から支持されている」との自信があったからである。午前11時、集会が始まった。午後12時、チャウシェスクが建物の桟敷に姿を現わし、演説を始めた。
ところが、演説が始まってまもなく、群衆の中で突如爆竹が炸裂し、騒ぎが勃発したことで、チャウシェスクは演説を中断せざるを得なくなった。救国戦線評議会の委員の1人、カズィミール・イオネスクがのちに語ったところによれば、「ニコラエ・チャウシェスクの演説を妨害する目的で特別に編成された集団の存在があったのだ」という。ルーマニアの日刊紙『România Liberă』（『自由ルーマニア』）は、「12月21日のチャウシェスクの演説を『台無しにした』のは誰だったのか？については、ティミショアラからブクレシュティに移動してきた集団の仕業である」と報道している。
チャウシェスクは群衆に何度も「Allo!」と呼びかけて静粛にするよう促し、群衆を落ち着かせようとした。エレナ・チャウシェスクやセクリターテの職員も「聞こえないのか？静かにせよ！」と群衆に向けて怒鳴った。群衆が一旦静かになると、チャウシェスクは再び演説を続けた。チャウシェスクはこの演説の中で「最低賃金200レイ、年金100レイ、社会扶助300レイ、児童手当30 - 50レイ、出産手当1000 - 2000レイの引き上げの実施を約束する」と発表した。これは前日招集したルーマニア共産党中央委員会政治執行委員会でチャウシェスク本人が提案した内容であった。しかし、騒ぎはますます大きくなり、チャウシェスクは混乱と戸惑いの表情を隠せずにいた。チャウシェスクは建物の中に引き戻された。チャウシェスクは郡党委員会の第一書記と電話会議を行い、「ここ数日の一連の出来事は、国を不安定にさせ、ルーマニアの独立と主権に対する組織的な策動の結果である」と宣言し、党と国家権力、民兵、治安部隊、軍隊を総動員するよう求めたうえで、「我々は、この出来事の正体を暴き、断固として拒否し、始末を付けねばならない」と述べた。革命広場から出た者たちは恐慌状態に陥り、革命広場周辺の通りに集まると、「独裁者を倒せ！」「チャウシェスクよ、お前は誰だ？ - スコルニチェシュティ出身の極悪人だ！」との唱和を始めた。
午後4時、ホテル『Intercontinental』の前にいた群衆に、ルーマニア国防省のトラックが制御不能状態で突っ込んだ。これにより、7人が死亡し、8人が負傷した。
午後6時、抗議者2000人が大学広場(Piața Universității)に障害物を設置した。午後8時、治安部隊が抗議者たちに発砲し始め、彼らを次々に逮捕していった。午後11時、ヴァスィーレ・ミーラが障害物を撤去するよう命じた。抗議者たちは地下鉄で逃げようとするも、治安部隊に捕らえられ、拷問された。その中には、子供、女性、老人も含まれ、駅の階段や乗降口には血が飛び散っていた。この過程で50人が殺され、462人が負傷し、1245人が逮捕され、ジラーヴァ刑務所に移送された。ニコラエとエレナの二人は、ルーマニア共産党の建物の中で過ごした。午前1時ごろ、ヴァスィーレ・ミーラとユリアン・ヴラードは、ブクレシュティの中心部から抗議集団が一掃された趣旨を報告した。

### 12月22日
1989年12月22日の午前3時から午前5時にかけて、消防車や清掃車が出動し、大学広場や地下鉄の階段、周辺の通路に付着した血痕を洗い流していた。ブクレシュティで抗議者たちが弾圧されたという知らせは瞬く間に拡がり、反チャウシェスクの気運はますます増幅していた。午前7時、労働者・抗議者の集団がルーマニア共産党中央委員会の建物に向かった。建物は約1000人の兵士が警護していた。午前9時、ニコラエ・チャシェスクは、ユリアン・ヴラードとヴァスィーレ・ミーラに対し、抗議の群衆がこの建物に接近するのを何としてでも阻止するよう指示を出した。午前9時30分ごろ、ヴァスィーレ・ミーラが心臓を銃で撃ち貫いて死んでいるのが発見された。ミーラの死を知らされたチャウシェスクは酷く動揺し、「ミーラ将軍は国家と国民を裏切った」と述べた。午前9時45分、ルーマニア共産党中央委員会政治執行委員会の会議が始まった。チャウシェスクは「ミーラ将軍が、私のもとを離れた2分後に自殺したことを知らされた」と述べた。死ぬ直前のミーラと会話したコルネリウ・プルカラベスクによれば、ミーラは「私はニコラエ・チャウシェスクから国民を撃つよう命じられた。自国民への射殺命令は、私には出せない」と語っていたという。チャウシェスクは「直ちにルーマニア全土に非常事態宣言を布告する。これは憲法に則ったものであり、大統領の権限でもある。国家評議会を招集するには及ばん」と述べた。コンスタンティン・ダスカレスクは「誠実な労働者を撃っていいものかどうか」と疑問を呈し、それに対してトゥドール・ポステルニクは「我々が発砲すべき相手は誠実な労働者ではなく、出来損ない連中やクズどもです」と述べた。チャウシェスクは、「もちろん、労働者に銃を向けるわけにはいかない。我々は労働者の代表なのであり、労働者を撃つことは無い。しかし、なかには卑怯者もいる。裏切り者のミーラに責任を負わせる。他にもいるかもしれんな」と答えた。
チャウシェスクは、ルーマニア全土に非常事態宣言を布告した。この布告が国営テレビとラジオの放送で読み上げられたあとに「国防大臣が、ルーマニアの独立と主権に反する裏切り行為を働き、それが露見するのを悟って自殺したことをお知らせ致します」と報道された。ヴァスィーレ・ミーラが死んだため、チャウシェスクは、ティミショアラから戻ってきたヴィクトル・アタナスィエ・スタンクレスクを新たな国防大臣に任命した。しかし、スタンクレスクはチャウシェスクに忠誠を示す一方で、他方では二重の駆け引きを始めた。午前10時7分、彼は軍隊に対して兵舎への引き揚げ、ならびに抗議者の群衆と「対話」するよう命じた。

### チャウシェスク夫妻の逃亡

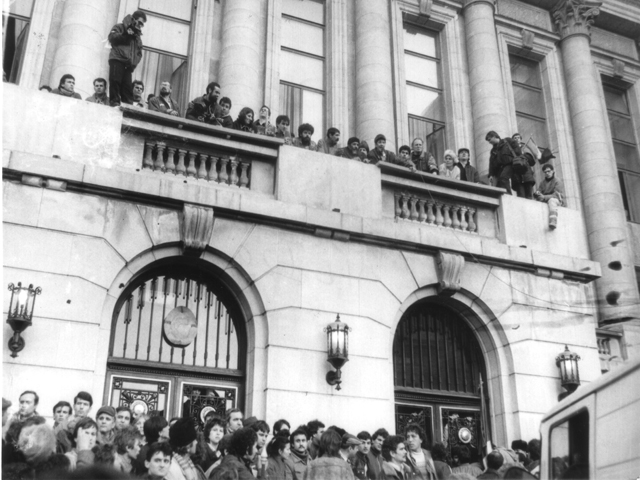
チャウシェスク夫妻が逃亡したあとに群衆が占拠したルーマニア共産党中央委員会の建物

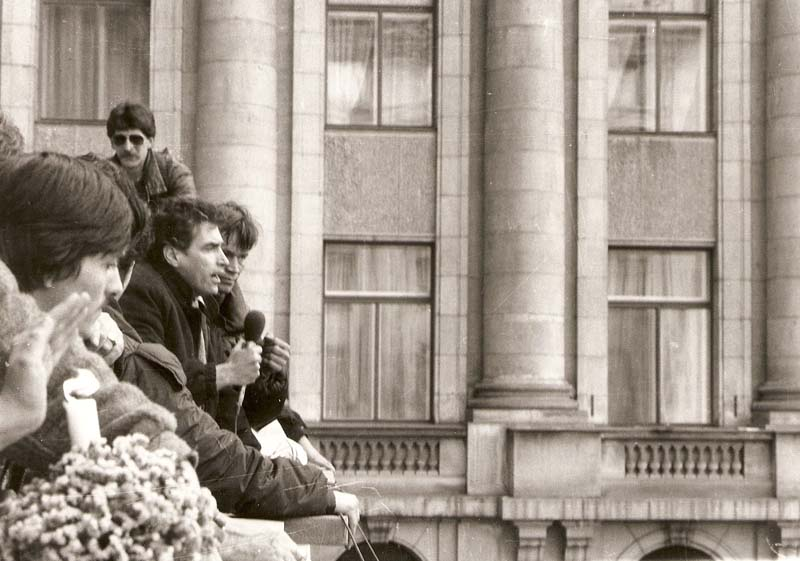
群衆に語り掛けるペトレ・ロマン

ヴァスィーレ・ミーラの死を発表してまもなく、チャウシェスクはルーマニア共産党中央委員会政治執行委員会の臨時集会を招集し、チャウシェスク自ら軍の指揮を執る趣旨を発表した。ルーマニア共産党中央委員会の建物の前には5万人の群衆が集まっていたが、その数はさらに増えていた。午前11時30分ごろ、チャウシェスクは桟敷に姿を現わし、拡声器を手に取り、群衆に向けて演説を行おうとしたが、彼らの怒りを買っただけであった。セクリターテの長官、マリン・ナゴエ(Marin Neagoe)はヘリコプターの手配を要請した。抗議者たちが建物内に侵入し始めた。午後12時6分、大群衆が見守る中、チャウシェスク夫妻と護衛の乗ったヘリコプターが、建物の屋上から離陸していった。抗議者たちは、ニコラエとエレナの肖像画を窓から投げ捨てた。軍隊は群衆の側に付き、セクリターテとの対決姿勢に入っていた。12時30分ごろ、抗議者たちは軍隊とともに国営テレビ局を占拠した。午後1時、抗議者たちはチャウシェスク夫妻の逃亡を伝えるとともに、「チャウシェスクはもう終わりだ！」と宣言した。午後1時30分、ヴィクトル・スタンクレスクは軍隊に対して「国防大臣の命令に従うように」との指令を出した。この時点で、チャウシェスクを権力の座から引き摺り下ろす道筋は完了していた。
午後2時45分、ルーマニア共産党の幹部の1人、イオン・イリエスク(Ion Iliescu)は演説を行い、「チャウシェスクのやったことは、共産主義を汚しただけに留まらないのだ」と語りかけた。午後3時ごろ、ブクレシュティ工科大学(Universitatea Tehnică din București)の講師でのちに首相となるペトレ・ロマン(Petre Roman)がルーマニア共産党中央委員会の建物の桟敷に登場し、「Frontului Unităţii Poporului」（「人民統一戦線」）の声明を読み上げた。午後4時、イオン・イリエスクとペトレ・ロマンが陸軍および治安維持の責任者と会談した。午後5時、イオン・イリエスクがルーマニア共産党中央委員会の建物の桟敷に登場し、その際に「同志諸君！」と呼びかけたことで群衆から非難され、表現の仕方を直した。
救国戦線評議会の議長に就任したイオン・イリエスクは、午後10時30分に宣誓書を読み上げ、チャウシェスクの権力からの追放、民主主義、政治における多元主義、経済回復のための措置の導入を宣言した。イリエスクはまた、「混乱と内戦、無政府状態を避けるため、総選挙が行われるまでは、救国戦線評議会が国家権力を引き継ぐ」と発表した。
チャウシェスク夫妻は、ブクレシュティの北部にあるスナゴヴ(Snagov)に向かった。ここにはヴィクトル・スタンクレスクが約束した予備隊が待機していた。チャウシェスクはスナゴヴから軍管区の司令官に電話をかけていた。電話からは、チャウシェスクへの忠誠を誓う言葉が届いた。夫妻はヘリコプターに乗って現地へ向かおうとしたが、スタンクレスクが領空を閉鎖した。彼はチャウシェスクの乗ったヘリコプターを撃墜するつもりでいたが、スタンクレスクの部下の一人がそれを止めるよう進言し、トゥルゴヴィシュテ(Târgoviște)の近くの野原に着陸させた。着陸後、ヘリコプターの操縦士は反乱軍に亡命した。チャウシェスク夫妻は、護衛とともに、通りかかった車の運転手に対して自分たちを乗せるよう要求し、ピテシュティ(Piteşti)に向かおうとした。チャウシェスク夫妻は二台目の車を拾った。エレナは「森に隠れよう」と提案し、ニコラエは「労働者の助けを借りよう」と答えた。二人はルーマニア共産党地方委員会の建物に避難しようとしたが、入ることは許されなかった。12月22日午後3時30分、チャウシェスク夫妻は軍隊に捕らえられ、身柄を拘束された。
チャウシェスクの略式裁判の参加者の一人、ジェル・ヴォイカン・ヴォイコレスクによれば、チャウシェスク夫妻は自分たちが「捕らえられた」とは認識しておらず、トゥルゴヴィシュテの軍隊に保護されていると信じていた、という。その後2日間、夫婦は基地内にある独房と装甲兵員輸送車の中で過ごした。この間に、夫婦は簡易な健康診断を受けた。
12月24日、アメリカ合衆国の国務長官、ジェイムス・ベイカー(James Baker)はソ連の外務省に対し、「チャウシェスク政権の危機に関係する形での流血の事態を防ぐために、ソ連やワルシャワ条約機構がルーマニアに介入した場合、アメリカは反対しない」と通告した。ソ連は、「ルーマニア人の運命はルーマニア人自身に委ねる」と決定したという。

## 糖尿病治療とインスリン注射
ニコラエ・チャウシェスクは糖尿病を患っていた。
1989年4月、チャウシェスクを診察した医師、ユリアン・ミンクは、チャウシェスクの静脈にインスリンを注射しないと命の危険につながる、と説得したが、チャウシェスクはこれを拒否した。チャウシェスクの弟の一人、ニコラエ・アンドゥルーツァ・チャウシェスク(Nicolae Andruţă Ceauşescu, 1924 - 2000)も糖尿病であり、ミンクはアンドゥルーツァにインスリンを投与した。チャウシェスクによれば、「弟にインスリンを投与したら、インスリンに依存する身体になってしまった」という。ミンクによれば、チャウシェスクの身体はインスリン抵抗性が認められ、血糖値は390を超えていたという。チャウシェスクは酒はほとんど飲まず、炭水化物が多いものを食べていた。食事療法が変更され、果物の糖質量にも注意しつつ、肉とチーズの摂取については制限されなかった。
ユリアン・ミンクは「静脈内に大量のインスリンを投与するのは勇気が要る」「インスリンの投与は低血糖性昏睡に陥る危険を孕んでおり、責任問題になる」「400～500単位のインスリンが作られた。10単位のインスリンを投与した場合、低血糖性昏睡状態に陥る危険性があった」と語った。そのうえで、ミンクは「インスリン注射以外に方法は無い」との立場を崩さず、チャウシェスクにインスリンを投与した。ユリアン・ミンクは「チャウシェスクへのインスリン注射はうまくいった」と語っている。
1989年12月24日の時点で、チャウシェスクはインスリンを携帯していなかった。チャウシェスクの糖尿病は悪化しており、インスリンを注射しなければ命を落とす可能性が高い体質になっていた。チャウシェスクは、12月22日の朝にインスリンを注射していた。インスリンを3日間注射しないままでいると、糖尿病性昏睡に陥ることをチャウシェスクは自覚していた。トゥルゴヴィシュテの駐屯地にいた大佐のアンドレイ・ケメニチ(Andrei Kemenici)は、12月24日の朝、エレナ・チャウシェスクから「夫のニコラエは糖尿病で、インスリンをもう3日間注射していない」と聞かされた。24日の深夜、陸軍諜報局の将校が封筒を持ってトゥルゴヴィシュテを訪れた。その封筒の中には、チャウシェスクのために手配されたインスリンの入った小瓶と注射針が同封されていた。ヴィクトル・スタンクレスクは封筒を開封し、中にはインスリンの小瓶と注射針が入っていることをケメニチに告げた。封筒には手書きによる覚書も同封されており、それには「チャウシェスクはインスリンを忘れて出て行ってしまったので、すぐに投与しなければ昏睡状態に陥る危険がある」との趣旨が書かれていた。ケメニチがチャウシェスクのもとへ向かい、インスリンを見せると、チャウシェスクは「確かに、これは私の身体に必要なものだが、注射するにはまだ早い。お茶を飲んだからね...。注射は明日にするかな」と答えたという。
当初のケメニチは封筒の中身について、「爆弾でないのなら、毒に違いない」と自分に言い聞かせたという。ケメニチは、チャウシェスクが糖尿病患者であり、インスリンを注射していたことを知らなかったという。「私は、（チャウシェスクを）銃殺刑に処すことには同意しませんでした。薬殺刑にすべきだ、と考えていたのです」と述べた。
略式裁判の終了後、空挺部隊の隊員がエレナ・チャウシェスクの両手を縛っていたとき、大佐のゲオルゲ・シュテファン(Gheorghe Ștefan)が、インスリンの入った封筒を没収したという。封筒と、未使用のインスリンが入った2本の小瓶は現存するが、その中身について専門的な調査が実施されたことは無い。3本目の小瓶に入っていたインスリンについては、チャウシェスクが注射したのか、途中で破損したのかどうかについては不明のままである。
1989年4月の時点で、チャウシェスクは糖尿病の合併症で命を落としてもおかしくない状態にあった。ユリアン・ミンクは「インスリンを注射することでチャウシェスクの命を救えた」と語っている。

## 最期

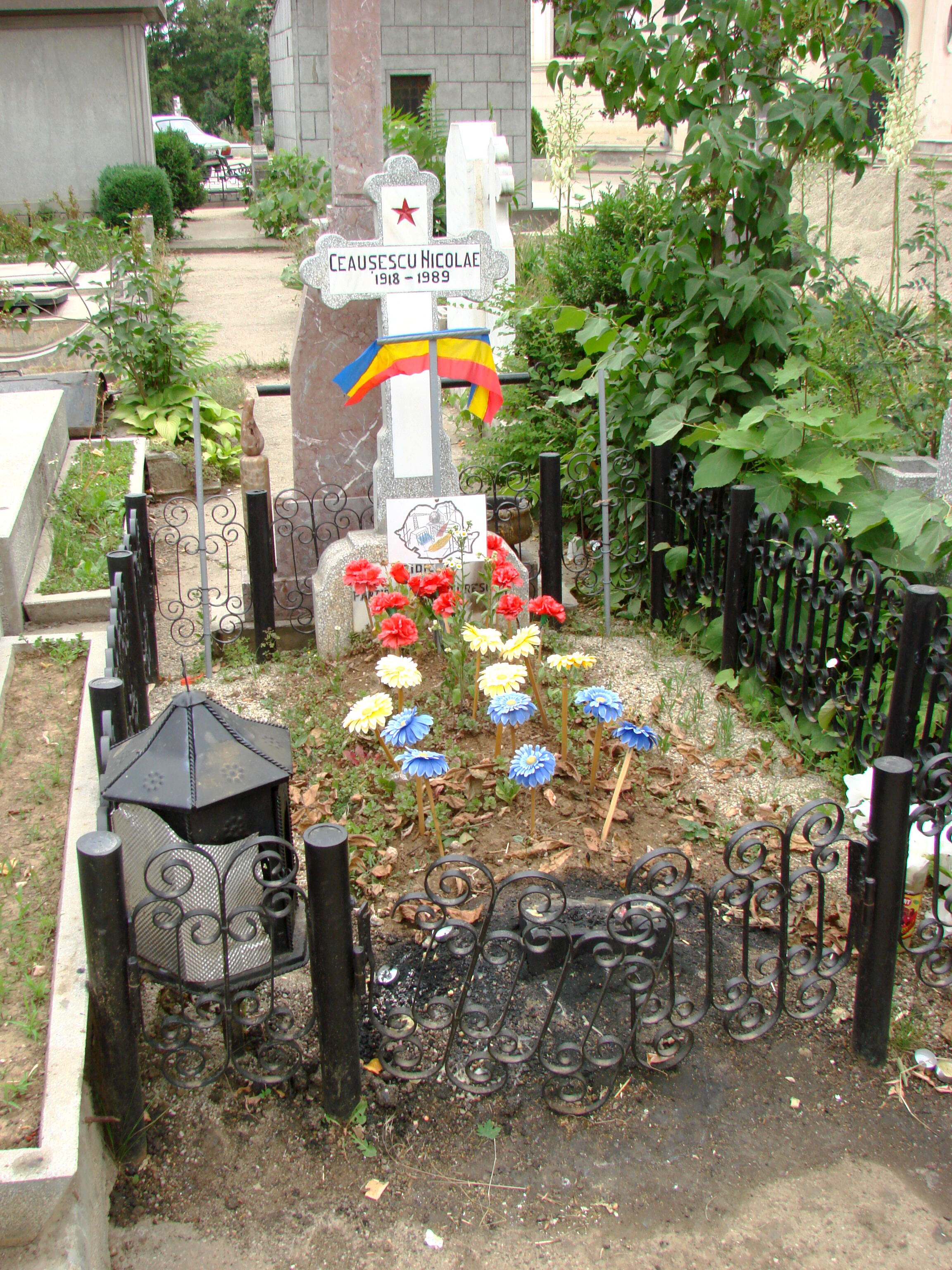
チャウシェスクが埋葬されていた墓（2007年の時点）

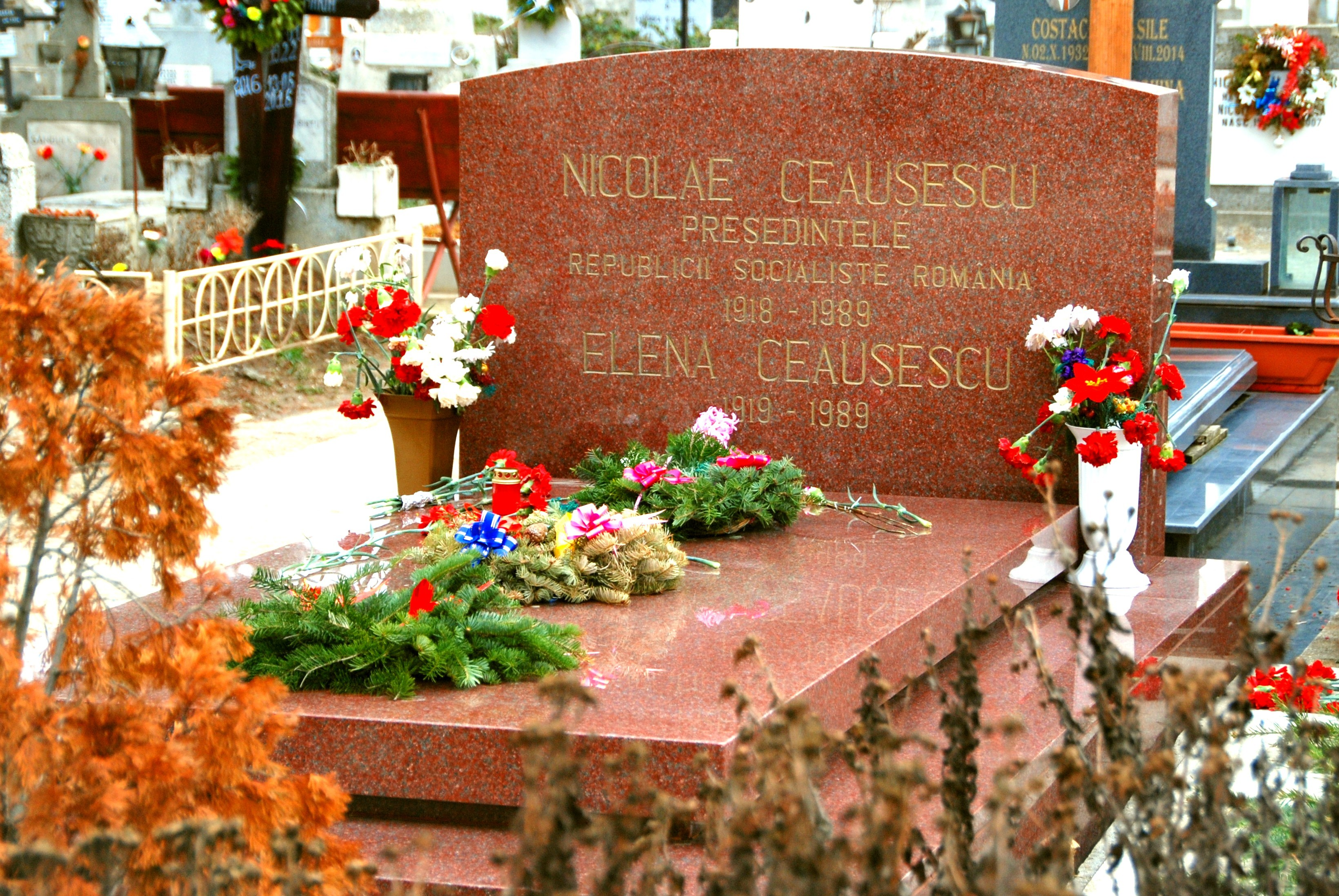
チャウシェスク夫妻が埋葬されているゲンチャ墓地。エレナの生年が「1919」と刻印されているが、正確な生年は「1916」である。

イオン・イリエスクは、チャウシェスク夫妻を裁判にかける「特別軍事法廷」を設立する命令に署名した。
1989年12月25日、ヴィクトル・スタンクレスク、ヴィルジル・マグラーノ、ジェル・ヴォイカン・ヴォイコレスクの乗ったヘリコプターが、トゥルゴヴィシュテに到着した。
12月25日午後1時20分、トゥルゴヴィシュテの軍の駐屯地内の兵舎の中で、ニコラエとエレナに対する特別軍事法廷「Tribunal al Poporului」（「人民裁判」）が始まった。チャウシェスク夫妻は、国家に対する犯罪、自国民の大量虐殺、外国の銀行に秘密口座の開設、ならびに「国民経済を弱体化させた」容疑で起訴され、夫婦の全財産没収ならびに死刑を宣告された。1989年12月25日付の官報には、救国戦線評議会による署名とともに、以下の公式声明が掲載された。「歴史と法律を前に、独裁者とその手先たちの犯した罪は、国を破滅へと導こうとする行為に対するしかるべき制裁を厳正に決定する法廷の場で立証されるであろう」
この公式声明が発表された時点で、チャウシェスクはすでに処刑されていた。
裁判は、事前の犯罪捜査も実施されないまま、直ちに開始された。被告人は、法律で義務付けられている精神鑑定を受けておらず、自分で弁護士を選ぶことも許されなかった。
チャウシェスクの弁護人役を務めたニコラエ・テオドレスクは、刑法第162条、第163条、第165条、第357条に規定されている行為に基づき、以下の罪状で起訴された趣旨を告げた。
- 6万人を殺害した
- 国家と国民に対して武装行動を組織し、国家権力を転覆させようとした
- 建物の破壊・損壊、都市における爆発で公共財産を破壊した
- 国民経済を弱体化させた
- 外国の銀行に10億ドルを不正に蓄財し、それを利用して国外逃亡を図ろうとした

しかしながら、これらの告訴内容が立証されたことは無い。
チャウシェスクは、ルーマニア大国民議会の承認が無い限り、この裁判は無効であり、自分たちを裁いている軍人たちの言い分には何の根拠も無い、という立場を貫き、以下のように反論した。「私は起訴などされていない。私はルーマニアの大統領であり、最高司令官であり、大国民議会と労働者階級の代表者の前でのみ答えよう。それだけだ。このクーデターを起こした者たちの行為は、国民に対する裏切りであり、ルーマニアの独立を崩壊に追い込んだのだ。最初から最後に至るまで、全てが欺瞞なのだ！」
弁護人役の軍人たちは動揺を見せ、弁護戦略も確立できていなかった。彼らによれば、自分たちがこれから何をするのかについて、ヘリコプターの中で初めて聞かされたのだという。さらには、まだ告訴状が読まれていないにもかかわらず、チャウシェスク夫妻に「罪」を認めさせようとした。チャウシェスク夫妻の裁判は、ヨシフ・スターリン(Иосиф Сталин)の時代に行われた見せしめ裁判のように展開された。検事役のダン・ヴォイナーはチャウシェスクに対し、「『精神疾患を抱えている』と認めるなら、被告人に責任を負わせるつもりは無い」とする妥協案を提示した。しかし、チャウシェスク夫妻はそれを強く拒否した。
夫婦の全財産没収と死刑が宣告されたのち、チャウシェスクが「いかなる判決であれ、私は認めるつもりは無い！」と叫ぶと、弁護人のニコラエ・テオドレスクは、「この判決を認めないということは、被告人は控訴する権利を行使しない、という意味です。今この場において、この判決は最終決定である点に気を付けて下さい」と発言した。
この裁判は、テレビ映像を通じて世界中に放映された。テレビに映し出された映像では、エレナは少数の質問に答えたのみで、喚いたり叫んだりする様子が目立ち、ニコラエがエレナに対して落ち着くよう宥める様子も見られた。
チャウシェスクは、この裁判は1965年のルーマニア憲法にも違反しているし、自分を権力の座から追放する権限があるのは大国民議会だけである趣旨を明言した。また、「この裁判には法的根拠が無く、このクーデターの背後にはソ連がいる」と主張した。チャウシェスクは、当初から法的な観点に基づいて論議していた。裁判開始から絶命の瞬間まで、チャウシェスクは明晰さを保っていた。裁判は1時間20分で終了し、前述の罪状については一つたりとも立証されることは無かった。
午後2時40分、裁判は終わり、午後2時45分にニコラエとエレナに対して死刑が宣告された。その後まもなく、夫婦は両手を紐で後ろ手に縛られた状態で建物から連行されていった。連行されていく途中、ニコラエは「自由なる独立国・ルーマニア社会主義共和国万歳！」と叫んだ。銃殺される直前、ニコラエは共産革命の歌「インターナショナル」を口ずさみ、「裏切り者を殺せ！」と叫んだ。エレナは「夫と一緒に死なせて欲しい」「私と夫は一緒に戦った。一緒に死ぬわ」「殺すのなら、拘束を解いた状態で殺してちょうだい」「私たちはいつでも一緒よ。法律がそう言っているわ」と要求し、自分の両手を紐で縛ろうとする軍人たちに対して「これは何なの？これで何をするつもりなの？触るな！縛るな！私たちを怒らせるつもり！？私はお前たちの母親であり続けてきたのよ！私の手が折れる！手を放せ、その手を放すのよ！恥を知りなさい！」と叫んで抵抗しようとした。エレナはまた、銃殺隊を前に、以下のように絶叫した。「よく考えなさい。私はこの20年間、お前たちの母親であり続けてきたのよ！」
1989年12月25日午後2時50分、ニコラエ・チャウシェスクとエレナ・チャウシェスクの二人は銃殺刑に処せられた。夫婦の処刑は判決が出てから10分以内に執行された。夫婦が銃殺される前後の映像もテレビ中継を通じて世界中に放映された。夫婦の遺骸はゲンチャ墓地(Cimitirul Ghencea)に埋葬された。
ルーマニア国内のテレビでチャウシェスク夫妻が銃殺された映像が公開され、その際にアナウンサーは「反キリスト者が、クリスマスの日に殺されました」と伝えた。
チャウシェスク夫妻の処刑を指揮したイオネル・ボエロ(Ionel Boeru)は、「二人には何の同情も湧かなかった。視線を交わすことも無かった。動物を殺すようなものだ」と語っている。
この裁判は、犯罪捜査が実施されなかった点、起訴状が無い点、起訴状を被告人に通知しなかった点、精神医学に基づく専門的な検査を実施しなかった点、裁判の期限を設定しなかった点、弁護人を選定しなかった点、上訴の提出期限を守らずに裁定しなかった点が法律違反である。軍事検察官であったミハイ・ポポヴ(Mihai Popov)によれば、ルーマニアの法律では判決から10日が経過して初めて判決が確定するが、その規定にも違反しており、その10日間のうちに、被告が「上訴しない」と最初に宣言していたとしても、考えを変える権利が被告人にはある。当時の手続きでは、控訴期間が終了した時点で、有罪判決を受けた者は恩赦を申請するか、もしくは恩赦を申請しない旨を書面で表明する必要があった。その恩赦の申請が却下されて初めて、刑の執行が可能になったのだという。
ミハイ・ポポヴは、「チャウシェスク夫妻に対する『告訴』の内容は、どこまでも常軌を逸したものだった。チャウシェスク夫妻は、死刑になる可能性のある殺人罪で裁かれるべきであった。12月22日以前のティミショアラでの出来事を考慮するなら、この判決は妥当だと言えるかもしれない。しかし、殺人の扇動に対する有罪判決は、大量殺戮に対する有罪判決とは異なり、全財産の没収を伴うものではないし、それを実施する権利も無いのだ」と述べた。また、ポポヴは「チャウシェスク夫妻に対する裁判は、ルーマニアの恥を世界中に晒した」とも明言している。
歴史家のゾエ・ペトレ(Zoe Petre)は、「俗に言うトゥルゴヴィシュテ裁判は、法律違反も甚だしく、噴飯物の告訴に基づいており、ルーマニアの最近の歴史において恥ずべき節目であり続けている、あの裁判には何ら法的価値は無く、強盗を劇的に演出し、いかにも法に則って進めたかのように見せかけただけの失敗作である。ルーマニアの新たな指導者となる人物について、チャウシェスクは確かに多くのことを知っていた。だからこそ、チャウシェスクは死なねばならなかったのだ」と述べた。
臨時法廷を設立し、迅速に進行させ、チャウシェスク夫妻を処刑するという流れについて、イオン・イリエスクは2009年に「恥ずべきことではあるが、必要なことだった」と述べたが、その一方で、「私はチャウシェスクの処刑を悔やんではいない。彼は悪事の主犯格であり、然るべき報いを受けただけだ」とも発言している。
ソ連共産党中央委員会政治局委員の一人であったミハイル・サロメンツェフ(Михаи́л Соло́менцев)はチャウシェスクの処刑について、「私はチャウシェスクに対して拒否反応を覚えたことは無い。彼の処刑については、まったくもって不愉快であり、残酷だ。裁判も捜査も、起訴状も無いではないか。彼らのやったことは、ただ評決を読み上げ、二人を外へ連れていき、撃ち殺した。どこからどう見たって法律違反じゃないのか？」と述べている。
ルーマニア国立銀行の元総裁で、財務省で30年以上勤務し、チャウシェスクと一緒に働いた経験があり、チャウシェスクの良い面も悪い面も知っているデチェバル・ウルダ(Decebal Urdea)は、「経済学者としての観点から言うと、チャウシェスクが国民経済を弱体化させた、というのは無理がある。弱体化というのは、自分の個人的な目的のために何らかの害をなし、何らかの利益を得るという意図的な行為のことだ」としたうえで、「チャウシェスクが国民経済を弱体化させた」というのはバカげた主張だ」と断言している。
1989年12月16日から22日にかけて、1104人が死亡し、3352人が負傷した。12月22日以降に登録された犠牲者の内訳は、805人が兵士（260人が死亡、545人が負傷）、138人が警察官（65人が死亡、73人が負傷）であった。法廷に送られた約100件の起訴状に加えて、検察官は別の5395件の事件を捜査し、そのうち4881件は不起訴処分とした。1990年3月、身体的危害を加える暴力行為は恩赦となった。不起訴処分となった理由の1つとして、この革命で発砲した兵士たちの多くが、「自分たちは敵と戦っている」、もしくは「自衛のために戦っている」と信じていた点にあった。また、抗議者の群衆に発砲するよう命じたのはチャウシェスクではなく、ヴィクトル・スタンクレスクであったことが判明したという。
共産政権が滅びたのち、ルーマニアでは1990年1月7日に死刑を廃止した。ニコラエとエレナの二人は、ルーマニアで死刑が執行された最後の存在となった。また、共産主義体制下のルーマニアで死刑が導入されたのは、1957年9月30日のことであった。
略式裁判の際、チャウシェスクは「外国の銀行に秘密口座を開設した」と言われたが、そのような口座は実際には存在しないことが分かった。2008年10月14日、ルーマニア議会は、調査委員会による報告書を採択した。国会特別委員会の議長、ジョルジェ・サビン・クタシュは、「銀行家や中央銀行総裁、ジャーナリストに証言を聞いた結果、『ニコラエ・チャウシェスクが外国の銀行に秘密の口座を持ち、お金を不正に移していた』ことを示す証拠は見付からなかった」と結論付けた。報告書では「取材を受けたすべての人々に共通する結論は、『チャウシェスクは国外に口座を持っていなかった』である」と書かれた。
2010年にルーマニアを訪問したミハイル・ゴルバチョフは、「ルーマニアの状況がどれほど困難なものであったとしても、チャウシェスクを殺すべきではなかった。彼の死は残酷だ」と述べた。
ルーマニアのジャーナリスト、イオン・クリストユは、「チャウシェスク夫妻は、ヴィクトル・スタンクレスク率いる空挺部隊の手で捕らえられたのだ」と主張している。クリストユは、「リビアの指導者を暗殺した犯人たちは、正気を失っていた。ニコラエ・チャウシェスクを殺した者たちは、自分たちのやっていることを充分に理解したうえで行動していた。ムアンマル・アル＝カッザーフィーの暗殺とは違い、ニコラエ・チャウシェスクの殺害は残忍な極悪行為なのだ」と書いた。

## チャウシェスクによる疑念
チャウシェスクは、「この裁判には法的根拠が無く、このクーデターの背後にはソ連がいる」と主張した。ルーマニア生まれの歴史学者、ヴラディミール・ティスマナーノが論じたように、ニコラエ・チャウシェスクは、自らを国家の独立を保証する存在と考えており、自分自身に対するあらゆる形態の反対や異論は「犯罪」として扱われた。 チャウシェスクの無謬性に疑問の眼を向ける行為は、事実上、「ルーマニアの国防と主権を弱体化させんとする試みである」と見做された。チャウシェスクは、自分がルーマニアにおける共産主義の擁護者であると同時に、ルーマニアの国民国家を守ろうとしていた。党と国家の内部におけるチャウシェスクに対する批判者が、ルーマニアの指導者の交代に関心を抱く外部の勢力と共謀したり、外部の勢力による影響を受けるような事態を防ぐ必要があった。1978年にアメリカ合衆国に政治亡命したイオン・ミハイ・パチェパは、1987年に出版した著書『Red Horizons: Chronicles of a Communist Spy Chief』（『赤い地平線：共産諜報長官による記録』）の中で、ルーマニアの国防大臣、ニコラエ・ミリタルが「ソ連のスパイ」として逮捕された話について言及している。また、ミリタルは、ソ連に忠実な兵士を軍隊内で昇進させた。重要なのは、チャウシェスクが「ソ連は自分を陥れようとしている」と信じており、「ソ連の脅威に対抗するために行動を起こした」という点にある。パチェパによれば、1971年の中国と北朝鮮への訪問から帰国した直後、ソ連が支援するクーデターを恐れたチャウシェスクは、対外諜報局(Direcția de Informații Externe)による庇護のもと、特殊防諜部隊『U.M. 0920』の創設を認可した。チャウシェスクは、ルーマニア陸軍の上級司令官の多くが「モスクワで学んだ経験がある」という理由から、彼らの忠誠心に対して疑いの目を向けるようになった。ルーマニア軍の将校は、ロシア人との結婚を禁じられた。将軍のシュテファン・コスティアルによれば、チャウシェスクが1970年にルーマニア国民でない将校の解任を命じ、ソ連がチェコスロヴァキアに軍事侵攻した事件を「ソ連で訓練された兵士を軍隊から排除する口実として」利用しようとした、という。また、コスティアルはロシア人女性と結婚していたことを理由に、強制的に退役させられた趣旨を主張した。1970年6月4日に発表された政令第278号に基づき、軍隊を退役したシュテファン・コスティアルは少将の階級を剥奪され、予備役の地位に降格させられた。
コスティアルによれば、チャウシェスクを追放する計画は、1984年に失敗に終わったクーデター未遂事件を参考にしたという。「ソ連のスパイ」として逮捕されたニコラエ・ミリタルによれば、チャウシェスクがルーマニア共産党書記長に任命されてまもなく、チャウシェスクに反対する運動が始まった、という。ミリタルはこれについて明言したことは無いが、チャウシェスクに対する反乱の動きは、独自路線を行こうとするチャウシェスクの政策に反対する親ソ連派の当局者から生じたことを示唆している。救国戦線評議会が結成された正確な日付については、複数の情報源があり、論争の的となっている。フランスの『ル・ポワン』(Le Point)は、ニコラエ・ミリタル率いる反乱集団が1980年に最初の「救国戦線評議会」を設立した、と報道した。しかし、ミリタル自身は、1989年の革命のさなかにテレビ放送でなされた声明の中で、「救国戦線評議会の活動期間は、現時点で半年間だ」と主張した。
1971年9月、ルーマニア国防省の高官で、ブクレシュティの軍の駐屯地の責任者であったイオアン・シェルブ中将(Ioan Șerb)が、ブクレシュティの防衛に関する機密文書をブクレシュティに駐在していたソ連大使館の武官に渡した容疑で逮捕・起訴され、チャウシェスクの懸念は裏付けられたかに見えた。パチェパによれば、シェルブは、彼に対する「おとり捜査」の一環として、セクリターテ第五総局（軍事防諜部門）が作成した偽情報を、無意識のうちにソ連に渡していたのだという。シェルブは「国家機密を漏らした」（ソ連のスパイとして活動していた）容疑で軍法会議にかけられ、7年の禁錮刑を言い渡された。チャウシェスクは、「シェルブはソ連のスパイとして有罪判決を受けた最初の将軍である」とする噂を広め、西側諸国で偽情報を流す作戦を命じた。1976年8月、レオニード・ブレジネフ(Леонид Брежнев)との「和解会談」が行われたのち、シェルブは釈放された。会談ののち、クリミア半島から帰国したチャウシェスクは、シェルブに秘密協定に署名するよう強制し、刑務所から釈放したのち、ブクレシュティから遠く離れた農場で働くよう命じた。

## イオン・イリエスクに対する疑惑
ヴラジーミル・コンスタンチーノヴィチ・ブコウスキーによれば、イオン・イリエスクと救国戦線評議会の委員の多くはКГБの潜入工作員であり、イリエスクはミハイル・ゴルバチョフと強い関わりがあった。1989年12月の出来事は、国家権力を取り戻すためにКГБが組織したものであったという。イリエスクとソ連が繋がっている話を報道機関に語ったブコウスキーは、イリエスクから「名誉棄損訴訟を起こす」と脅迫された。
特殊防諜部隊『U.M. 0920』の創設を認可したチャウシェスクは、イリエスクがソ連と接触し、ソ連がルーマニアでのクーデターの支持者を募っていたことを知っていた。チャウシェスクはイリエスクを側近から外し、郡党委員会書記に任命した。モスクワを刺激しないようにするため、チャウシェスクはイリエスクを共産党中央委員会政治委員会の補欠委員に任命したが、引き続き、イリエスクを監視下に置くよう命じた。1989年12月23日、ソ連の外務大臣、エドゥアルド・シェワルナゼ(Эдуард Шеварднадзе)は、ルーマニアに対するソ連による介入を否定した。この日の午後2時、ルーマニアの国営テレビは、「『正体不明のテロリスト』がチャウシェスクを復帰させようとしていたため、救国戦線評議会がソ連に軍事支援を要請した」と発表した。政権を獲得したイオン・イリエスクは、ソ連のスパイとして逮捕されたニコラエ・ミリタルを国防大臣に任命した。1989年12月28日、フランスのジャーナリスト、フロンツ＝オリヴィエ・ジスベールは、『ル・フィガロ』(Le Figaro)に、「もしもチャウシェスクが公開裁判に参加していたら、現在救国戦線評議会の委員を務めているかつての同志たちについて暴露できただろう。彼らとしては、チャウシェスクの口を封じる必要があり、すぐにでも殺さねばならなかった」と書いた。コスタ・クリスティッチも、『ル・ポワン』に、ジスベールと同じ趣旨を書いた。イリエスクは、ルーマニアで起こった惨事の全責任をチャウシェスクに負わせた。イリエスクは共産党の存在について「非合法化する」と発表したが、翌日に考えを変え、「国民投票で決める」と発表した。その国民投票は実施されなかった。ルーマニア共産党が解散すると、救国戦線評議会は自らを「政党」と称し、ルーマニア共産党の重要な党員であった人物を引き入れた。また、イオン・イリエスクは資本主義に敵対する姿勢を隠さなかった。「我々は民営化を望まない」「西側の素晴らしさは必要ない」が、救国戦線評議会の標語であり、それらを掲載したルーマニアの多くの新聞は、後世に向けられた証言となっている。
2010年12月、「1989年12月21日協会」の会長、テオドル・ドル・マリエシュは、「チャウシェスクは違法な手段で殺された」と主張した。マリエシュによれば、法令文書の複写があり、それには「チャウシェスク夫妻について、死刑から終身刑に減刑する」というものであった。減刑の条件となるのは、「チャウシェスクがセクリターテに対して抵抗をやめるよう命令を出すこと」であったという。イオン・イリエスクはこの文書を「偽物だ」と呼び、「私がそのような法令に署名した、というのは悪辣な主張だ」と批判している。1989年12月22日、チャウシェスク夫妻がブクレシュティから逃亡し、イオン・イリエスク率いる救国戦線評議会が権力を握ったのち、さらに900人が殺された。テオドル・ドル・マリエシュはルーマニア政府を相手取り、欧州人権裁判所(La Cour européenne des droits de l'homme)に提訴した。欧州人権裁判所はルーマニア政府当局に対して「機密文書を公開するように」との判決を出し、ルーマニア政府はそれに従うことになった。2016年、ルーマニアの軍事検察庁は、1989年12月の出来事の犠牲者の人数についての調査を開始した。
1989年、数万人の「ロシア人観光客」と、極秘任務を負った「専門家」が、ルーマニアに潜入していた。彼らは1990年の秋にルーマニアから撤退した。これはペトレ・ロマンも認めている。
1989年12月にルーマニアで発生した一連の出来事について、ヴィクトル・スタンクレスクによれば、ソ連およびКГБがほぼ1年前からチャウシェスクを潰すための計画を支援し、アメリカはその陰謀に気付いていた。ブクレシュティとティミショアラで発砲した勢力については、脅威を煽り、民衆の蜂起を加速させる目的で、ロシアのГРУも参加していた、という。
ポーランドの公文書保管記録によれば、1989年12月22日の夜、ルーマニア国防省の司令部にいたイオン・イリエスクは、ソ連に対して軍事支援を要請する趣旨を述べ、参謀総長のシュテファン・グーシャがこれに反対した。シュテファン・グーシャは「いけません、イリエスク閣下。そんなことをする必要はありません。間違いを犯してはなりません。ソ連の助けなど要らない！」と述べたうえで、「ダメだ、許さん！ロシア人なんぞくたばりやがれ！」と絶叫した。
1989年12月に何が起こったのかについて、ルーマニア人の多くは分からないままである。実際には存在しないことが判明した謎の「テロリスト」に抵抗するため、民間人に武器が配布された。銃撃の多くは、治安部隊と軍の相互発砲によるものであった。イオン・イリエスクは、「権力の空白を埋めるために介入しただけだ」と主張している。
チャウシェスクが「クーデター」と呼んで非難した当局者たちは、「テロリスト」の出現を防ぐためにチャウシェスクを処刑する必要があった、と主張したが、テロリストの存在が証明されたことは無い。また、ダン・ヴォイナーは「テロリストなど存在しなかった」と断言している。
2018年12月、イオン・イリエスクは、「人道に対する罪」で起訴された。検察によれば、「テレビへの出演や報道発表を通じて、誤った情報を流布し、全身性の精神病を助長した」「彼らの行動や発言は、『友軍による銃撃と混沌へと導いた銃撃戦、矛盾に満ちた軍事命令の事例」の危険を意図的に高めた」「チャウシェスクがブクレシュティから逃亡したのち、さらに862人が殺された」「彼らの行動は、『裁判という名の見せかけだけの嘲笑劇を経て、チャウシェスクに対する有罪判決の宣告と処刑』につながった」という。1989年の出来事に関する調査は、2009年に一度終了しているが、欧州人権裁判所(La Cour européenne des droits de l'homme)による判決を受けて、2016年に再開された。イオン・イリエスク、ジェル・ヴォイカン・ヴォイコレスク、元空軍長官のイオスィフ・ルースの3人が裁判にかけられることになった。起訴状では、「1989年12月21日のニコラエ・チャウシェスクの失脚後に設立された救国戦線評議会の指導者は、国家の安全保障および国防機関を支配下に置き、政治権力を掌握しようとした」「治安機関と軍隊を故意に利用し、友軍による銃撃と、混沌へと導いた銃撃戦を作り出し、矛盾に満ちた軍の命令を発することにより、『テロリズムが原因の、全身性の精神病』をもたらした」「組織的にもたらされた無秩序により、862人が殺され、2150人が負傷し、数百人が恣意的に逮捕され、精神的外傷を負った」「1989年12月17日から22日まで行われた抑圧的な行為よりも深刻なものであった」という。また、「1968年にソ連がプラハに軍事侵攻して以降、ルーマニアとソ連の関係が悪化し、社会全体における深刻な不満が燻っていた状態の結果として、ニコラエ・チャウシェスクの打倒を目的としつつ、ルーマニアをソ連の影響下に留めようとする反体制派の集団が形成され、勢力が強まっていった」とも書かれた。
略式裁判の冒頭で、チャウシェスクは、ルーマニアの新たな指導者たちについて「『外国の勢力』と共謀し、その助けを借りて実権を握っている」と述べ、「外国と接触しているこの裏切り者の一団を受け入れるつもりは無い」「大国民議会とルーマニア国民の前でのみ答えよう。外国の軍隊を国内に呼び寄せた連中の質問に答えるわけにはいかない」と明言した。
また、チャウシェスクはイオン・イリエスクを「ソ連のスパイ」と考えていた。チャウシェスクが処刑される前、トゥルゴヴィシュテの駐屯地にいたユリアン・ストイカ(Iulian Stoica)は、チャウシェスクに対し、テレビ映像に映ったイリエスクについて言及した。すると、チャウシェスクは「誰だって？あのソ連のスパイが！？」と叫ぶと、エレナに近寄り、以下のように叱責した。「私はあの男を始末しようとしたのに、お前はそれを許さなかった。今まさに、あの男は我々を始末しようとしているのだ！」「私は奴を殺すべきだ、と言ったのに、お前は『無視するだけで十分だ』と返した。お前は私の話を理解していなかったのだ！」

## 世論調査
2009年にルーマニアで実施された「CURS」による世論調査の結果によれば、ニコラエ・チャウシェスクについて、回答者の31％が「ルーマニアに利益をもたらした人物として歴史の教科書に載せるべきだ」と考えており、13％は「国に不利益をもたらした」と考えており、52％は「良いことも悪いこともした」と考えている。56歳以上の回答者の多くは、「チャウシェスクは悪いことよりも良いことをした」と考えている。農村部においては、「チャウシェスクは悪いことをした」と考えているのは9%であり、40%はチャウシェスクのことを高く評価している。その理由は、「農村は20年前と同じか、それ以上に悲惨なことになっている。道路の状態は悪く、下水道は無く、ガス管が無いゆえに薪を燃やして火を起こしている。しかし、チャウシェスクの時代には、少なくとも雇用があったのだ」という。
『Marsh Copsey Associates』とルーマニア社会調査局が共同で実施した世論調査では、回答者の60%以上が「1989年以前に比べると、現在の政治家は腐敗しており、チャウシェスク政権のころのほうが公序良俗を守っていた」と回答した。回答者の55.8%が、「共産党独裁政権による政治は、現在の政治に比べて、国民を大切にしていた」と回答した。さらに、回答者の35％が「チャウシェスク政権の崩壊は、ルーマニアにとって不利益」であり、22%が「チャウシェスクが統治していたころに戻りたい」と回答した。「これは『現在の政治体制に不満があり、政治家全員が、自分たちの直面している問題の解決に対して無関心を決め込んでいるだけでなく、無能な存在である』と考えている人たちの比率である」という。さらに、18歳から29歳までの回答者のあいだで、18.5%が共産主義への回帰を望んでおり、25.6%は「どちらとも言えない」と回答した。48.4%が「1989年12月当時、何が起こっていたのかを知っておく必要がある」と回答し、33.6%は「知りたくない」と回答し、18.1%は「分からない」と回答した。1989年12月の出来事で、セクリターテの関与とその役割については、42.6%が「分からない」と回答し、30.2%が「好ましくない役割を果たした」と回答し、19.5%が「有益な役割を果たした」と回答し、7.8%が「何の役割も果たさなかった」と回答した。そして、回答者の73.4%は、「チャウシェスク夫妻は処刑されるべきではなかった」と回答し、「処刑されて当然だ」と回答したのは12%であった。「1989年の出来事から20年経った今、ルーマニアは共産主義から脱却したかどうか」の設問では、回答者の41.8%が「多少なりとも脱却した」と回答し、30%は「ある程度脱却した」と回答し、「完全に脱却した」と回答したのは8.3%であった。自分と自分の家族の生活状況については、ルーマニア国民の42.2%が「1989年以前よりも悪くなっている」と回答し、30.7%は「楽になった」と回答し、27.1%は「何も変わっていない」と回答した。この調査は、2009年10月15日から10月19日にかけて、18歳以上の1222人を対象に実施され、誤差は±2.9%であった。
ルーマニア評価戦略研究所は、2010年7月21日から7月23日にかけて、18歳以上のルーマニア人1460人を対象に世論調査を実施し、7月26日に結果を公表した。それによれば、回答者の63%が「1989年以前のほうが生活は良かった」と回答し、23%が「今の生活のほうが良い」と回答した。ニコラエ・チャウシェスクの政治については、49%が「良い指導者だった」と回答し、15%が「悪い指導者だった」と回答し、30%が「良くも悪くもない」と回答した。「共産党の存在を法的に禁止すべきか」に賛成の回答を示したのは13%で、57%はそれに反対であった。ロシアの通信社『Регнум Новости』（「リェグノム・ノヴォスチェ」）は、「もしも現在のルーマニアで、チャウシェスクが大統領選挙に出馬した場合、ルーマニア国民の41%が彼に投票しようとするだろう」と書いた。
ルーマニア評価戦略研究所は、2010年12月19日から12月21日にかけて世論調査を実施した。回答者の45%が「1989年の出来事が無ければ、自分の生活はもっと良くなった」と考えており、25％以上は「生活はより悪くなった」と考えている。チャウシェスクの裁判と死刑について、回答者の84%は「あれは公正な裁判ではないし、チャウシェスクを処刑したのは間違っていた」と考えており、50%が「チャウシェスク夫妻を死刑にした裁判の評決に反対する」と回答した。1989年12月の出来事については、ルーマニア人のあいだでは意見が分かれている。45%は「革命」で、45%は「クーデター」と考えている。また、回答者の64%は「あの出来事には外部の勢力が関わっていた」と確信しており、回答者の51%は「ソ連が関与していた」と考えている。
ルーマニア評価戦略研究所は、2014年4月3日から4月6日にかけて世論調査を実施し、1349人から回答を得られた。それによれば、「もしも現在のルーマニアにチャウシェスクが蘇り、大統領選挙に出馬した場合、ルーマニア国民の66%がチャウシェスクに投票しようとするだろう」との結果になった。2014年の時点で大統領であったトライアン・バセスク(Traian Băsescu)を支持した回答者は10%未満であった。この調査結果では、ルーマニア国民の69%が「自分たちの生活状況は、1989年以前よりも悪くなっている」と考えており、回答者の73%は「現在のルーマニアは間違った方向に進んでいる」と考えている。
心理学者のジョルジェ・ヴシュチェラーノ(George Vîșceleanu)は、「ルーマニアの『黄金時代』（チャウシェスクによる共産主義体制）を悔やんでいるのは、物質面で恩恵を得られた人か、受けた教育水準が平均以下の人だけである」という。「当時は自由な表現が許されず、あらゆる面で抑圧的な体制だった」と述べた。歴史学者のヴァスィーレ・レチンツァン(Vasile Lechințan)によれば、「共産主義時代に対する郷愁の念がある背景には、青春時代が過ぎ去ってしまったことへの後悔がある」という。「彼らが共産主義を懐かしむのは、そのころの彼らが全盛期で、若く、両親も生きていて、家族が揃っていたからだ」「学校を卒業したあとは就職し、現在は入手が困難な住居に住める。当時は誰もがそう信じていた」と述べた。社会学者のマリウス・マティチェスク(Marius Matichescu)によれば、過去に対する懐古の情は、現在満たされていない中で生じるものだという。「仕事も住まいも、当時は国から提供されていたのに、今では手に入れるのが困難だ」「共産主義体制に対する郷愁の念は、現時点で困難に直面している人々に見られる点に注目すべきだ」と述べた。

## 勲章

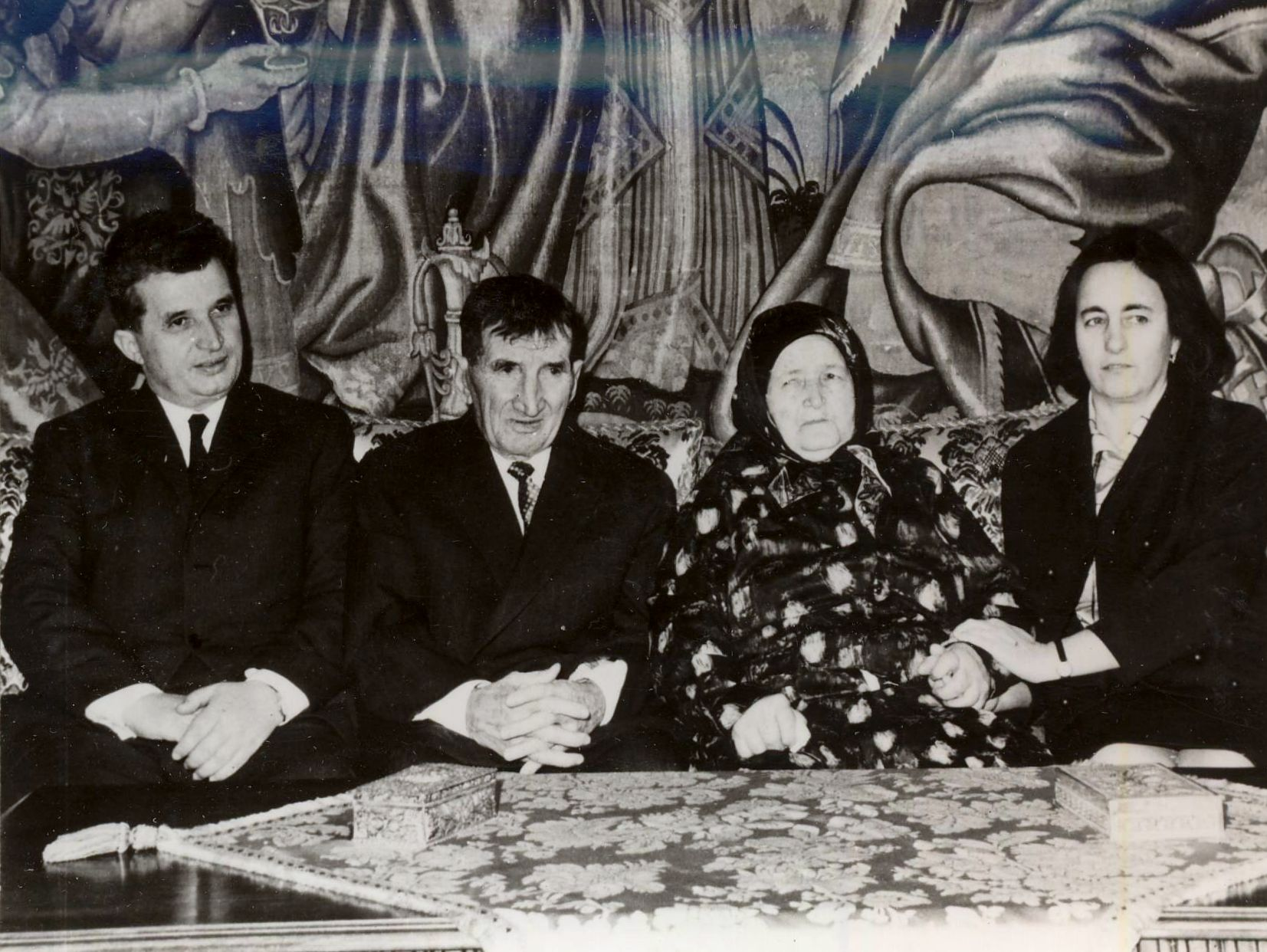
左から、ニコラエ、ニコラエの父・アンドゥルーツァ、ニコラエの母・アレクサンドリーナ、ニコラエの妻・エレナ（1968年撮影）

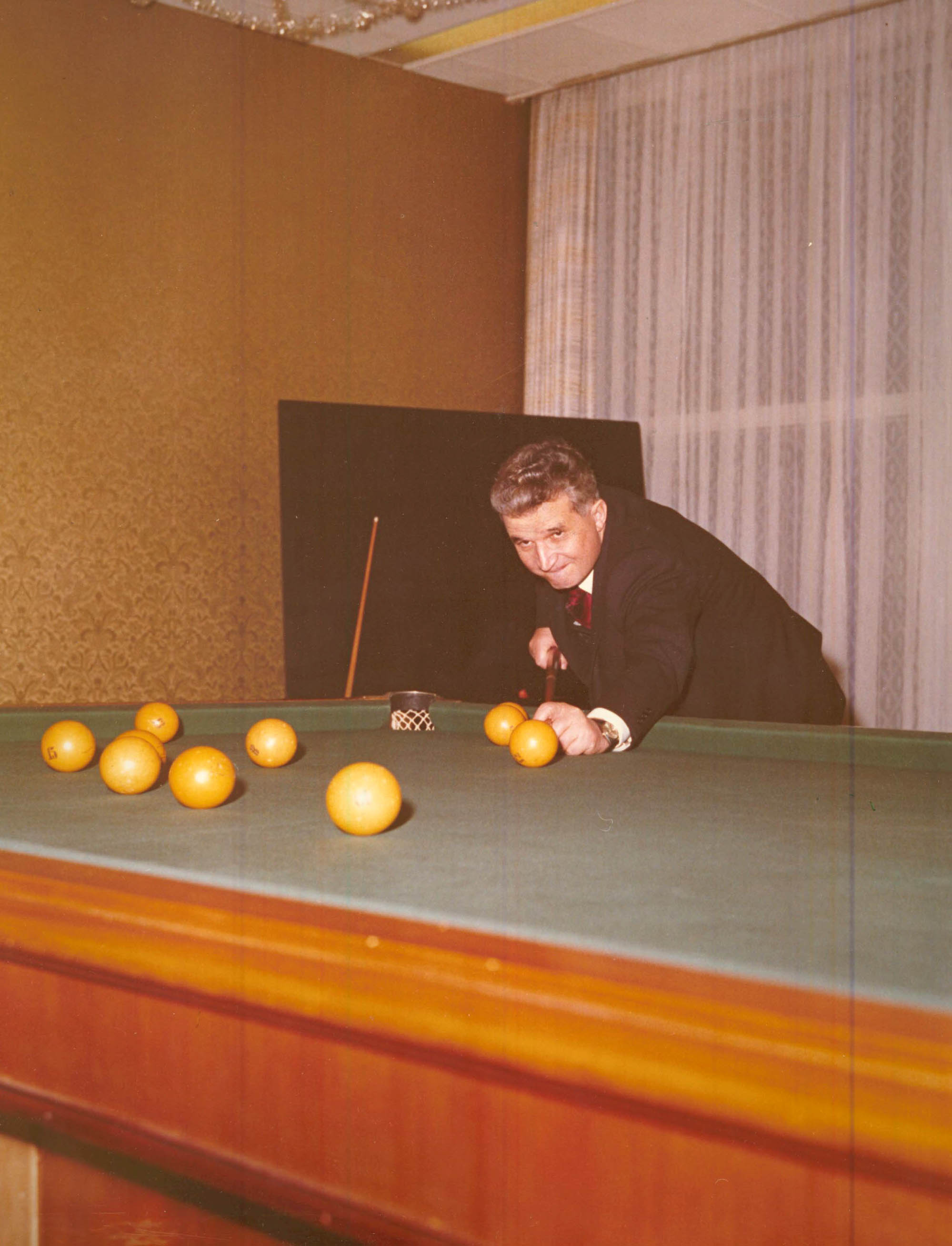
ビリヤードに興ずるチャウシェスク（1976年）

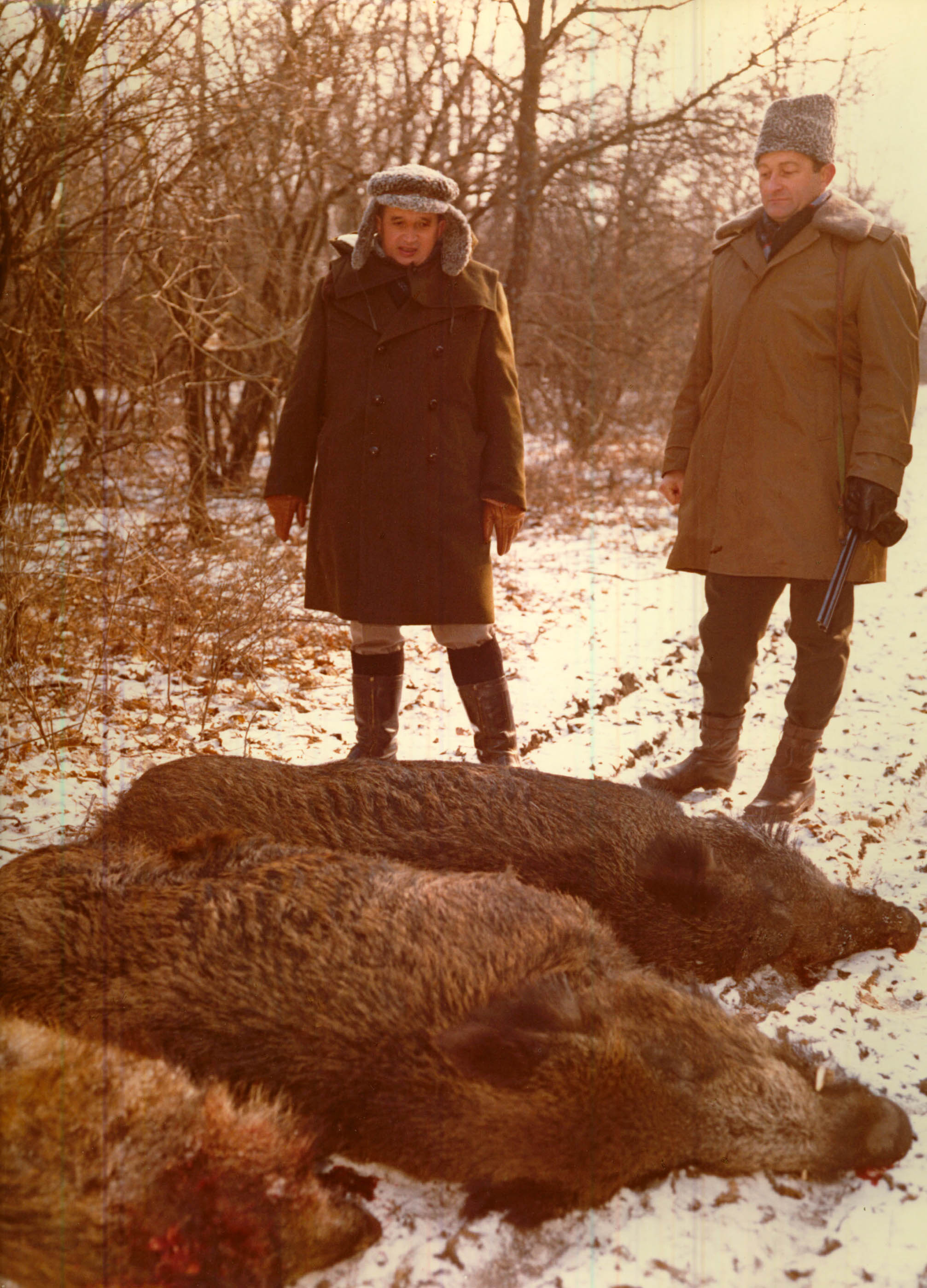
休暇中に狩りを行う様子（1976年）

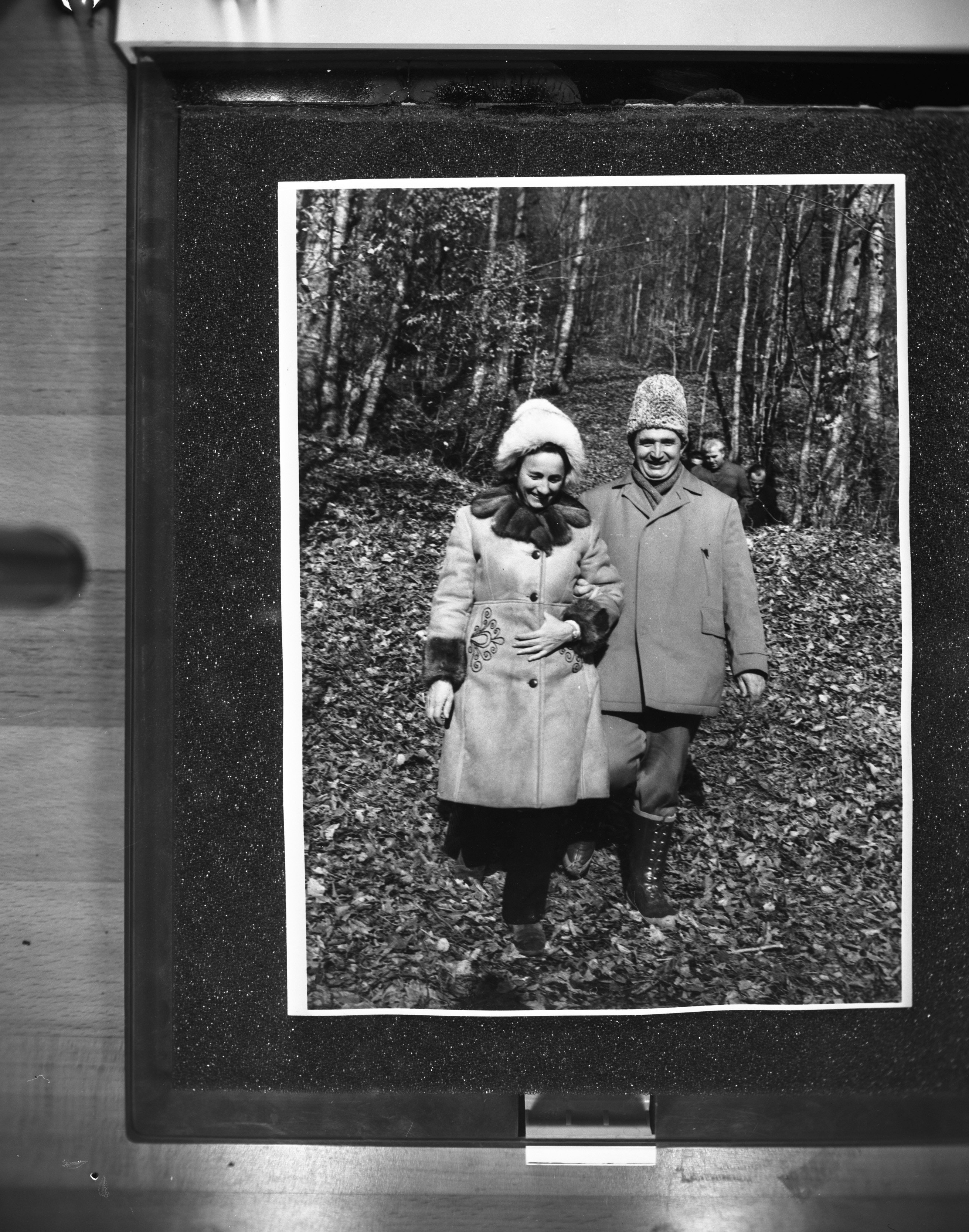
妻・エレナと（1978年1月24日）

ニコラエ・チャウシェスクは、「ルーマニア社会主義共和国英雄」(Erou Al Republicii Socialiste România)、「『社会主義の勝利』勲章」(Ordinul "Victoria Socialismului")をはじめ、数々の勲章を受勲している。1988年には、東ドイツのエーリッヒ・ホーネッカー(Erich Honecker)から「カール・マルクス勲章」を授与された。

## 家族
長男のヴァレンティン・チャウシェスク(Valentin Ceauşescu)は物理学者。政治には一切関わらなかった。「長男は養子」との噂が長年広まっていたものの、この噂を裏付ける具体的な証拠が示されたことはなく、ヴァレンティン本人も養子説を繰り返し否定している。ニコラエとエレナが1947年12月に結婚した時点で、エレナは妊娠7ヶ月であった。エレナはその2か月後にヴァレンティンを産んだ。
長女のゾヤ・チャウシェスク(Zoia Ceaușescu)は数学者であり、複数の論文を発表している。政治にはほとんど関わらなかった。2006年11月20日、肺癌で亡くなった。
次男のニク・チャウシェスク(Nicu Ceaușescu)は、ブカレスト大学の物理学部を卒業後、政治の道を歩む。1989年12月の革命で、殺人を扇動した容疑で逮捕され、20年の懲役刑を言い渡された。肝硬変と糖尿病を患っており、1996年9月16日にブカレスト大学病院に緊急入院し、手術を受けた。9月18日にルーマニアを離れ、ウィーンで手術を受けるも、9月26日に死んだ。その3日後、両親と同じくゲンチャ墓地に埋葬された。

## 映画
- Autobiografia lui Nicolae Ceausescu （『ニコラエ・チャウシェスク自伝』） - チャウシェスクの書記長就任から、89年の革命後の裁判までの記録映像を編集、構成。2010年公開。監督はアンドレイ・ウージカ(Andrei Ujica)。
- 4ヶ月、3週と2日（原題：『4 luni, 3 săptămâni și 2 zile』） - 2007年に公開されたルーマニア映画。監督はクリスティアン・ムンジウ(Cristian Mungiu)、主演はアナマリア・マリンカ(Anamaria Marinca)。チャウシェスク政権の時代、中絶が違法だった1987年のルーマニアを舞台に、望まぬ形で妊娠した同室者の堕胎に向けて奔走する女学生の一日。カンヌ国際映画祭でパルム・ドールを受賞した。ニューヨーク・タイムス(The New York Times)の映画評論家、マノーラ・ダルギス(Manohla Dargis)は、「アカデミー賞まで受賞するなんてのはバカげているが、可能な限り、沢山の人々が視聴するに値する映画だ」と評価した[191]。

## ニコラエ・チャウシェスクによる自伝・演説・報告
- Report during the joint solemn session of the CC of the Romanian Communist Party, the National Council of the Socialist Unity Front and the Grand National Assembly: Marking the 60th anniversary of the creation of a Unitary Romanian National State, 1978
- Major problems of our time: Eliminating underdevelopment, bridging gaps between states, building a new international economic order, 1980
- The solving of the national question in Romania (Socio-political thought of Romania's President), 1980
- Ceaușescu: Builder of Modern Romania and International Statesman, 1983
- The nation and co-habiting nationalities in the contemporary epoch (Philosophical thought of Romania's president), 1983
- The history of the Romanian people in the view of the President (Istoria poporului român în concepția președintelui), 1988

### 日本語翻訳版
- 『ニコラエ・チャウシェスク 社会主義建設の旗手』恒文社、1971年。（草野悟一編訳）
- 『ニコラエ・チャウシェスク 平和と国際協力の政策』恒文社、1971年9月。（草野悟一編訳）
- 『ニコラエ・チャウシェスク 国際平和への道』恒文社、1978年4月。（草野悟一編訳）

## 参考資料
- Ion Mihai Pacepa : Red Horizons: Chronicles of a Communist Spy Chief, Regnery Gateway, 1987 ISBN 978-0895265708
- Stelian Tănase, "Societatea civilă românească și violența" ("Romanian Civil Society and Violence"), in Agora, issue 3/IV, July–September 1991
- Silviu Brucan : The Wasted Generation: Memoirs Of The Romanian Journey From Capitalism To Socialism And Back, Westview Press, 1993. ISBN 978-0-8133-1833-2
- Dennis Deletant (1995), Ceaușescu and the Securitate: Coercion and Dissent in Romania, 1965–1989, ISBN 978-1563246333 pub. M. E. Sharpe. p. 351
- Dumitru Burlan, Dupa 14 ani – Sosia lui Ceaușescu se destăinuie ("After 14 Years: The Double of Ceaușescu confesses"). Editura Ergorom. 31 July 2003.
- Vladimir Tismăneanu, Stalinism pentru eternitate: O istorie politică a comunismului românesc, Editura Humanitas. 2014.

## 資料
- "Lovitura de Stat" data de generalul Stanculescu (22 Decembrie 1989)
- TRANSILVANIA ROŞIE. COMUNISMUL ROMÂN ŞI PROBLEMA NAŢIONALĂ 1944–1965
- Biografiile nomenklaturii
- Stenograma procesului Ceaușescu --- 1989年12月25日、ニコラエとエレナに対する略式裁判の記録（ルーマニア語）
- Political Tension (1968) - 1968年8月21日、ソ連を非難するチャウシェスクの演説
- Nicolae Ceausescu LAST SPEECH (english subtitles) 1/2 - 1989年12月21日、ニコラエ・チャウシェスクによる最後の演説・その1（英語字幕付き）
- Nicolae Ceausescu LAST SPEECH english subtitles 2/2 - 1989年12月21日、ニコラエ・チャウシェスクによる最後の演説・その2（英語字幕付き）